# Senyera reial
|  | Aquest article tracta sobre la senyera com a símbol heràldic. Per a referir-se a banderes, vegeu Bandera de Catalunya i Bandera del País Valencià. |

Escut d'armes de la Corona d'Aragó amb la Senyera Reial

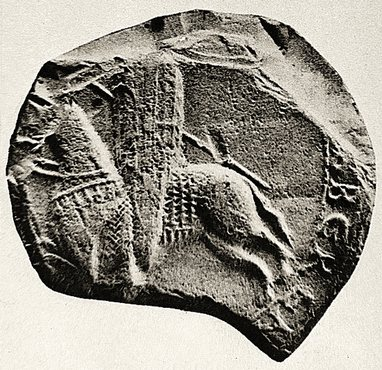
Qui primer portà el senyal dels Quatre Pals fou Ramon Berenguer IV l'any 1150, tal com assenyalen els màxims especialistes en heràldica:
·Alberto Montaner Frutos: «[…] no hay duda de que el primer poseedor de los palos de oro y gules fue Ramon Berenguer IV» [El señal del rey de Aragón (1995); pàg. 29]
·Menéndez Pidal: «[…] el primer testimonio auténtico de las armas que usaron los reyes de Aragón se encuentra en los sellos de Ramon Berenguer IV» [Los emblemas de España (1998); pàg. 451]
·Armand de Fluvià: «Els segells més antics que tenim d'un sobirà català són els del comte Ramon Berenguer IV […] L'escut porta el senyal dels pals» [Els quatre pals (1995); pàg. 51-52)]

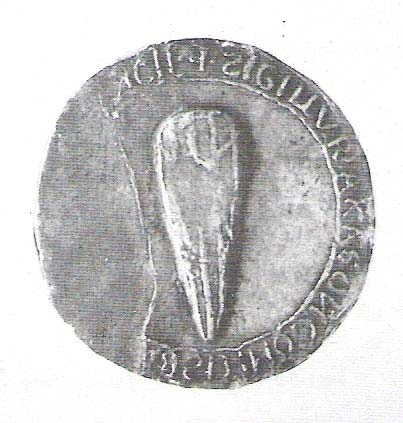
Revers del segell de Millau. L'any 1187 Alfons II d'Aragó concedí a la vila el privilegi d'usar un segell comú. La llegenda del segell en detalla el titular: «Segell del rey d'Aragó comte de Barcelona i marquès de Provença», on hi apareix el senyal del rei d'Aragó format per tres —no quatre— gruixudes línies verticals i per sobre d'elles l'escarboncle -o bloca-. El segell de Millau és la prova que demostra que el senyal dels pals era el «senyal personal» de Ramon Berenguer IV, i que tots els seus fills, el rei Alfons II d'Aragó, el comte Ramon Berenguer IV de Provença i el comte Sanç de Cerdanya, el van heretar del seu pare, el comte de Barcelona i príncep d'Aragó Ramon Berenguer IV.
·Menéndez Pidal: «[…] Porque los palos de oro y gules, hasta el fin de la edad media, tuvieron el caràcter preponderante o único de armas familiares de los descendientes de Ramon Berenguer IV» [El escudo de España (2004); pàg. 99]
·Alberto Montaner Frutos: «[…] puede establecerse sin lugar a dudas que los palos de oro y gules nacen como emblema personal de Ramon Berenguer IV y, al hereadarlos sus hijos se convierten en el símbolo de su família, la Casa de Aragón, sin ligazón alguna con un territorio determinado.» [El señal del rey de Aragón (1995); pàg. 35]

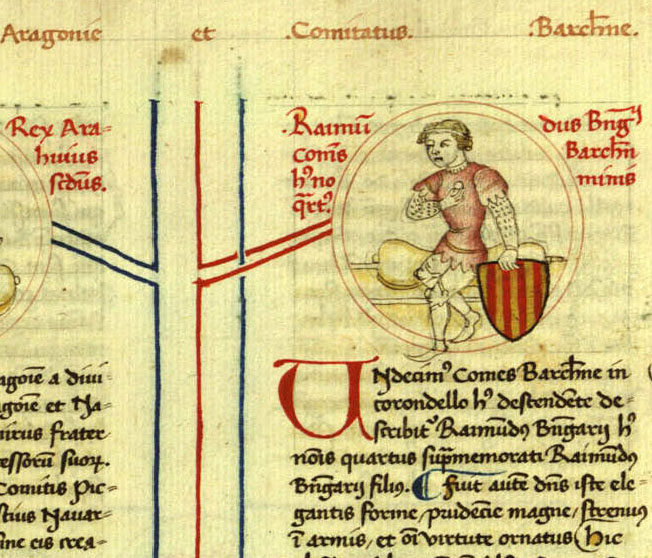
El senyal dels quatre pals apareix per primera vegada en la història en l'escut que porta Ramon Berenguer IV en un segell que valida un document del 2 de setembre del 1150. En heretar-lo tots els seus fills esdevingué un senyal heràldic del seu llinatge que només podien portar en el seu escut d'armes els seus descendents.
Genealogia regum Navarrae et Aragoniae et comitum Barchinonae (1380): «Ramon Berenguer comte de Barcelona, quart del seu nom (f.34r) […] Mai no va voler ser anomenat rei, sinó administrador del regne, ni canvià les armes comtals, i àdhuc el Senyal Reial és aquell que era del comte de Barcelona. (f34.v)» Numquam tamen voluit rex appellari, sed administrator regni, nec arma comitatus mutare, unde adhuc signa regalia sunt illa que comitis Barchinone erant.

La senyera reial fou la senyera privativa i històrica dels reis d'Aragó i comtes de Barcelona. La senyera reial és la translació vexil·lològica del senyal reial, altrament dit senyal dels quatre pals. Aquest senyal heràldic es descriu de la manera següent:
En camper d'or, quatre pals de gules.
De la senyera reial, en deriven actualment la bandera d'Aragó, la bandera de Catalunya, la bandera del País Valencià i la bandera de les Illes Balears. El senyal i la senyera reial han estat objecte de debat i polèmica per qüestions que, més enllà de la historiografia estricta, tenen un rerefons polític i/o sentimental, tant pel que fa a la denominació, com al seu origen, com a la seva territorialitat.
El senyal heràldic descrit «en camper d'or quatre pals de gules» fou denominat inicialment al segle xii i durant la primeria del segle xiii pels mateixos reis d'Aragó i comtes de Barcelona com a «senyal propi» (signo proprio) i «senyal nostre» (signi nostri), i la bandera vexillum nostrum. A partir de mitjan segle xiii se li associà la dignitat reial, i fou denominat a partir d'aleshores pels sobirans mateixos com a «senyal nostre reial» (signi nostri regium) o senzillament «senyal reyal» (signum regium), i la bandera «nostra senyera». Paral·lelament, en les cròniques catalanes de finals del segle xiii i principis del segle xiv se'l denominà «senyal del rey d'Aragó», i a la bandera «senyera reial del senyor rei d'Aragon», «estendard reial del senyor rei d'Aragó», o «bandera de la casa reial d'Aragó». A finals del segle xiv i principis del segle XV els sobirans mateixos el denominaren «senyal del comtat de Barchelona», i «bandera nostra antiga del Principat de Cathalunya», i fou denominat també «armes comtals» (arma comitatus). En l'heràldica i historiografia contemporànies, es fan servir les denominacions senyal reial, senyal dels quatre pals, senyal reial d'Aragó, senyal del rei d'Aragó o armes d'Aragó. Les denominacions «barres de Catalunya» o «barres d'Aragó» no són emprades avui en dia perquè, en terminologia heràldica, una barra és una banda que travessa l'escut en diagonal i, per tant, el que és heràldicament correcte és utilitzar l'expressió pals, que són els que es disposen en vertical.
Actualment, hi ha consens entre els especialistes heràldics a l'hora de determinar l'origen del senyal dels quatre pals: aquest apareix per primera vegada en la història en l'escut de Ramon Berenguer IV (1114-1162), testimoniat en un segell que valida un document del 2 de setembre del 1150. Donat que l'heràldica aparegué en l'àrea iberooccitana entre el 1125 i el 1150, i evidenciat que no hi ha cap document sigil·logràfic que mostri el senyal dels quatre pals ni en els anteriors comtes de Barcelona, ni en els anteriors reis d'Aragó, s'argüí l'existència de possibles emblemes preheràldics. Així, es proposà la hipòtesi dels lemniscs, segons la qual els anteriors reis d'Aragó haurien adoptat els colors papals roig i daurat a causa del vassallatge establert amb la Santa Seu pel rei Sanç d'Aragó (v. 1042–1094); paral·lelament, també es proposà que haurien estat els anteriors comtes de Barcelona els que haurien adoptat els colors roig i daurat basant-se en les pintures dels sepulcres comtals de la catedral de Girona de Ramon Berenguer II (1053-1082) i Ermessenda de Carcassona (972-1058). Cap de les dues opcions ha resultat concloent a l'hora de demostrar possibles emblemes preheràldics anteriors a Ramon Berenguer IV i segons l'heraldista Faustino Menéndez Pidal de Navascués la presència arcaica de l'escarboncle sobre el senyal dels Quatre Pals confirmaria que anteriorment ningú no hauria emprat aquest símbol, sinó que hauria estat Ramon Berenguer IV —comte de Barcelona i príncep d'Aragó—, i just en el moment en què estava naixent l'heràldica a Europa, el primer en la història a adoptar aquesta simbologia sobre el seu escut com a distintiu personal.

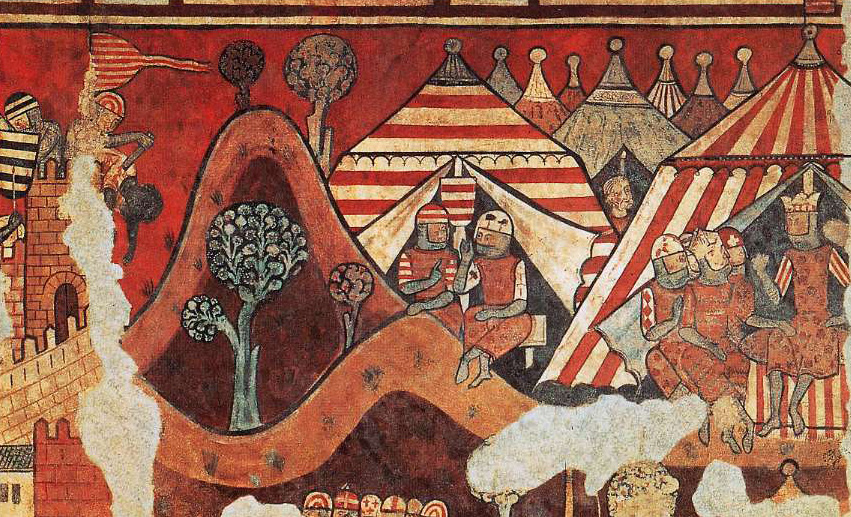
Durant l'edat mitjana el nombre de pals del senyal reial i la senyera reial fou variable. No fou fins al 1344 quan el rei Pere el Cerimoniós fixà per la Cancelleria Reial en quatre el nombre de pals, tot i que més enllà d'aquesta data els artistes continuaren representant el senyal amb nombre variable de pals. (Pintures murals de la conquesta de Mallorca, 1285-1290; 071447-CJT, MNAC)

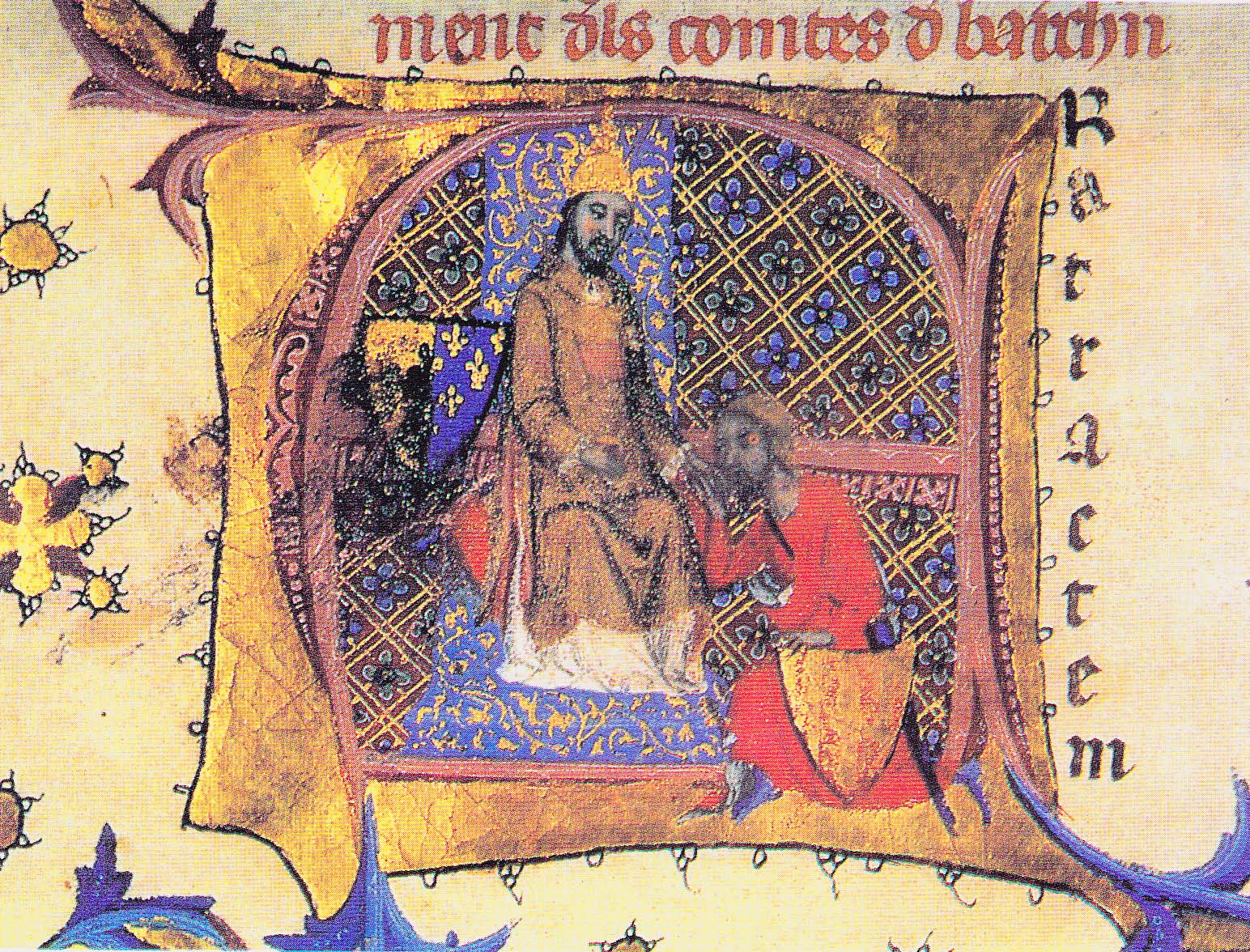
Caplletra A del capítol XXII de les Cròniques dels reis d'Aragó e comtes de Barcelona (v. 1359) La miniatura representa el pare de Guifré el Pilós amb el seu escut d'armes, d'or i quatre pals de gules, retent homenatge al rei de França (Biblioteca de la Universitat de Salamanca, ms. 2664, f.22v). Aquesta crònica del 1359 establí les bases de la llegenda de les quatre barres de sang escrita pel valencià Pere Beuter el 1551, i que remuntava l'origen del senyal a Guifré el Pilós vers l'any 897. En realitat la heràldica no aparegué a Europa fins al 1125-1150 i el primer que usà el senyal dels pals fou Ramon Berenguer IV l'any 1150

Actualment hi ha consens, també, a l'hora de determinar que originàriament la significació del senyal dels quatre pals era la d'un senyal heràldic de llinatge. Ramon Berenguer IV el portava a l'escut com un senyal personal, i no com un senyal heràldic de dignitat territorial, de manera que, en origen, el senyal dels quatre pals no el portava ni per ser el comte de Barcelona, ni tampoc per ser el príncep d'Aragó, de manera que ni representava el Regne d'Aragó ni tampoc el comtat de Barcelona sinó que, en origen, els senyals heràldics eren uns símbols d'identificació personal dels cavallers en el camp de batalla. Quan aquest símbol fou adoptat per tots els seus fills indistintament, ja fossin reis d'Aragó i comtes de Barcelona, ja fossin comtes de Provença, o fossin comtes de Rosselló i Cerdanya, el senyal dels quatre pals esdevingué un senyal heràldic de llinatge; només els descendents directes de Ramon Berenguer IV tenien dret a mostrar-lo sobre el seu escut d'armes.
En alguns àmbits aragonesistes s'ha volgut defensar que el llinatge català es va extingir amb el casament de Ramon Berenguer IV amb Peronella, seguint la teoria del casament en casa proposada per l'historiador Antonio Ubieto i seguida per diversos historiadors com Guillermo Fatás, Guillermo Redondo, Alberto Montaner o José Ángel Sesma entre d'altres. Proposen que el moment en què Ramon Berenguer IV va pactar el seu casament amb la infanta Peronella d'Aragó en els capítols matrimonials de Barbastre (1137), aquest va ser adoptat i convertit en membre de ple dret del llinatge dels reis d'Aragó de la dinastia Ximena; per tant, el llinatge dels comtes de Barcelona hauria quedat totalment extingit el 1137 i com que el segell on apareix per primera vegada l'escut dels quatre pals és del 2 de setembre del 1150, tot just un mes posterior a la celebració del matrimoni entre Ramon Berenguer IV i Peronella, i molts anys posteriors als pactes del 1137, el senyal dels quatre pals és el senyal del llinatge dels reis d'Aragó de la dinastia Ximena. Aquesta teoria d'Ubieto, però, ha estat rebutjada per la majoria d'historiadors per manca de fonament i diverses errades en la forma plantejar-la.
Ni Ramon Berenguer IV va ser adoptat pels reis d'Aragó, ni el llinatge dels comtes de Barcelona es va extingir el 1137, sinó que en els capítols matrimonials de Barbastre (1137) només es va pactar el matrimoni i la donació dels drets sobre el Regne d'Aragó als fills dels contraents; per tant, els quatre pals són el senyal del llinatge dels comtes de Barcelona, un llinatge que, posteriorment, va prendre el nom de casal d'Aragó perquè el títol de rei d'Aragó era la seva dignitat (títol) més important, tal com manifestà el rei Pere el Cerimoniós en les Ordinacions del 1344: «regne Darago, lo qual regne es títol e nom nostre principal».
Els mateixos reis que van succeir Ramon Berenguer IV deixarien constància en les seves cròniques que el seu llinatge era el del comte barceloní. El mateix Pere el Cerimoniós va deixar escrit que si bé el seu títol principal era el de «rei d’Aragó», i que la seva dinastia era el «Casal d’Aragó», aquesta dinastia corresponia al llinatge de «Ramon Berenguer vulgarment anomenat Cap d’Estopa, antiquíssim comte de Barcelona, de l’estirp del qual Nós per la Gràcia de Déu som descendent per ordre directe».
Al llarg del segle xiii, el senyal dels quatre pals, com a senyal heràldic de llinatge, fou heretat per totes les branques del casal d'Aragó, ja fossin reis d'Aragó i comtes de Barcelona, ja fossin reis de Mallorca i comtes de Rosselló, ja fossin comtes de Provença i Forcalquier. Tot i així, l'heraldista Alberto Montaner és de l'opinió que a finals del segle xiii, i parell a l'associació de la dignitat reial al senyal (signum regium), el «senyal reyal» adquirí la connotació de senyal heràldic de dignitat territorial, esdevenint així no sols el senyal de tots els descendents de Ramon Berenguer IV sinó, també, el senyal que identificava aquell que era el rei d'Aragó, de la resta de sobirans. Per contra, els historiadors aragonesos Rafael Conde i Faustino Menéndez Pidal de Navascués assenyalen que aquesta funció de senyal heràldic de dignitat territorial d'Aragó —identificar el rei d'Aragó—, respon a les característiques que presenta un altre senyal, la creu d'Alcoraz, creada per Pere el Gran el 1280. Aquesta associació entre el Regne d'Aragó i la creu d'Alcoraz queda explícita en la llegenda que l'acompanya, Rex Aragonum, i el nom que li donà el rei Pere el Cerimoniós el 1340, les armes Daragó, mentre els quatre pals mantingueren la significació d'armes de la família, el senyal que identificava els descendents de Ramon Berenguer IV.
Al segle xiv s'inicià la historiografia del senyal dels quatre pals quan durant el regnat de Pere el Cerimoniós i en ple apogeu de l'heràldica les cròniques començaren a parlar sobre qui fou el primer a utilitzar-lo, i sorgiren diverses llegendes sobre l'origen i el significat del «senyal reial».

## Concepte: senyeres i senyals heràldics
La vexil·lologia és l'estudi de l'emblemàtica de les banderes o senyeres, mentre que l'heràldica és específicament l'estudi de l'ús sistemàtic d'emblemes hereditaris plasmats sobre un escut. L'emblemàtica de les banderes és molt més antiga que l'heràldica, puix l'ús d'emblemes sobre un tros de tela està documentat des d'antic. Paral·lelament, l'escut és una arma defensiva que des de temps immemorials es convertí en el suport més adequat per a rebre tota mena de decoracions. Però és només a partir de l'edat mitjana, de resultes de la crisi dels estats centralitzats i l'ascens dels senyors feudals, quan aquests es dotaren d'un emblema personal privat que els identifiqués individualment en el camp de batalla, i a més, aquest emblema personal del cavaller esdevingué hereditari, no podent ser usurpat per ningú altre i sent només transmès als seus parents i descendents directes, esdevenint d'aquesta manera un emblema del seu llinatge: era el naixement de l'heràldica.

### La preheràldica

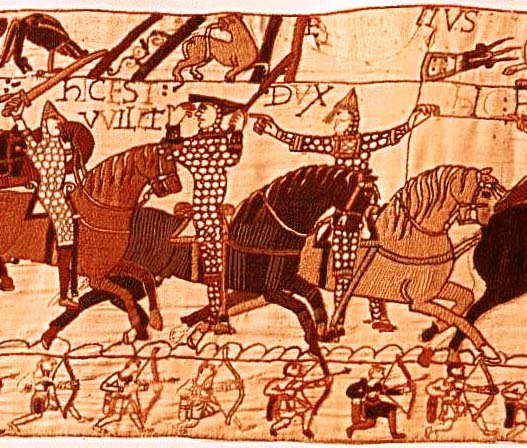
Guillem «el Conqueridor» (1027-1087), rei d'Anglaterra i duc de Normandia. «Hic est dux Wilelmus». L'heràldica, l'ús d'emblemes personals hereditaris per a identificar-se al camp de batalla i plasmats sobre un escut, encara no havia nascut l'any 1066 quan tingué lloc la batalla de Hastings, ni el 1080-1100, quan es brodà aquesta escena del tapís de Bayex

Diverses escenes de la batalla de Hastings (Regne d'Anglaterra, 1066) foren representades al tapís de Bayeux, brodat entre el 1080 i 1100. En un moment de la batalla, s'estengué el rumor que el cabdill de les tropes invasores, el duc Guillem de Normandia, havia mort. Una de les escenes del tapís representa el moment en què el duc Guillem de Normandia gira el cap enrere i amb la mà s'alça l'elm per tal que els seus homes vegin el seu rostre i reconeguin que no ha mort; fins el mateix gonfanoner, Eustaqui II de Boulogne, que porta el gonfanó i cavalca al seu costat, es veu forçat a col·laborar en la seva identificació alçant el braç dret i assenyalant amb el dit el rostre del duc Guillem. Tal com resumeix Martí de Riquer (1983), els guerrers de l'any 1066, per tal de poder reconèixer el seu cabdill al mig del cap de batalla, li havien de veure el rostre, que quedava cobert sota l'elm; cap símbol ni emblema l'identificava personalment. Si hagués existit l'heràldica l'any en què tingué lloc la batalla (1066), el duc Guillem no s'hauria vist forçat a cometre un acte tant perillós com era alçar-se l'elm, o fins quan es confeccionà el tapís (1080-1100), aquells que el brodaren no l'hagueren representat d'aquesta manera; i és que, de fet, per tal de deixar explícit que el representat és el cabdill de les tropes invasores d'Anglaterra, els autors del tapís no el representaren amb cap emblema o símbol personal identificatiu, sinó que hi hagueren de brodar les paraules següents: «Hic est dux Wilel / mus» («Aquí està el duc Guillem»).
Martí de Riquer (1983) també assenyala que molts dels guerrers representats al tapís de Bayeux van proveïts d'escuts de tipus ametlla decorats amb motius geomètrics (cercles, aspes, creus corbades, arcs) i zoomorfs (dracs); però aquests emblemes encara no tenen la consideració de senyals identificatius individuals perquè apareixen aleatòriament tant en els escuts d'un bàndol com en els escuts de l'altre; més encara, un dels personatges identificats que apareix en dues escenes és representat en cadascuna amb escuts amb emblemes diferents; si hagués existit l'heràldica aleshores, els emblemes mai no haurien estat aleatoris i, ensems, el cabdill de les tropes invasores, el duc Guillem, hauria estat representat portant un escut armoriat personal.

### L'emblemàtica de les banderes

Recreació del penó del Regne de Lleó en temps de l'emperador Alfons VII (1105-1157). El senyal del lleó apareix descrit en la Chronica Adefonsi Imperatoris (v. 1150) i fou representat gràficament el 1159, però no apareix representat sobre segell fins un segle després. Tal com indica Martí de Riquer, l'emblemàtica de les banderes és molt més antiga que l'heràldica dels escuts. També assenyala que la sigil·lografia, l'estudi dels segells, malgrat oferir evidències històriques segures, aporta un cronologia conservadora per datar el naixement de l'heràldica; així mateix, recorda que els emblemes de les banderes preexistents constituïren una de les fonts que donà lloc als senyals heràldics dels escuts

Les senyeres -vexillum o gonfanons-, és a dir, les banderes usades com a insígnia de guerra a l'edat mitjana, foren l'element característic de l'emblemàtica militar al camp de batalla abans del naixement de l'heràldica. Tot i així, però, les banderes foren primordialment un emblema col·lectiu, d'un grup o d'una unitat militar combatent, i en menor mesura individual. En aquests casos específics, la bandera que identificava un alt personatge o cabdill era portada al camp de batalla per un gonfanoner, el qual, enmig del combat, podia acabar distanciant-se del senyor al qual identificava, perdre el gonfanó, o caure ferit de mort.
Un testimoni excepcional sobre l'ús de vexillum i gonfanons en el període preheràldic és el Liber Maiolichinus, una epopeia llatina que narra la croada pisanocatalana de l'any 1113-1114 cabdellada per l'arquebisbe de Niça Pere II i el comte de Barcelona Ramon Berenguer III contra Al-jaza’ir al-Sharquiya li-l-Andalus (les Balears musulmanes). En aquesta epopeia llatina, a part de ser el primer document històric en què apareixen els termes Catalunya i català, es documenta la presència massiva de banderes -vexillum, plural vexilla-. Un altre testimoni documental indirecte de l'emblemàtica de les banderes en el període preheràldic l'ofereix De captione Almerie et Tortuose, una crònica llatina que narra la croada contra al-Mariyya (l'Almeria musulmana) de l'any 1147, acabdillada per l'emperador Alfons VII (1105-1157) i en la qual participaren Ramon Berenguer IV de Barcelona i Guillem VI de Montpeller. Segons l'heraldista aragonès Faustino Menéndez Pidal de Navascués, els emblemes d'aquests personatges ja es devien veure tant en la croada contra al-Mariyya com també en la gran parada triomfal que preparà l'emperador Alfons VII a Toledo el 1154.

### Naixement del senyal heràldic

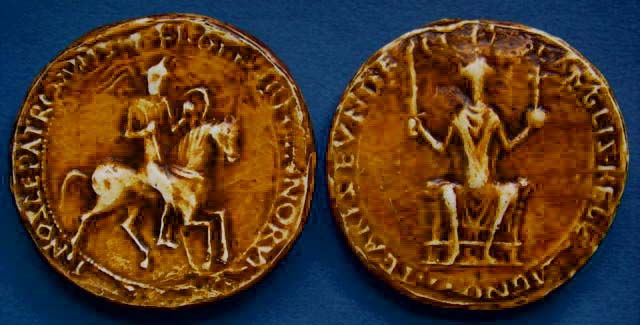
Guillem el Conqueridor (1027-1087), rei d'Anglaterra i duc de Normandia. Segell de Guillem I d'Anglaterra. A l'anvers segell tipus majestàtic, que el representa com a rei sedent al tron amb els atributs de la reialesa. Al revers, segell tipus eqüestre anglofrancès (flanc dret), portant la llança amb gallardet, el cavall sense gualdrapes i l'escut en posició natural. L'heràldica, l'ús d'emblemes personals hereditaris per a identificar-se al camp de batalla i plasmats sobre un escut encara no havia nascut, i l'escut apareix girat com un element defensiu no significatiu

L'heraldista Faustino Menéndez Pidal de Navascués (1988) afirma que els senyals heràldics aparegueren en tot Europa sense diferències cronològiques significatives vers el segon quart del segle xii (1125-1150), en un context caracteritzat per la revolució feudal i el creixent protagonisme de la figura del cavaller, en què la identificació personal d'aquests al camp de batalla esdevingué clau. L'escut, l'arma defensiva bàsica i l'element personal més visible del cavaller en combat, ben lligat per mitjà de corretges i que difícilment es desprenia d'aquest, oferí una superfície apta per a rebre l'emblemàtica gràfica i mostrar la seva identificació individual; més encara quan el rostre del cavaller quedava pràcticament invisible per la cobertura del casc. L'heràldica nasqué, doncs, com un sistema de signes per a la reconeixença individual dels cavallers en el camp de batalla.
Martí de Riquer es remet a la primera evidència històrica que existeix a Europa d'un escut amb senyal heràldic, que és de l'any 1141. A partir del segle xii, es començaren a difondre a Europa els segells de cera penjants, que anaven lligats als pergamins; aquest fet permet datar amb seguretat el segell. Tot i així, adverteix, però, que malgrat que la sigil·lografia ofereix una evidència històrica segura, la cronologia que se'n desprèn és la més conservadora i no és completa. Basant-se en l'evidència documental que ofereixen els segells i més enllà de tot dubte raonable, Martí de Riquer ofereix una cronologia de segells en què apareixen escuts amb senyal heràldic:
- 1141 Segell amb escut heràldic de Gilbert fitz Gilbert de Clare, comte de Pembroke
- 1144 Segell amb escut heràldic d'Enric el Lleó, duc de Saxònia i duc de Baviera
- 1146 Segell amb escut heràldic de Raúl de Vermandois, comte de Vermandois
- 1150 Segell amb escut heràldic de Ramon Berenguer IV, comte de Barcelona i príncep d'Aragó
- 1151 Tomba amb escut heràldic de Jofré V d'Anjou, comte d'Anjou i duc de Normandia
- 1152 Segell amb escut heràldic de Guelf VI de Toscana, margravi de Toscana i duc de Spoleto
- 1155 Segell amb escut heràldic de Bouchard II de Guisa, senyor de Guisa
- 1156 Segell amb escut heràldic d'Enric II d'Àustria, duc d'Àustria
- 1159 Segell amb escut heràldic d'Ottokar III, margravi d'Estíria
- 1159 Dibuix amb escut heràldic de Ferran II de Lleó, rei de Lleó

## Antecedents emblemàtics preheràldics mai no confirmats
Malgrat que l'evidència més antiga del senyal heràldic dels quatre pals en un escut apareix en el segell de Ramon Berenguer IV del setembre de 1150, s'han apuntat dos possibles antecedents preheràldics per a aquest senyal. D'una banda, s'ha formulat la hipòtesi dels lemniscs basant-se en la relació entre el primigeni Regne d'Aragó i els colors emblemàtics de la Santa Seu, quan el rei Sanç I d'Aragó i Pamplona (v. 1042–1094) es declarà vassall del papa; per altra banda, també s'ha apuntat com a possible antecedent preheràldic les pintures dels sepulcres comtals de la catedral de Girona de Ramon Berenguer II (1053-1082) i Ermessenda de Carcassona (972-1058). Ambdues es refereixen a situacions preheràldiques, ja que en ambdós casos, l'heràldica no havia aparegut encara en tot Europa.

### La hipòtesi dels lemniscs

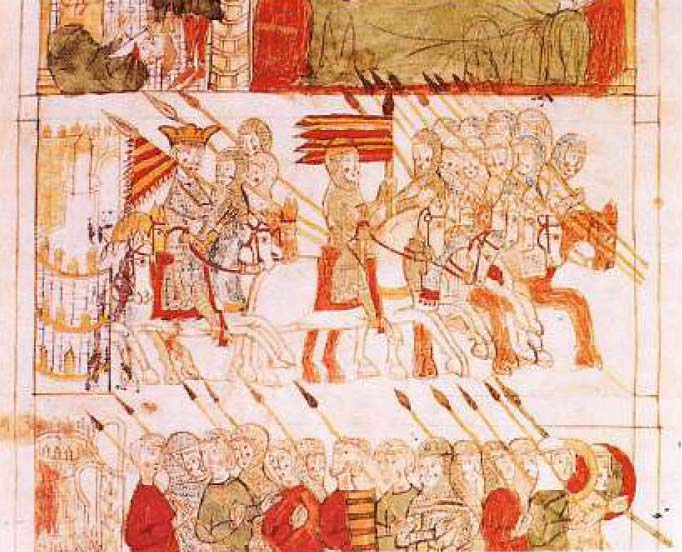
Miniatura còpia diferent de l'original, del. Representa la bandera papal portada per l'emperador Carlemany de roig i daurat.
(Còdex Calixtinus-Liber Sancti Iacobi, f.90, ms. 2631, Biblioteca General Històrica de la Universitat de Salamanca)

La hipòtesi dels lemniscs és una hipòtesi sobre els possibles antecedents emblemàtics preheràldics del senyal reial formulada per l'historiador Guillermo Fatás Cabeza (1990), que es basa en la relació de vassallatge establerta entre el rei Sanç I d'Aragó i Pamplona i la Santa Seu el 1063. Basant-se en aquest fet històric, i en la premissa que els colors papals serien ja al segle xi el roig i daurat, prenent com a prova els lemniscs de les butlles papals, es conclou que els reis d'Aragó de la dinastia Ximena haurien adoptat aquests colors papals com a emblemes propis abans que aparegués l'evidència històrica més antiga que existeix sobre del senyal dels quatre pals en l'escut que porta Ramon Berenguer IV en un segell que valida un document del 2 de setembre de 1150.
Per a bastir aquesta hipòtesi, Guillermo Fatás Cabeza reciclà un estudi de l'any 1928 de l'historiador alemany Paul Fridolin Kehr en el qual l'historiador alemany tracta d'esbrinar quan i com el Regne d'Aragó esdevingué feudatari de la Santa Seu, centrant-se en l'estudi d'un decret del papa Gregori VII adreçat al bisbe d'Osca i rei d'Aragó. En descriure el decret papal que es conserva a la catedral de Jaca, Kher apuntà que «només queden uns fils de seda grocs i vermells dels quals penjava». Basant-se en aquesta dada, Guillermo Fatás Cabeza establí la premissa que ja el 1063 aquests eren els colors emblemàtics de la Santa Seu. I basant-se en aquesta premissa, establí la hipòtesi que el rei Sanç I d'Aragó i Pamplona (v. 1042-1094), en declarar-se vassall de la Santa Seu, hauria adoptat els colors de la Santa Seu com a propis. Però la hipòtesi dels lemniscs no fou argüida ni pel mateix Guillermo Fatás Cabeza en l'edició del 2000, ha estat sempre ignorada pels heraldistes aragonesos Faustino Menéndez Pidal de Navascués i Alberto Montaner Frutos, i és menystinguda per l'historiador Juan José Sánchez Badiola (2010), que afirma que «la tesi d'un origen pontifici ha de reconèixer-se que té molt pocs arguments a favor seu, puix, malgrat que els colors groc i vermell eren emprats per la cancelleria pontifícia, poc més poc treure's d'això».

### Pintures dels sepulcres comtals de la catedral de Girona

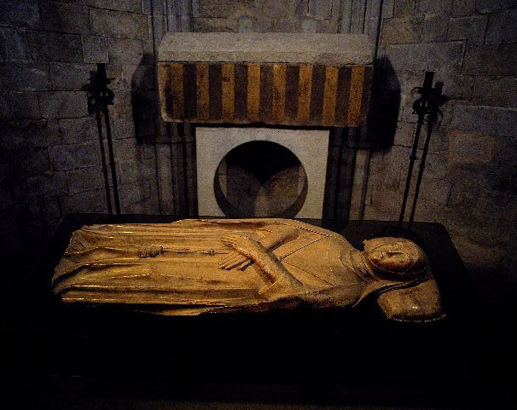
L'any 1982 s'obriren els sarcòfags gòtics de Ramon Berenguer II i d'Ermessenda de Carcassona. Al seu interior es descobriren els vells sarcòfags romànics originals. En una data no determinada per cap estudi científic, foren pintades simultàniament sobre els dos sarcòfags comtals franges verticals de color roig i daurat

El 24 de novembre de l'any 1982 es va obrir el sepulcre del comte de Barcelona Ramon Berenguer II (†1082) que hi havia a la catedral de Girona amb motiu de la commemoració dels 900 anys de la seva mort; aprofitant l'ocasió, també es va obrir l'altre sepulcre comtal que hi havia a la mateixa catedral i que corresponia al de la comtessa Ermessenda de Carcassona (†1058), muller del comte de Barcelona Ramon Borrell. Quan s'obriren els sepulcres gòtics construïts els 1385, es descobrí que a l'interior s'hi havien preservat els originals sepulcres romànics i que aquests presentaven com a única decoració exterior franges verticals pintades de color roig i daurat. Aquests sepulcres romànics havien estat a la galilea ('atri') exterior de la catedral des del moment dels respectius òbits fins al trasllat del 1385.
El mateix any 1982 es va elaborar una anàlisi fisicoquímica dels pigments de les pintures per tal de determinar-ne la composició i l'estat de conservació, però no s'ha pogut datar mai el moment en què van ser pintades les franges; aquesta manca de datació científica ha impulsat diversos historiadors a especular sobre quan van ser pintades. Atès que les pintures presenten la mateixa composició química, i atès que tots dos sobirans moriren amb tres dècades de diferència, les pintures no foren pintades al moment de les seves morts, sinó en algun moment posterior. Per a uns, aquestes pintures hi foren pintades abans del 1150, any en què apareix la primera evidència històrica del senyal dels quatre pals en l'escut de Ramon Berenguer IV; per a d'altres, les pintures hi foren afegides el 1385 per ordre del rei Pere el Cerimoniós, que tenia el convenciment que el senyal reial era originari dels comtes de Barcelona, de manera que les pintures només mostren que el rei tenia aquesta creença, però en cap cas demostren que aquesta creença fos certa o que els comtes de Barcelona tinguessin com a emblema preheràldic els pals rojos sobre un fons daurat abans de Ramon Berenguer IV.

### La hipòtesi del Regne de Borgonya-Provença
Pastoureau (1980: p.99 i n.18) assenyalà l'alta freqüència de senyals heràldics palats a la zona de Borgonya i Provença per proposar la hipòtesi d'un suposat emblema preheràldic durant el segle xi, una bandera d'un rei de Borgonya-Provença, que un cop esfondrat el dit regne molts dels comtes d'aquells territoris haurien pres el senyal dels pals en recordança. El senyal heràldic palat dels comtes de Foix seria uns d'aquests casos, així com ho seria el dels comtes de Barcelona, que en esdevenir comtes de Provença haurien adoptat també aquesta pràctica d'adoptar el senyal palat. Això no obstant, aquesta teoria fou completament refutada l'any següent per Calicó (1981) i per Menéndez Pidal (1986: pp. 219-220).

## Naixement del senyal heràldic dels quatre pals (seglexii)

### Primer testimoni: l'escut de Ramon Berenguer IV

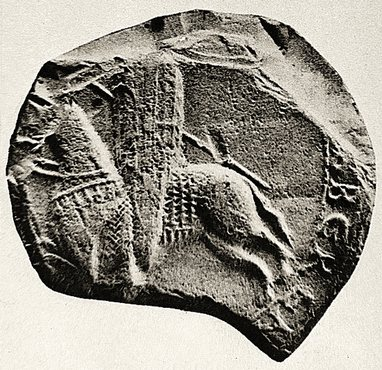
Anvers del segell de Ramon Berenguer IV (2 de setembre, 1150), primer testimoni històric del senyal dels quatre pals. La seva forma arcaica s'evidencia perquè a sobre de l'escut palat hi ha el carboncle o bloca, el reforç de l'escut consistent en làmines metàl·liques convergents disposades en forma d'aspa i orientades cap als flancs

El primer testimoni històric del senyal heràldic dels quatre pals apareix en un segell de cera d'un document datat el 2 de setembre del 1150, on es representa a Ramon Berenguer IV portant sobre l'escut el senyal dels quatre pals. Actualment, hi ha consens entre els màxims especialistes heràldics a l'hora de determinar que el senyal heràldic nasqué i aparegué com a emblema personal de Ramon Berenguer IV (1114-1162). El fet que, de resultes del desgast, només en una de les empremtes dels segells de cera hi aparegui clarament el senyal heràldic, ja és suficient per a indicar que a les matrius base (dues en aquest cas) hi havia gravats els quatre pals. Aquest origen com a emblema personal de Ramon Berenguer IV ve reforçat per l'arcaisme del senyal en un moment en què l'heràldica tot just acabava de nàixer a Europa (segon quart del segle xii, 1125-1150), fet que s'evidencia en aquest cas per la presència arcaica del carboncle -o bloca-, unes proteccions metàl·liques en forma d'aspa que protegien l'escut.
D'aquesta manera s'ha pronunciat l'heraldista aragonès Faustino Menéndez Pidal de Navascués, l'heraldista aragonès Alberto Montaner Frutos, i l'heraldista català Armand de Fluvià. Dels segells de Ramon Berenguer IV, «comte dels barcelonins i príncep del Regne dels aragonesos», se n'han conservat 7 exemplars provinents de dues matrius diferents: de la primera matriu, són 3 segells que validen documents datats durant el seu govern (anys 1150, 1157 i 1160), i de la segona matriu són els altres 4 segells que validen documents corresponents a la minoria d'edat del seu fill el rei Alfons II d'Aragó, que governava assessorat per un consell de regència (documents datats el 1164, 1166, 1170, i un d'indatable perquè s'ha després del document).
Tots set segells són fets de cera i les dues matrius base segueixen el mateix patró iconogràfic: a l'anvers, la representació de Ramon Berenguer IV com a cavaller cavalcant sobre un cavall alforrat i portant la llança i l'escut amb la llegenda que l'identifica: «RAIMVNDVS BERENGARII COMES BARCHINONENSIS», i al revers el patró iconogràfic és exactament el mateix, i tan sols canvia la llegenda: «ET PRINCEPS REGNI ARAGONENSIS».
| Roger I de Carcassona   | Roger I de Carcassona  | Roger I de Carcassona  | Roger I de Carcassona  | Roger I de Carcassona  | Roger I de Carcassona  |  |  |                       |                       |                       |                       |                       |                       |  |  |                                 |                                 |                                 |                                 |                                 |                                 |  |  | Borrell II de Barcelona                           | Borrell II de Barcelona                           | Borrell II de Barcelona                           | Borrell II de Barcelona                           | Borrell II de Barcelona                           | Borrell II de Barcelona                           |             |  |                             |                             |                             |                             |                             |                             |  |  |                                              |                                              |                                              |                                              |                                              |                                              |  |  | Sanç Garcés II de Pamplona (Abarca)        | Sanç Garcés II de Pamplona (Abarca)        | Sanç Garcés II de Pamplona (Abarca)        | Sanç Garcés II de Pamplona (Abarca)        | Sanç Garcés II de Pamplona (Abarca)        | Sanç Garcés II de Pamplona (Abarca)        |  |  |                                  |                                  |                                  |                                  |                                  |                                  |                         |                         | Ordoni III de Lleó                            | Ordoni III de Lleó                            | Ordoni III de Lleó                            | Ordoni III de Lleó                            | Ordoni III de Lleó                            | Ordoni III de Lleó                            |  |  |        |        |        |        |        |        |  |  |        |        |        |        |        |        |  |  |        |        |        |        |        |        |  |  |  |  |  |  |  |  |  |  |        |        |        |        |        |        |  |  |
| Roger I de Carcassona   | Roger I de Carcassona  | Roger I de Carcassona  | Roger I de Carcassona  | Roger I de Carcassona  | Roger I de Carcassona  |  |  |                       |                       |                       |                       |                       |                       |  |  |                                 |                                 |                                 |                                 |                                 |                                 |  |  | Borrell II de Barcelona                           | Borrell II de Barcelona                           | Borrell II de Barcelona                           | Borrell II de Barcelona                           | Borrell II de Barcelona                           | Borrell II de Barcelona                           |             |  |                             |                             |                             |                             |                             |                             |  |  |                                              |                                              |                                              |                                              |                                              |                                              |  |  | Sanç Garcés II de Pamplona (Abarca)        | Sanç Garcés II de Pamplona (Abarca)        | Sanç Garcés II de Pamplona (Abarca)        | Sanç Garcés II de Pamplona (Abarca)        | Sanç Garcés II de Pamplona (Abarca)        | Sanç Garcés II de Pamplona (Abarca)        |  |  |                                  |                                  |                                  |                                  |                                  |                                  |                         |                         | Ordoni III de Lleó                            | Ordoni III de Lleó                            | Ordoni III de Lleó                            | Ordoni III de Lleó                            | Ordoni III de Lleó                            | Ordoni III de Lleó                            |  |  |        |        |        |        |        |        |  |  |        |        |        |        |        |        |  |  |        |        |        |        |        |        |  |  |  |  |  |  |  |  |  |  |        |        |        |        |        |        |  |  |
|                         |                        |                        |                        |                        |                        |  |  |                       |                       |                       |                       |                       |                       |  |  |                                 |                                 |                                 |                                 |                                 |                                 |  |  |                                                   |                                                   |                                                   |                                                   |                                                   |                                                   |             |  |                             |                             |                             |                             |                             |                             |  |  |                                              |                                              |                                              |                                              |                                              |                                              |  |  |                                            |                                            |                                            |                                            |                                            |                                            |  |  |                                  |                                  |                                  |                                  |                                  |                                  |                         |                         |                                               |                                               |                                               |                                               |                                               |                                               |  |  |        |        |        |        |        |        |  |  |        |        |        |        |        |        |  |  |        |        |        |        |        |        |  |  |  |  |  |  |  |  |  |  |        |        |        |        |        |        |  |  |
| Bernat I de Foix        | Bernat I de Foix       | Bernat I de Foix       | Bernat I de Foix       | Bernat I de Foix       | Bernat I de Foix       |  |  | Ramon I de Carcassona | Ramon I de Carcassona | Ramon I de Carcassona | Ramon I de Carcassona | Ramon I de Carcassona | Ramon I de Carcassona |  |  | Ermessenda de Carcassona        | Ermessenda de Carcassona        | Ermessenda de Carcassona        | Ermessenda de Carcassona        | Ermessenda de Carcassona        | Ermessenda de Carcassona        |  |  | Ramon Borrell de Barcelona                        | Ramon Borrell de Barcelona                        | Ramon Borrell de Barcelona                        | Ramon Borrell de Barcelona                        | Ramon Borrell de Barcelona                        | Ramon Borrell de Barcelona                        |             |  |                             |                             |                             |                             |                             |                             |  |  |                                              |                                              |                                              |                                              |                                              |                                              |  |  | Garcia Sanxes II de Pamplona (el Tremolós) | Garcia Sanxes II de Pamplona (el Tremolós) | Garcia Sanxes II de Pamplona (el Tremolós) | Garcia Sanxes II de Pamplona (el Tremolós) | Garcia Sanxes II de Pamplona (el Tremolós) | Garcia Sanxes II de Pamplona (el Tremolós) |  |  |                                  |                                  |                                  |                                  |                                  |                                  |                         |                         | Beremund II de Lleó (el Gotós)                | Beremund II de Lleó (el Gotós)                | Beremund II de Lleó (el Gotós)                | Beremund II de Lleó (el Gotós)                | Beremund II de Lleó (el Gotós)                | Beremund II de Lleó (el Gotós)                |  |  |        |        |        |        |        |        |  |  |        |        |        |        |        |        |  |  |        |        |        |        |        |        |  |  |  |  |  |  |  |  |  |  |        |        |        |        |        |        |  |  |
| Bernat I de Foix        | Bernat I de Foix       | Bernat I de Foix       | Bernat I de Foix       | Bernat I de Foix       | Bernat I de Foix       |  |  | Ramon I de Carcassona | Ramon I de Carcassona | Ramon I de Carcassona | Ramon I de Carcassona | Ramon I de Carcassona | Ramon I de Carcassona |  |  | Ermessenda de Carcassona        | Ermessenda de Carcassona        | Ermessenda de Carcassona        | Ermessenda de Carcassona        | Ermessenda de Carcassona        | Ermessenda de Carcassona        |  |  | Ramon Borrell de Barcelona                        | Ramon Borrell de Barcelona                        | Ramon Borrell de Barcelona                        | Ramon Borrell de Barcelona                        | Ramon Borrell de Barcelona                        | Ramon Borrell de Barcelona                        |             |  |                             |                             |                             |                             |                             |                             |  |  |                                              |                                              |                                              |                                              |                                              |                                              |  |  | Garcia Sanxes II de Pamplona (el Tremolós) | Garcia Sanxes II de Pamplona (el Tremolós) | Garcia Sanxes II de Pamplona (el Tremolós) | Garcia Sanxes II de Pamplona (el Tremolós) | Garcia Sanxes II de Pamplona (el Tremolós) | Garcia Sanxes II de Pamplona (el Tremolós) |  |  |                                  |                                  |                                  |                                  |                                  |                                  |                         |                         | Beremund II de Lleó (el Gotós)                | Beremund II de Lleó (el Gotós)                | Beremund II de Lleó (el Gotós)                | Beremund II de Lleó (el Gotós)                | Beremund II de Lleó (el Gotós)                | Beremund II de Lleó (el Gotós)                |  |  |        |        |        |        |        |        |  |  |        |        |        |        |        |        |  |  |        |        |        |        |        |        |  |  |  |  |  |  |  |  |  |  |        |        |        |        |        |        |  |  |
|                         |                        |                        |                        |                        |                        |  |  |                       |                       |                       |                       |                       |                       |  |  |                                 |                                 |                                 |                                 |                                 |                                 |  |  |                                                   |                                                   |                                                   |                                                   |                                                   |                                                   |             |  |                             |                             |                             |                             |                             |                             |  |  |                                              |                                              |                                              |                                              |                                              |                                              |  |  |                                            |                                            |                                            |                                            |                                            |                                            |  |  |                                  |                                  |                                  |                                  |                                  |                                  |                         |                         |                                               |                                               |                                               |                                               |                                               |                                               |  |  |        |        |        |        |        |        |  |  |        |        |        |        |        |        |  |  |        |        |        |        |        |        |  |  |  |  |  |  |  |  |  |  |        |        |        |        |        |        |  |  |
|                         |                        |                        |                        |                        |                        |  |  |                       |                       |                       |                       |                       |                       |  |  |                                 |                                 |                                 |                                 |                                 |                                 |  |  | Berenguer Ramon I de Barcelona (el Corbat)        | Berenguer Ramon I de Barcelona (el Corbat)        | Berenguer Ramon I de Barcelona (el Corbat)        | Berenguer Ramon I de Barcelona (el Corbat)        | Berenguer Ramon I de Barcelona (el Corbat)        | Berenguer Ramon I de Barcelona (el Corbat)        |             |  |                             |                             |                             |                             |                             |                             |  |  |                                              |                                              |                                              |                                              |                                              |                                              |  |  | Sanç Garcés III de Pamplona (el Gran)      | Sanç Garcés III de Pamplona (el Gran)      | Sanç Garcés III de Pamplona (el Gran)      | Sanç Garcés III de Pamplona (el Gran)      | Sanç Garcés III de Pamplona (el Gran)      | Sanç Garcés III de Pamplona (el Gran)      |  |  |                                  |                                  |                                  |                                  |                                  |                                  |                         |                         | Alfons V de Lleó (el Noble)                   | Alfons V de Lleó (el Noble)                   | Alfons V de Lleó (el Noble)                   | Alfons V de Lleó (el Noble)                   | Alfons V de Lleó (el Noble)                   | Alfons V de Lleó (el Noble)                   |  |  |        |        |        |        |        |        |  |  |        |        |        |        |        |        |  |  |        |        |        |        |        |        |  |  |  |  |  |  |  |  |  |  |        |        |        |        |        |        |  |  |
|                         |                        |                        |                        |                        |                        |  |  |                       |                       |                       |                       |                       |                       |  |  |                                 |                                 |                                 |                                 |                                 |                                 |  |  | Berenguer Ramon I de Barcelona (el Corbat)        | Berenguer Ramon I de Barcelona (el Corbat)        | Berenguer Ramon I de Barcelona (el Corbat)        | Berenguer Ramon I de Barcelona (el Corbat)        | Berenguer Ramon I de Barcelona (el Corbat)        | Berenguer Ramon I de Barcelona (el Corbat)        |             |  |                             |                             |                             |                             |                             |                             |  |  |                                              |                                              |                                              |                                              |                                              |                                              |  |  | Sanç Garcés III de Pamplona (el Gran)      | Sanç Garcés III de Pamplona (el Gran)      | Sanç Garcés III de Pamplona (el Gran)      | Sanç Garcés III de Pamplona (el Gran)      | Sanç Garcés III de Pamplona (el Gran)      | Sanç Garcés III de Pamplona (el Gran)      |  |  |                                  |                                  |                                  |                                  |                                  |                                  |                         |                         | Alfons V de Lleó (el Noble)                   | Alfons V de Lleó (el Noble)                   | Alfons V de Lleó (el Noble)                   | Alfons V de Lleó (el Noble)                   | Alfons V de Lleó (el Noble)                   | Alfons V de Lleó (el Noble)                   |  |  |        |        |        |        |        |        |  |  |        |        |        |        |        |        |  |  |        |        |        |        |        |        |  |  |  |  |  |  |  |  |  |  |        |        |        |        |        |        |  |  |
|                         |                        |                        |                        |                        |                        |  |  |                       |                       |                       |                       |                       |                       |  |  |                                 |                                 |                                 |                                 |                                 |                                 |  |  |                                                   |                                                   |                                                   |                                                   |                                                   |                                                   |             |  |                             |                             |                             |                             |                             |                             |  |  |                                              |                                              |                                              |                                              |                                              |                                              |  |  |                                            |                                            |                                            |                                            |                                            |                                            |  |  |                                  |                                  |                                  |                                  |                                  |                                  |                         |                         |                                               |                                               |                                               |                                               |                                               |                                               |  |  |        |        |        |        |        |        |  |  |        |        |        |        |        |        |  |  |        |        |        |        |        |        |  |  |  |  |  |  |  |  |  |  |        |        |        |        |        |        |  |  |
| Pere I de Foix          | Pere I de Foix         | Pere I de Foix         | Pere I de Foix         | Pere I de Foix         | Pere I de Foix         |  |  | Roger I de Foix       | Roger I de Foix       | Roger I de Foix       | Roger I de Foix       | Roger I de Foix       | Roger I de Foix       |  |  |                                 |                                 |                                 |                                 |                                 |                                 |  |  | Ramon Berenguer I de Barcelona (el Vell)          | Ramon Berenguer I de Barcelona (el Vell)          | Ramon Berenguer I de Barcelona (el Vell)          | Ramon Berenguer I de Barcelona (el Vell)          | Ramon Berenguer I de Barcelona (el Vell)          | Ramon Berenguer I de Barcelona (el Vell)          |             |  |                             |                             |                             |                             |                             |                             |  |  | Garcia Sanxes III de Pamplona (el de Nájera) | Garcia Sanxes III de Pamplona (el de Nájera) | Garcia Sanxes III de Pamplona (el de Nájera) | Garcia Sanxes III de Pamplona (el de Nájera) | Garcia Sanxes III de Pamplona (el de Nájera) | Garcia Sanxes III de Pamplona (el de Nájera) |  |  | Ramir Sanxes (fill del rei Sanç)           | Ramir Sanxes (fill del rei Sanç)           | Ramir Sanxes (fill del rei Sanç)           | Ramir Sanxes (fill del rei Sanç)           | Ramir Sanxes (fill del rei Sanç)           | Ramir Sanxes (fill del rei Sanç)           |  |  | Ferran I de Lleó (el Magne)      | Ferran I de Lleó (el Magne)      | Ferran I de Lleó (el Magne)      | Ferran I de Lleó (el Magne)      | Ferran I de Lleó (el Magne)      | Ferran I de Lleó (el Magne)      |                         |                         | Sança de Lleó                                 | Sança de Lleó                                 | Sança de Lleó                                 | Sança de Lleó                                 | Sança de Lleó                                 | Sança de Lleó                                 |  |  |        |        |        |        |        |        |  |  |        |        |        |        |        |        |  |  |        |        |        |        |        |        |  |  |  |  |  |  |  |  |  |  |        |        |        |        |        |        |  |  |
| Pere I de Foix          | Pere I de Foix         | Pere I de Foix         | Pere I de Foix         | Pere I de Foix         | Pere I de Foix         |  |  | Roger I de Foix       | Roger I de Foix       | Roger I de Foix       | Roger I de Foix       | Roger I de Foix       | Roger I de Foix       |  |  |                                 |                                 |                                 |                                 |                                 |                                 |  |  | Ramon Berenguer I de Barcelona (el Vell)          | Ramon Berenguer I de Barcelona (el Vell)          | Ramon Berenguer I de Barcelona (el Vell)          | Ramon Berenguer I de Barcelona (el Vell)          | Ramon Berenguer I de Barcelona (el Vell)          | Ramon Berenguer I de Barcelona (el Vell)          |             |  |                             |                             |                             |                             |                             |                             |  |  | Garcia Sanxes III de Pamplona (el de Nájera) | Garcia Sanxes III de Pamplona (el de Nájera) | Garcia Sanxes III de Pamplona (el de Nájera) | Garcia Sanxes III de Pamplona (el de Nájera) | Garcia Sanxes III de Pamplona (el de Nájera) | Garcia Sanxes III de Pamplona (el de Nájera) |  |  | Ramir Sanxes (fill del rei Sanç)           | Ramir Sanxes (fill del rei Sanç)           | Ramir Sanxes (fill del rei Sanç)           | Ramir Sanxes (fill del rei Sanç)           | Ramir Sanxes (fill del rei Sanç)           | Ramir Sanxes (fill del rei Sanç)           |  |  | Ferran I de Lleó (el Magne)      | Ferran I de Lleó (el Magne)      | Ferran I de Lleó (el Magne)      | Ferran I de Lleó (el Magne)      | Ferran I de Lleó (el Magne)      | Ferran I de Lleó (el Magne)      |                         |                         | Sança de Lleó                                 | Sança de Lleó                                 | Sança de Lleó                                 | Sança de Lleó                                 | Sança de Lleó                                 | Sança de Lleó                                 |  |  |        |        |        |        |        |        |  |  |        |        |        |        |        |        |  |  |        |        |        |        |        |        |  |  |  |  |  |  |  |  |  |  |        |        |        |        |        |        |  |  |
|                         |                        |                        |                        |                        |                        |  |  |                       |                       |                       |                       |                       |                       |  |  |                                 |                                 |                                 |                                 |                                 |                                 |  |  |                                                   |                                                   |                                                   |                                                   |                                                   |                                                   |             |  |                             |                             |                             |                             |                             |                             |  |  |                                              |                                              |                                              |                                              |                                              |                                              |  |  |                                            |                                            |                                            |                                            |                                            |                                            |  |  |                                  |                                  |                                  |                                  |                                  |                                  |                         |                         |                                               |                                               |                                               |                                               |                                               |                                               |  |  |        |        |        |        |        |        |  |  |        |        |        |        |        |        |  |  |        |        |        |        |        |        |  |  |  |  |  |  |  |  |  |  |        |        |        |        |        |        |  |  |
|                         |                        |                        |                        |                        |                        |  |  |                       |                       |                       |                       |                       |                       |  |  |                                 |                                 |                                 |                                 |                                 |                                 |  |  | Ramon Berenguer II de Barcelona (el Cap d'Estopa) | Ramon Berenguer II de Barcelona (el Cap d'Estopa) | Ramon Berenguer II de Barcelona (el Cap d'Estopa) | Ramon Berenguer II de Barcelona (el Cap d'Estopa) | Ramon Berenguer II de Barcelona (el Cap d'Estopa) | Ramon Berenguer II de Barcelona (el Cap d'Estopa) |             |  |                             |                             |                             |                             |                             |                             |  |  | Sanç Garcés IV de Pamplona (el de Penyalén)  | Sanç Garcés IV de Pamplona (el de Penyalén)  | Sanç Garcés IV de Pamplona (el de Penyalén)  | Sanç Garcés IV de Pamplona (el de Penyalén)  | Sanç Garcés IV de Pamplona (el de Penyalén)  | Sanç Garcés IV de Pamplona (el de Penyalén)  |  |  | Sanç I d'Aragó i Pamplona (Sanç Ramires)   | Sanç I d'Aragó i Pamplona (Sanç Ramires)   | Sanç I d'Aragó i Pamplona (Sanç Ramires)   | Sanç I d'Aragó i Pamplona (Sanç Ramires)   | Sanç I d'Aragó i Pamplona (Sanç Ramires)   | Sanç I d'Aragó i Pamplona (Sanç Ramires)   |  |  | Alfons VI de Lleó (el Valent)    | Alfons VI de Lleó (el Valent)    | Alfons VI de Lleó (el Valent)    | Alfons VI de Lleó (el Valent)    | Alfons VI de Lleó (el Valent)    | Alfons VI de Lleó (el Valent)    |                         |                         |                                               |                                               |                                               |                                               |                                               |                                               |  |  |        |        |        |        |        |        |  |  |        |        |        |        |        |        |  |  |        |        |        |        |        |        |  |  |  |  |  |  |  |  |  |  |        |        |        |        |        |        |  |  |
|                         |                        |                        |                        |                        |                        |  |  |                       |                       |                       |                       |                       |                       |  |  |                                 |                                 |                                 |                                 |                                 |                                 |  |  | Ramon Berenguer II de Barcelona (el Cap d'Estopa) | Ramon Berenguer II de Barcelona (el Cap d'Estopa) | Ramon Berenguer II de Barcelona (el Cap d'Estopa) | Ramon Berenguer II de Barcelona (el Cap d'Estopa) | Ramon Berenguer II de Barcelona (el Cap d'Estopa) | Ramon Berenguer II de Barcelona (el Cap d'Estopa) |             |  |                             |                             |                             |                             |                             |                             |  |  | Sanç Garcés IV de Pamplona (el de Penyalén)  | Sanç Garcés IV de Pamplona (el de Penyalén)  | Sanç Garcés IV de Pamplona (el de Penyalén)  | Sanç Garcés IV de Pamplona (el de Penyalén)  | Sanç Garcés IV de Pamplona (el de Penyalén)  | Sanç Garcés IV de Pamplona (el de Penyalén)  |  |  | Sanç I d'Aragó i Pamplona (Sanç Ramires)   | Sanç I d'Aragó i Pamplona (Sanç Ramires)   | Sanç I d'Aragó i Pamplona (Sanç Ramires)   | Sanç I d'Aragó i Pamplona (Sanç Ramires)   | Sanç I d'Aragó i Pamplona (Sanç Ramires)   | Sanç I d'Aragó i Pamplona (Sanç Ramires)   |  |  | Alfons VI de Lleó (el Valent)    | Alfons VI de Lleó (el Valent)    | Alfons VI de Lleó (el Valent)    | Alfons VI de Lleó (el Valent)    | Alfons VI de Lleó (el Valent)    | Alfons VI de Lleó (el Valent)    |                         |                         |                                               |                                               |                                               |                                               |                                               |                                               |  |  |        |        |        |        |        |        |  |  |        |        |        |        |        |        |  |  |        |        |        |        |        |        |  |  |  |  |  |  |  |  |  |  |        |        |        |        |        |        |  |  |
|                         |                        |                        |                        |                        |                        |  |  |                       |                       |                       |                       |                       |                       |  |  |                                 |                                 |                                 |                                 |                                 |                                 |  |  |                                                   |                                                   |                                                   |                                                   |                                                   |                                                   |             |  |                             |                             |                             |                             |                             |                             |  |  |                                              |                                              |                                              |                                              |                                              |                                              |  |  |                                            |                                            |                                            |                                            |                                            |                                            |  |  |                                  |                                  |                                  |                                  |                                  |                                  |                         |                         |                                               |                                               |                                               |                                               |                                               |                                               |  |  |        |        |        |        |        |        |  |  |        |        |        |        |        |        |  |  |        |        |        |        |        |        |  |  |  |  |  |  |  |  |  |  |        |        |        |        |        |        |  |  |
| Roger II de Foix        | Roger II de Foix       | Roger II de Foix       | Roger II de Foix       | Roger II de Foix       | Roger II de Foix       |  |  |                       |                       |                       |                       |                       |                       |  |  |                                 |                                 |                                 |                                 |                                 |                                 |  |  | Ramon Berenguer III de Barcelona (el Gran)        | Ramon Berenguer III de Barcelona (el Gran)        | Ramon Berenguer III de Barcelona (el Gran)        | Ramon Berenguer III de Barcelona (el Gran)        | Ramon Berenguer III de Barcelona (el Gran)        | Ramon Berenguer III de Barcelona (el Gran)        |             |  | Ramir II d'Aragó (el Monjo) | Ramir II d'Aragó (el Monjo) | Ramir II d'Aragó (el Monjo) | Ramir II d'Aragó (el Monjo) | Ramir II d'Aragó (el Monjo) | Ramir II d'Aragó (el Monjo) |  |  | Alfons I d'Aragó i Pamplona (el Batallador)  | Alfons I d'Aragó i Pamplona (el Batallador)  | Alfons I d'Aragó i Pamplona (el Batallador)  | Alfons I d'Aragó i Pamplona (el Batallador)  | Alfons I d'Aragó i Pamplona (el Batallador)  | Alfons I d'Aragó i Pamplona (el Batallador)  |  |  | Pere I d'Aragó i Pamplona (el d'Osca)      | Pere I d'Aragó i Pamplona (el d'Osca)      | Pere I d'Aragó i Pamplona (el d'Osca)      | Pere I d'Aragó i Pamplona (el d'Osca)      | Pere I d'Aragó i Pamplona (el d'Osca)      | Pere I d'Aragó i Pamplona (el d'Osca)      |  |  | Urraca I de Lleó                 | Urraca I de Lleó                 | Urraca I de Lleó                 | Urraca I de Lleó                 | Urraca I de Lleó                 | Urraca I de Lleó                 |                         |                         | Ramir Sanxes (senyor de Montsó)               | Ramir Sanxes (senyor de Montsó)               | Ramir Sanxes (senyor de Montsó)               | Ramir Sanxes (senyor de Montsó)               | Ramir Sanxes (senyor de Montsó)               | Ramir Sanxes (senyor de Montsó)               |  |  |        |        |        |        |        |        |  |  |        |        |        |        |        |        |  |  |        |        |        |        |        |        |  |  |  |  |  |  |  |  |  |  |        |        |        |        |        |        |  |  |
| Roger II de Foix        | Roger II de Foix       | Roger II de Foix       | Roger II de Foix       | Roger II de Foix       | Roger II de Foix       |  |  |                       |                       |                       |                       |                       |                       |  |  |                                 |                                 |                                 |                                 |                                 |                                 |  |  | Ramon Berenguer III de Barcelona (el Gran)        | Ramon Berenguer III de Barcelona (el Gran)        | Ramon Berenguer III de Barcelona (el Gran)        | Ramon Berenguer III de Barcelona (el Gran)        | Ramon Berenguer III de Barcelona (el Gran)        | Ramon Berenguer III de Barcelona (el Gran)        |             |  | Ramir II d'Aragó (el Monjo) | Ramir II d'Aragó (el Monjo) | Ramir II d'Aragó (el Monjo) | Ramir II d'Aragó (el Monjo) | Ramir II d'Aragó (el Monjo) | Ramir II d'Aragó (el Monjo) |  |  | Alfons I d'Aragó i Pamplona (el Batallador)  | Alfons I d'Aragó i Pamplona (el Batallador)  | Alfons I d'Aragó i Pamplona (el Batallador)  | Alfons I d'Aragó i Pamplona (el Batallador)  | Alfons I d'Aragó i Pamplona (el Batallador)  | Alfons I d'Aragó i Pamplona (el Batallador)  |  |  | Pere I d'Aragó i Pamplona (el d'Osca)      | Pere I d'Aragó i Pamplona (el d'Osca)      | Pere I d'Aragó i Pamplona (el d'Osca)      | Pere I d'Aragó i Pamplona (el d'Osca)      | Pere I d'Aragó i Pamplona (el d'Osca)      | Pere I d'Aragó i Pamplona (el d'Osca)      |  |  | Urraca I de Lleó                 | Urraca I de Lleó                 | Urraca I de Lleó                 | Urraca I de Lleó                 | Urraca I de Lleó                 | Urraca I de Lleó                 |                         |                         | Ramir Sanxes (senyor de Montsó)               | Ramir Sanxes (senyor de Montsó)               | Ramir Sanxes (senyor de Montsó)               | Ramir Sanxes (senyor de Montsó)               | Ramir Sanxes (senyor de Montsó)               | Ramir Sanxes (senyor de Montsó)               |  |  |        |        |        |        |        |        |  |  |        |        |        |        |        |        |  |  |        |        |        |        |        |        |  |  |  |  |  |  |  |  |  |  |        |        |        |        |        |        |  |  |
|                         |                        |                        |                        |                        |                        |  |  |                       |                       |                       |                       |                       |                       |  |  |                                 |                                 |                                 |                                 |                                 |                                 |  |  |                                                   |                                                   |                                                   |                                                   |                                                   |                                                   |             |  |                             |                             |                             |                             |                             |                             |  |  |                                              |                                              |                                              |                                              |                                              |                                              |  |  |                                            |                                            |                                            |                                            |                                            |                                            |  |  |                                  |                                  |                                  |                                  |                                  |                                  |                         |                         |                                               |                                               |                                               |                                               |                                               |                                               |  |  |        |        |        |        |        |        |  |  |        |        |        |        |        |        |  |  |        |        |        |        |        |        |  |  |  |  |  |  |  |  |  |  |        |        |        |        |        |        |  |  |
| Roger III de Foix       | Roger III de Foix      | Roger III de Foix      | Roger III de Foix      | Roger III de Foix      | Roger III de Foix      |  |  | Ximena                | Ximena                | Ximena                | Ximena                | Ximena                | Ximena                |  |  | Berenguer Ramon I de Provença   | Berenguer Ramon I de Provença   | Berenguer Ramon I de Provença   | Berenguer Ramon I de Provença   | Berenguer Ramon I de Provença   | Berenguer Ramon I de Provença   |  |  | Ramon Berenguer IV de Barcelona (el Sant)         | Ramon Berenguer IV de Barcelona (el Sant)         | Ramon Berenguer IV de Barcelona (el Sant)         | Ramon Berenguer IV de Barcelona (el Sant)         | Ramon Berenguer IV de Barcelona (el Sant)         | Ramon Berenguer IV de Barcelona (el Sant)         |             |  | Peronella d'Aragó           | Peronella d'Aragó           | Peronella d'Aragó           | Peronella d'Aragó           | Peronella d'Aragó           | Peronella d'Aragó           |  |  |                                              |                                              |                                              |                                              |                                              |                                              |  |  |                                            |                                            |                                            |                                            |                                            |                                            |  |  | Alfons VII de Lleó (l'Emperador) | Alfons VII de Lleó (l'Emperador) | Alfons VII de Lleó (l'Emperador) | Alfons VII de Lleó (l'Emperador) | Alfons VII de Lleó (l'Emperador) | Alfons VII de Lleó (l'Emperador) |                         |                         | Garcia Ramires I de Pamplona (el Restaurador) | Garcia Ramires I de Pamplona (el Restaurador) | Garcia Ramires I de Pamplona (el Restaurador) | Garcia Ramires I de Pamplona (el Restaurador) | Garcia Ramires I de Pamplona (el Restaurador) | Garcia Ramires I de Pamplona (el Restaurador) |  |  |        |        |        |        |        |        |  |  |        |        |        |        |        |        |  |  |        |        |        |        |        |        |  |  |  |  |  |  |  |  |  |  |        |        |        |        |        |        |  |  |
| Roger III de Foix       | Roger III de Foix      | Roger III de Foix      | Roger III de Foix      | Roger III de Foix      | Roger III de Foix      |  |  | Ximena                | Ximena                | Ximena                | Ximena                | Ximena                | Ximena                |  |  | Berenguer Ramon I de Provença   | Berenguer Ramon I de Provença   | Berenguer Ramon I de Provença   | Berenguer Ramon I de Provença   | Berenguer Ramon I de Provença   | Berenguer Ramon I de Provença   |  |  | Ramon Berenguer IV de Barcelona (el Sant)         | Ramon Berenguer IV de Barcelona (el Sant)         | Ramon Berenguer IV de Barcelona (el Sant)         | Ramon Berenguer IV de Barcelona (el Sant)         | Ramon Berenguer IV de Barcelona (el Sant)         | Ramon Berenguer IV de Barcelona (el Sant)         | (1150-1160) |  | Peronella d'Aragó           | Peronella d'Aragó           | Peronella d'Aragó           | Peronella d'Aragó           | Peronella d'Aragó           | Peronella d'Aragó           |  |  |                                              |                                              |                                              |                                              |                                              |                                              |  |  |                                            |                                            |                                            |                                            |                                            |                                            |  |  | Alfons VII de Lleó (l'Emperador) | Alfons VII de Lleó (l'Emperador) | Alfons VII de Lleó (l'Emperador) | Alfons VII de Lleó (l'Emperador) | Alfons VII de Lleó (l'Emperador) | Alfons VII de Lleó (l'Emperador) |                         |                         | Garcia Ramires I de Pamplona (el Restaurador) | Garcia Ramires I de Pamplona (el Restaurador) | Garcia Ramires I de Pamplona (el Restaurador) | Garcia Ramires I de Pamplona (el Restaurador) | Garcia Ramires I de Pamplona (el Restaurador) | Garcia Ramires I de Pamplona (el Restaurador) |  |  |        |        |        |        |        |        |  |  |        |        |        |        |        |        |  |  |        |        |        |        |        |        |  |  |  |  |  |  |  |  |  |  |        |        |        |        |        |        |  |  |
|                         |                        |                        |                        |                        |                        |  |  |                       |                       |                       |                       |                       |                       |  |  |                                 |                                 |                                 |                                 |                                 |                                 |  |  |                                                   |                                                   |                                                   |                                                   |                                                   |                                                   |             |  |                             |                             |                             |                             |                             |                             |  |  |                                              |                                              |                                              |                                              |                                              |                                              |  |  |                                            |                                            |                                            |                                            |                                            |                                            |  |  |                                  |                                  |                                  |                                  |                                  |                                  |                         |                         |                                               |                                               |                                               |                                               |                                               |                                               |  |  |        |        |        |        |        |        |  |  |        |        |        |        |        |        |  |  |        |        |        |        |        |        |  |  |  |  |  |  |  |  |  |  |        |        |        |        |        |        |  |  |
|                         |                        |                        |                        |                        |                        |  |  |                       |                       |                       |                       |                       |                       |  |  |                                 |                                 |                                 |                                 |                                 |                                 |  |  |                                                   |                                                   |                                                   |                                                   |                                                   |                                                   |             |  |                             |                             |                             |                             |                             |                             |  |  |                                              |                                              |                                              |                                              |                                              |                                              |  |  |                                            |                                            |                                            |                                            |                                            |                                            |  |  |                                  |                                  |                                  |                                  |                                  |                                  |                         |                         |                                               |                                               |                                               |                                               |                                               |                                               |  |  |        |        |        |        |        |        |  |  |        |        |        |        |        |        |  |  |        |        |        |        |        |        |  |  |  |  |  |  |  |  |  |  |        |        |        |        |        |        |  |  |
|                         |                        |                        |                        |                        |                        |  |  |                       |                       |                       |                       |                       |                       |  |  |                                 |                                 |                                 |                                 |                                 |                                 |  |  |                                                   |                                                   |                                                   |                                                   |                                                   |                                                   |             |  |                             |                             |                             |                             |                             |                             |  |  |                                              |                                              |                                              |                                              |                                              |                                              |  |  |                                            |                                            |                                            |                                            |                                            |                                            |  |  |                                  |                                  |                                  |                                  |                                  |                                  |                         |                         | Sanç III de Castella                          |                                               |                                               |                                               |                                               |                                               |  |  |        |        |        |        |        |        |  |  |        |        |        |        |        |        |  |  |        |        |        |        |        |        |  |  |  |  |  |  |  |  |  |  |        |        |        |        |        |        |  |  |
|                         |                        |                        |                        |                        |                        |  |  |                       |                       |                       |                       |                       |                       |  |  |                                 |                                 |                                 |                                 |                                 |                                 |  |  |                                                   |                                                   |                                                   |                                                   |                                                   |                                                   |             |  |                             |                             |                             |                             |                             |                             |  |  |                                              |                                              |                                              |                                              |                                              |                                              |  |  |                                            |                                            |                                            |                                            |                                            |                                            |  |  |                                  |                                  |                                  |                                  |                                  |                                  |                         |                         |                                               |                                               |                                               |                                               |                                               |                                               |  |  |        |        |        |        |        |        |  |  |        |        |        |        |        |        |  |  |        |        |        |        |        |        |  |  |  |  |  |  |  |  |  |  |        |        |        |        |        |        |  |  |
|                         |                        |                        |                        |                        |                        |  |  |                       |                       |                       |                       |                       |                       |  |  |                                 |                                 |                                 |                                 |                                 |                                 |  |  |                                                   |                                                   |                                                   |                                                   |                                                   |                                                   |             |  |                             |                             |                             |                             |                             |                             |  |  |                                              |                                              |                                              |                                              |                                              |                                              |  |  |                                            |                                            |                                            |                                            |                                            |                                            |  |  |                                  |                                  |                                  |                                  |                                  |                                  |                         |                         |                                               |                                               |                                               |                                               |                                               |                                               |  |  |        |        |        |        |        |        |  |  |        |        |        |        |        |        |  |  |        |        |        |        |        |        |  |  |  |  |  |  |  |  |  |  |        |        |        |        |        |        |  |  |
| Roger Bernat I de Foix  | Roger Bernat I de Foix | Roger Bernat I de Foix | Roger Bernat I de Foix | Roger Bernat I de Foix | Roger Bernat I de Foix |  |  |                       |                       |                       |                       |                       |                       |  |  | Ramon Berenguer III de Provença | Ramon Berenguer III de Provença | Ramon Berenguer III de Provença | Ramon Berenguer III de Provença | Ramon Berenguer III de Provença | Ramon Berenguer III de Provença |  |  | Alfons II d'Aragó (el Cast)                       | Alfons II d'Aragó (el Cast)                       | Alfons II d'Aragó (el Cast)                       | Alfons II d'Aragó (el Cast)                       | Alfons II d'Aragó (el Cast)                       | Alfons II d'Aragó (el Cast)                       |             |  | R. Berenguer IV de Provença | R. Berenguer IV de Provença | R. Berenguer IV de Provença | R. Berenguer IV de Provença | R. Berenguer IV de Provença | R. Berenguer IV de Provença |  |  | Sanç I de Provença                           | Sanç I de Provença                           | Sanç I de Provença                           | Sanç I de Provença                           | Sanç I de Provença                           | Sanç I de Provença                           |  |  | Millau                                     | Millau                                     | Millau                                     | Millau                                     | Millau                                     | Millau                                     |  |  | Ferran II de Lleó                | Ferran II de Lleó                | Ferran II de Lleó                | Ferran II de Lleó                | Ferran II de Lleó                | Ferran II de Lleó                |                         |                         | Alfons VIII de Castella                       | Alfons VIII de Castella                       | Alfons VIII de Castella                       | Alfons VIII de Castella                       | Alfons VIII de Castella                       | Alfons VIII de Castella                       |  |  |        |        |        |        |        |        |  |  |        |        |        |        |        |        |  |  |        |        |        |        |        |        |  |  |  |  |  |  |  |  |  |  |        |        |        |        |        |        |  |  |
| Roger Bernat I de Foix  | Roger Bernat I de Foix | Roger Bernat I de Foix | Roger Bernat I de Foix | Roger Bernat I de Foix | Roger Bernat I de Foix |  |  |                       |                       |                       |                       |                       |                       |  |  | Ramon Berenguer III de Provença | Ramon Berenguer III de Provença | Ramon Berenguer III de Provença | Ramon Berenguer III de Provença | Ramon Berenguer III de Provença | Ramon Berenguer III de Provença |  |  | Alfons II d'Aragó (el Cast)                       | Alfons II d'Aragó (el Cast)                       | Alfons II d'Aragó (el Cast)                       | Alfons II d'Aragó (el Cast)                       | Alfons II d'Aragó (el Cast)                       | Alfons II d'Aragó (el Cast)                       |             |  | R. Berenguer IV de Provença | R. Berenguer IV de Provença | R. Berenguer IV de Provença | R. Berenguer IV de Provença | R. Berenguer IV de Provença | R. Berenguer IV de Provença |  |  | Sanç I de Provença                           | Sanç I de Provença                           | Sanç I de Provença                           | Sanç I de Provença                           | Sanç I de Provença                           | Sanç I de Provença                           |  |  |                                            |                                            |                                            |                                            | Millau                                     | Millau                                     |  |  | Ferran II de Lleó                | Ferran II de Lleó                | Ferran II de Lleó                | Ferran II de Lleó                | Ferran II de Lleó                | Ferran II de Lleó                | (1164-1170) (1186-1196) | (1164-1170) (1186-1196) | (1164-1170) (1186-1196)                       | (1164-1170) (1186-1196)                       | (1164-1170) (1186-1196)                       | (1164-1170) (1186-1196)                       | Alfons VIII de Castella                       | Alfons VIII de Castella                       |  |  | (1178) | (1178) | (1178) | (1178) | (1178) | (1178) |  |  | (1180) | (1180) | (1180) | (1180) | (1180) | (1180) |  |  | (1187) | (1187) | (1187) | (1187) | (1187) | (1187) |  |  |  |  |  |  |  |  |  |  | (1176) | (1176) | (1176) | (1176) | (1176) | (1176) |  |  |
|                         |                        |                        |                        |                        |                        |  |  |                       |                       |                       |                       |                       |                       |  |  |                                 |                                 |                                 |                                 |                                 |                                 |  |  |                                                   |                                                   |                                                   |                                                   |                                                   |                                                   |             |  |                             |                             |                             |                             |                             |                             |  |  |                                              |                                              |                                              |                                              |                                              |                                              |  |  |                                            |                                            |                                            |                                            |                                            |                                            |  |  |                                  |                                  |                                  |                                  |                                  |                                  | (1164-1170) (1186-1196) | (1164-1170) (1186-1196) | (1164-1170) (1186-1196)                       | (1164-1170) (1186-1196)                       | (1164-1170) (1186-1196)                       | (1164-1170) (1186-1196)                       |                                               |                                               |  |  | (1178) | (1178) | (1178) | (1178) | (1178) | (1178) |  |  | (1180) | (1180) | (1180) | (1180) | (1180) | (1180) |  |  | (1187) | (1187) | (1187) | (1187) | (1187) | (1187) |  |  |  |  |  |  |  |  |  |  | (1176) | (1176) | (1176) | (1176) | (1176) | (1176) |  |  |
|                         |                        |                        |                        |                        |                        |  |  |                       |                       |                       |                       |                       |                       |  |  |                                 |                                 |                                 |                                 |                                 |                                 |  |  |                                                   |                                                   |                                                   |                                                   |                                                   |                                                   |             |  |                             |                             |                             |                             |                             |                             |  |  |                                              |                                              |                                              |                                              |                                              |                                              |  |  |                                            |                                            |                                            |                                            |                                            |                                            |  |  |                                  |                                  |                                  |                                  |                                  |                                  |                         |                         |                                               |                                               |                                               |                                               |                                               |                                               |  |  |        |        |        |        |        |        |  |  |        |        |        |        |        |        |  |  |        |        |        |        |        |        |  |  |  |  |  |  |  |  |  |  |        |        |        |        |        |        |  |  |
| Ramon Roger I de Foix   | Ramon Roger I de Foix  | Ramon Roger I de Foix  | Ramon Roger I de Foix  | Ramon Roger I de Foix  | Ramon Roger I de Foix  |  |  |                       |                       |                       |                       |                       |                       |  |  |                                 |                                 |                                 |                                 |                                 |                                 |  |  | Pere II d'Aragó (el Catòlic)                      | Pere II d'Aragó (el Catòlic)                      | Pere II d'Aragó (el Catòlic)                      | Pere II d'Aragó (el Catòlic)                      | Pere II d'Aragó (el Catòlic)                      | Pere II d'Aragó (el Catòlic)                      |             |  | Alfons II de Provença       | Alfons II de Provença       | Alfons II de Provença       | Alfons II de Provença       | Alfons II de Provença       | Alfons II de Provença       |  |  | Nunó Sanç                                    | Nunó Sanç                                    | Nunó Sanç                                    | Nunó Sanç                                    | Nunó Sanç                                    | Nunó Sanç                                    |  |  | Millau                                     | Millau                                     | Millau                                     | Millau                                     | Millau                                     | Millau                                     |  |  | Alfons IX de Lleó                | Alfons IX de Lleó                | Alfons IX de Lleó                | Alfons IX de Lleó                | Alfons IX de Lleó                | Alfons IX de Lleó                |                         |                         | Berenguera I de Castella                      | Berenguera I de Castella                      | Berenguera I de Castella                      | Berenguera I de Castella                      | Berenguera I de Castella                      | Berenguera I de Castella                      |  |  |        |        |        |        |        |        |  |  |        |        |        |        |        |        |  |  |        |        |        |        |        |        |  |  |  |  |  |  |  |  |  |  |        |        |        |        |        |        |  |  |
| Ramon Roger I de Foix   | Ramon Roger I de Foix  | Ramon Roger I de Foix  | Ramon Roger I de Foix  | Ramon Roger I de Foix  | Ramon Roger I de Foix  |  |  |                       |                       |                       |                       |                       |                       |  |  |                                 |                                 |                                 |                                 |                                 |                                 |  |  | Pere II d'Aragó (el Catòlic)                      | Pere II d'Aragó (el Catòlic)                      | Pere II d'Aragó (el Catòlic)                      | Pere II d'Aragó (el Catòlic)                      | Pere II d'Aragó (el Catòlic)                      | Pere II d'Aragó (el Catòlic)                      |             |  | Alfons II de Provença       | Alfons II de Provença       | Alfons II de Provença       | Alfons II de Provença       | Alfons II de Provença       | Alfons II de Provença       |  |  | Nunó Sanç                                    | Nunó Sanç                                    | Nunó Sanç                                    | Nunó Sanç                                    | Nunó Sanç                                    | Nunó Sanç                                    |  |  | Millau                                     | Millau                                     | Millau                                     | Millau                                     | Millau                                     | Millau                                     |  |  |                                  |                                  |                                  |                                  | Alfons IX de Lleó                | Alfons IX de Lleó                |                         |                         | Berenguera I de Castella                      | Berenguera I de Castella                      | Berenguera I de Castella                      | Berenguera I de Castella                      | Berenguera I de Castella                      | Berenguera I de Castella                      |  |  |        |        |        |        |        |        |  |  |        |        |        |        |        |        |  |  |        |        |        |        |        |        |  |  |  |  |  |  |  |  |  |  |        |        |        |        |        |        |  |  |
|                         |                        |                        |                        |                        |                        |  |  |                       |                       |                       |                       |                       |                       |  |  |                                 |                                 |                                 |                                 |                                 |                                 |  |  |                                                   |                                                   |                                                   |                                                   |                                                   |                                                   |             |  |                             |                             |                             |                             |                             |                             |  |  |                                              |                                              |                                              |                                              |                                              |                                              |  |  |                                            |                                            |                                            |                                            |                                            |                                            |  |  |                                  |                                  |                                  |                                  |                                  |                                  |                         |                         |                                               |                                               |                                               |                                               |                                               |                                               |  |  |        |        |        |        |        |        |  |  |        |        |        |        |        |        |  |  |        |        |        |        |        |        |  |  |  |  |  |  |  |  |  |  |        |        |        |        |        |        |  |  |
| Roger Bernat II de Foix |                        |                        |                        |                        |                        |  |  |                       |                       |                       |                       |                       |                       |  |  |                                 |                                 |                                 |                                 |                                 |                                 |  |  |                                                   |                                                   |                                                   |                                                   |                                                   |                                                   |             |  |                             |                             |                             |                             |                             |                             |  |  |                                              |                                              |                                              |                                              |                                              |                                              |  |  |                                            |                                            |                                            |                                            |                                            |                                            |  |  |                                  |                                  |                                  |                                  |                                  |                                  |                         |                         |                                               |                                               |                                               |                                               |                                               |                                               |  |  |        |        |        |        |        |        |  |  |        |        |        |        |        |        |  |  |        |        |        |        |        |        |  |  |  |  |  |  |  |  |  |  |        |        |        |        |        |        |  |  |
| (1229)                  |                        |                        |                        |                        |                        |  |  |                       |                       |                       |                       |                       |                       |  |  |                                 |                                 |                                 |                                 |                                 |                                 |  |  |                                                   |                                                   |                                                   |                                                   |                                                   |                                                   |             |  |                             |                             |                             |                             |                             |                             |  |  |                                              |                                              |                                              |                                              |                                              |                                              |  |  |                                            |                                            |                                            |                                            |                                            |                                            |  |  |                                  |                                  |                                  |                                  |                                  |                                  |                         |                         |                                               |                                               |                                               |                                               |                                               |                                               |  |  |        |        |        |        |        |        |  |  |        |        |        |        |        |        |  |  |        |        |        |        |        |        |  |  |  |  |  |  |  |  |  |  |        |        |        |        |        |        |  |  |

### Senyal hereditari

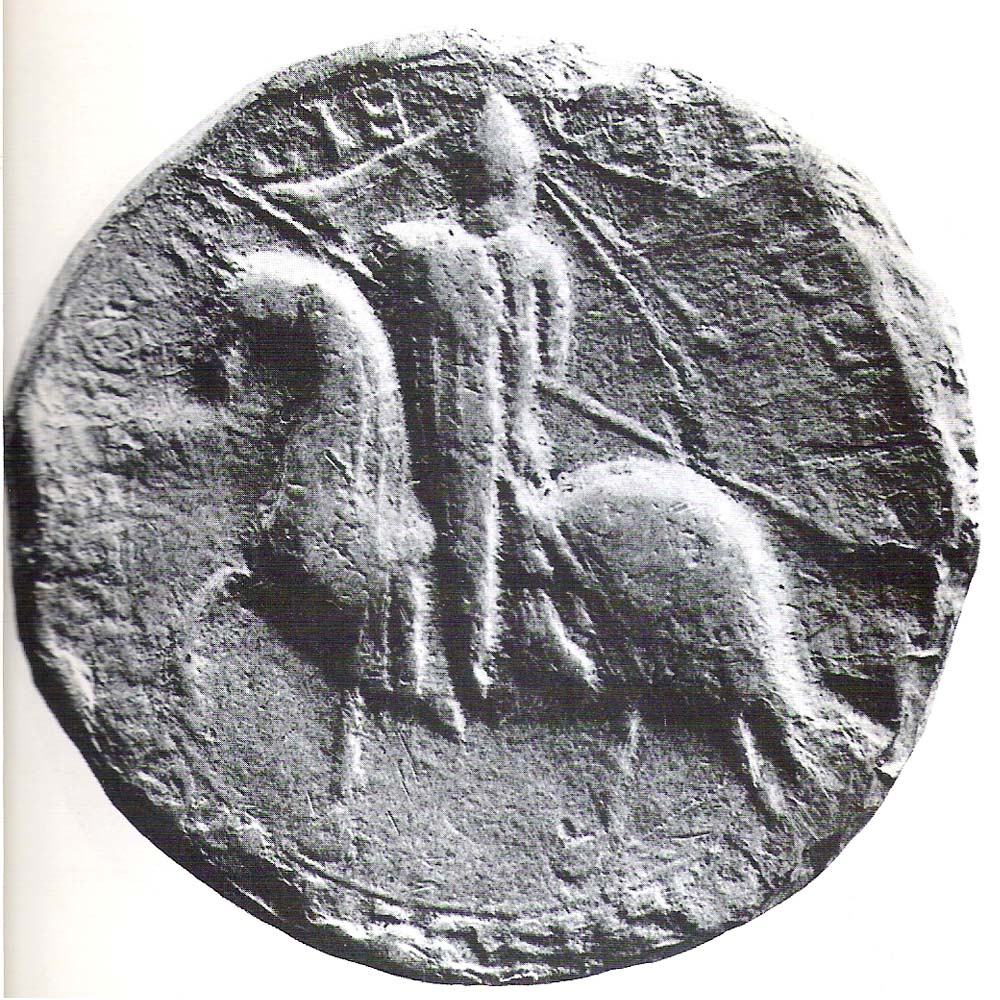
Segell d'Alfons II d'Aragó (c.1157-1196). Al revers dels nous segells, el rei Alfons hi manté la representació com a cavaller i tant sobre l'escut com en el penó de la llança, com en les gualdrapes del cavall, s'hi observa ben definit el senyal heràldic dels quatre pals, del qual s'ha eliminat l'arcaic carboncle -o bloca- que apareixia en els segells del seu pare

El comte Ramon Berenguer IV morí abruptament el 1162 i el senyal dels quatre pals fou heretat per tots els seus fills, tant pel primer Alfons el Cast rei d'Aragó i comte de Barcelona, com pel segon Ramon Berenguer comte de Provença, com pel tercer Sanç comte de Cerdanya. El seu fill Alfons, primer a ser alhora rei d'Aragó i comte de Barcelona, utilitzà durant la seva minoria d'edat el mateix segell del seu pare, i els altres germans menors, Ramon Berenguer comte de Provença, i Sanç comte de Cerdanya, varen heretar del seu pare el senyal dels quatre pals en la seva forma arcaica amb el carboncle -o bloca- per sobre, esdevenint per tant un senyal heràldic de significació hereditària i de llinatge compartit per totes les seves branques fos quin fos el seu títol. Un net de Ramon Berenguer IV fruit d'aquestes altres branques, el comte Nunó Sanç (c.1185-1241), fill del comte Sanç de Cerdanya, continuava portant el senyal del seu llinatge -els quatre pals.
En assolir la majoria d'edat i esdevenir rei d'Aragó, Alfons el Cast es confeccionà una nova matriu base per als seus segells que el representa com a monarca. Segons Sagarra, existeix certa analogia entre els nous segells del rei Alfons II d'Aragó i els del seu coetani Lluís VII (1137-1180), rei de França i duc d'Aquitània. Els reis eren representats tradicionalment en els segells com a monarques sedents sobre un tron, però en el revers dels segells d'aquest apareix per primera vegada representat un rei de França també com a simple cavaller. De manera equivalent, els nous segells d'Alfons II d'Aragó el representen a la cara principal, l'anvers, com a rei en forma majestàtica i la llegenda l'identifica «SIGILLVM ILDEFONSIS REGIS ARAGONENSIS» (segell del rei dels aragonesos), representació que el seu pare, el comte Ramon Berenguer IV, mai no utilitzà perquè mai no ostentà la dignitat (títol) de rei, de manera que l'anvers dels seus segells era tan sols un duplicat del revers. El revers del segell d'Alfons el Cast reprodueix els segells del seu pare i el rei hi és representat com un cavaller i, tant en l'escut com en el penó de la llança, com en les gualdrapes del cavall, s'hi observa ben definit el senyal heràldic dels quatre pals, del qual s'ha eliminat l'arcaic carboncle -o bloca- i la llegenda «COMITIS BARCHINONENSIS ET MARCHIONIS PROVINCIE» (comte dels barcelonins i marquès de Provença).

### El segell de Millau

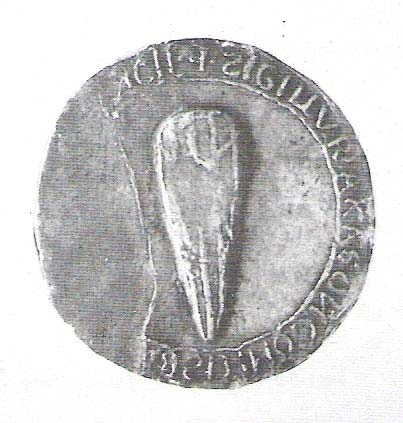
Revers del segell de Millau. El 1187 Alfons II d'Aragó concedí a la vila el privilegi d'usar un segell comú. La llegenda del segell en detalla el titular: Segell del rey d'Aragó comte de Barcelona i marquès de Provença. Hi apareix el senyal del rei d'Aragó format per tres gruixudes línies verticals i per sobre la presència arcaica del carboncle -o bloca-, evidència que prengueren com a model els segells de Ramon Berenguer IV o dels seus fills menors, però no els nous segells que emeté Alfons com a rei d'Aragó, on ja no apareix el carboncle o bloca

D'especial importància és també el segell de Millau (c.1187). El 1167 el rei Alfons II d'Aragó es feu amb la titularitat del vescomtat de Millau i el cedí als seus germans menors fins que passà a governar-lo ell directament el 1185. Dos anys després, l'1 d'abril de 1187 i des de Girona estant, el rei Alfons II d'Aragó trameté una carta als cònsols de la vila concedint-los una sèrie de privilegis que venien a confirmar el seu consolat (autogovern municipal). El rei també els concedí la creació d'un segell comú: «Concedimus namque sigillum comune», a fi de mostrar la doble jurisdicció sobre la vila «sub subscriptione nostra et sua», així com els concedí l'ús de «nostra bandera», «et etiam vexillum nostrum». Tal com resumeix l'heraldista aragonès Faustino Menéndez Pidal de Navascués (2004), d'acord amb les condicions del privilegi, els cònsols de Millau encarregaren seguidament un segell circular de dues cares en què al revers del segell apareix la llegenda amb el titular: «Segell del rey d'Aragó comte de Barcelona i marquès de Provença» «+SIGILLU(M) R(EGIS) ARAGON(ENSIS) COMITIS BA[RCHINONENSIS ET MARCHIONIS PROVI]NCIE». Al centre hi ha un escut del rei amb tres gruixudes línies verticals i per sobre hi ha el carboncle -o bloca-, els reforços metàl·lics de l'escut en forma d'aspa; els radis d'aspa es creuarien al centre de l'escut, l'òmfal, un detall actualment deteriorat; els reforços es completen amb una altra barra horitzontal situada a la part inferior a un terç de la punta de l'escut. Això mostra que per elaborar el senyal del rei d'Aragó copiaren els segells de Ramon Berenguer IV o dels seus fills menors, no dels que emprà Alfons II. El segell de Millau també és significatiu pel fet que és el primer cop que el senyal heràldic dels quatre pals apareix en un escut, però no com una arma de guerra portada pel rei com a cavaller, sinó com un emblema identificatiu per si sol.

### Els quatre pals: senyal heràldic de llinatge
L'emblema personal de Ramon Berenguer IV (1114-1162), el senyal dels quatre pals, fou heretat per tots els seus fills, fos quina fos la seva dignitat territorial -ja fossin reis d'Aragó, comtes de Barcelona, comtes de Provença o comtes de Cerdanya-, i tots els fills el plasmaren en el seu escut d'armes. El senyal dels quatre pals esdevingué així un senyal heràldic de llinatge: el dels descendents de Ramon Berenguer IV. Quant a la denominació, inicialment no tingué un nom determinat i específic, i així tant el rei Alfons II d'Aragó (c.1157-1196) com el seu fill Pere II d'Aragó (c.1177-1213) l'anomenaren «senyal propi» (signo proprio) o «senyal nostre» (signi nostri), i a la bandera, «nostra senyera» (vexillum nostrum). Per a l'heraldista aragonès Faustino Menéndez Pidal de Navascués (2004), el fet que el senyal dels quatre pals no tingui precedents anteriors a Ramon Berenguer IV, i que els seus fills Alfons, Ramon Berenguer i Sanç, empressin igualment els pals en els escuts de les seves representacions eqüestres, vindria a demostrar que aquest senyal era un emblema personal i particular de Ramon Berenguer IV; per tant, en origen no s'adscrivia a cap dignitat (títol) territorial, de manera que no estava relacionat ni amb el comtat de Barcelona, ni amb el Regne d'Aragó, ni tampoc amb el cap altre dels seus dominis territorials. El senyal dels quatre pals portat sobre un escut identificava solament els membres d'una família, i tan sols el podien portar els membres d'aquella família: era un senyal heràldic. L'heraldista aragonès Alberto Montaner Frutos també assenyala que el senyal dels quatre pals nasqué com un emblema personal de Ramon Berneguer IV, i que en heretar-lo els seus fills esdevingué el senyal heràldic de la família sense cap lligam amb un territori específic de tots els que governaven. Menéndez Pidal (2004) afegeix que el senyal dels quatre pals és del tipus d'emblemes de significat inicialment personal constituït per figures geomètriques, i que foren introduïts en tota la cristiandat en el segon quart del segle xii (1125-1150), i insisteix novament que malgrat el limitat coneixement que es té dels usos emblemàtics del segle xii està molt clara la inicial significació familiar de l'emblema dels pals d'or i gules, i que no s'adscrivia a cap dignitat territorial.

## Nostre senyal reial (seglexiii)

### Els quatre pals: nostre senyal reial

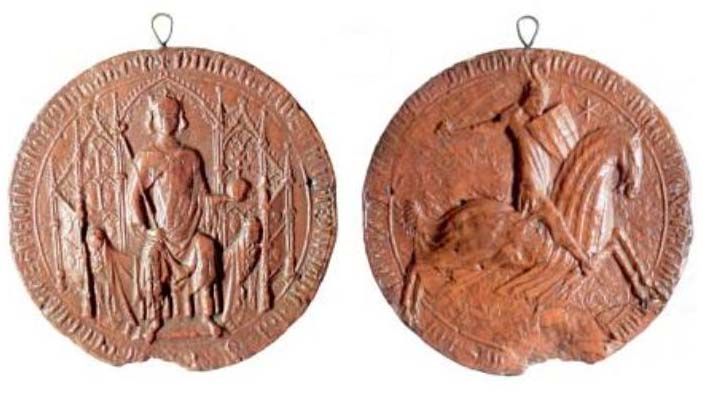
Segell major -flaó- de Pere el Cerimoniós. Segons Menéndez Pidal, des del primer segell emès per Alfons II d'Aragó, el segell major -el flaó- seguí sempre el mateix patró: «com a rei d'Aragó és figurat a l'anvers, sedent al seu tron, en majestat, i com a comte de Barcelona apareix al revers cavalcant amb el seu equip de guerra, única representació que emprà el seu pare, Ramón Berenguer IV». (Reial Acadèmia de la Història; GN4/637)

Al senyal dels quatre pals, originàriament no se li atorgà cap denominació específica, i així tant el rei Alfons II d'Aragó (c.1157-1196) com el seu fill Pere II d'Aragó (c.1177-1213) l'anomenaren «senyal propi» (signo proprio) o «senyal nostre» (signi nostri), i a la bandera, «nostra senyera» (vexillum nostrum). Els heraldistes s'hi refereixen en aquest període inicial com a «quatre pals» o «pals d'or i de gules». A mitjans del segle xiii i durant el regnat de Jaume el Conqueridor, aquest li assignà la dignitat (títol) reial, i així s'hi refereix en la confirmació de l'ús per part de l'orde de la Mercè el 1256 anomenant-lo «senyal nostre reial» (signi nostri regium), i en altres casos com «escut barrat a senyal reial» (scutum barratum ad signum regium) o simplement «senyal reyal» (signum regium). La bandera és referida en el Llibre dels fets, literalment, com «nostra senyera»: Basant-se en aquesta associació a la dignitat reial, Alberto Montaner Frutos (1995) planteja la tesi que a partir de mitjan segle xiii el senyal dels quatre pals ja no era, tan sols, un senyal heràldic de llinatge sinó que també havia adquirit la connotació de senyal heràldic de dignitat territorial, i més concretament, que el senyal dels quatre pals es referia, en exclusiva, a la «dignitat reial aragonesa», sense referir-se per tant a cap de les altres dignitats que ostentava el rei: rei de València o comte de Barcelona.
Tanmateix, però, Menéndez Pidal (2006) assenyala que en les cancelleries reials el segell major era el principal segell i el titular posava especial interès a fer saber pel seu contingut gràfic la posició que ocupava en la societat: la seva auctoritas. En aquest contingut gràfic, la imatge prevalia sobre la llegenda per la importància dels signes en la cultura medieval, de manera que en el retrat jeràrquic tan sols importen els atributs, les insígnies i les actituds de l'autoritat que exerceix. En el cas dels reis d'Aragó, el segell major -el flaó- tingué sempre dues cares que presentaven les dues principals «personalitats socials» corresponents a les seves titulacions. Com a rei d'Aragó, és figurat a l'anvers jaient en un tron en majestat, i com a comte de Barcelona apareix en el revers cavalcant amb equip de guerra, única representació que emprà el seu pare Ramon Berenguer IV. La composició dels segells amb «doble retrat jeràrquic», la de reis d'Aragó i comtes de Barcelona, és totalment anàloga a la que ja havia emprat Lluís VII de França per a expressar també la seva doble condició de rex Francorum, dux Aquitanorum, i també Guillem I d'Anglaterra com a rex Anglorum, dux Normadorum.

### Els quatre pals: senyal dels comtes de Foix, dels Sévérac i dels Arborea
També els comtes de Foix empraren el senyal dels pals de gules sobre camper d'or sense tenir cap lligam dinàstic amb els descendents de Ramon Berenguer IV. El primer segell d'un comte de Foix és el de Ramon Roger I de Foix (v 1152-1223), del qual el desgast no en permet apreciar els detalls. En un segell del 1229 del seu fill Roger Bernat II de Foix «el Gran» (1223 - 1241) ja apareix l'escut palat, que també apareix en els segells dels seus successors Roger IV de Foix (†1265) i Roger Bernat III de Foix (†1302). En aquesta sèrie de tres comtes, els seus escuts presenten un nombre variable de pals, 6, 5 i 4 respectivament, però mai en nombre de tres pals. En el segell del següent comte de Foix Gastó I (1288-1315), l'escut d'armes ja apareix quarterat amb el senyal de les vaques propi dels vescomtes de Bearn heretat de la seva mare, i els pals reduïts a tres, nombre que ja quedarà fixat pels seus successors.
Martí de Riquer (1983) proposà la hipòtesi que els pals dels comtes de Foix del segle xiv eren una brisura, una alteració d'un senyal heràldic per a distingir les branques menors o els bastards d'un llinatge, establint la filiació entre ambdós llinatges. Riquer assenyalà el matrimoni hagut en data tan reculada com el 1118 entre Roger III de Foix i Ximena de Barcelona, filla de Ramon Berenguer III. Això no obstant, remarcava que no és que cregués que en el moment de l'enllaç, el 1118, quan tot just encara no havia aparegut l'heràldica, els comtes de Foix ja tinguessin armes heràldiques, sinó que en temps més moderns haurien adoptat els tres pals en memòria d'aquest enllaç.
Per a Faustino Menéndez Pidal de Navascués (1986: 219), (1991:680) i (2004), es tracta d'una adopció d'armes d'homenatge a fi d'invocar, o bé que un noble vassall ha retut homenatge a un noble superior, o bé a fi de mostrar un antic parentiu de l'època preheràldica. Alberto Montaner Frutos (1995) és de la mateixa opinió i ho atribueix a armes d'homenatge, invocant sobre aquest sistema de transmissió les obres de Menéndez Pidal (1982: 243-45) i Pastoreau (1993: 35, 44 i 301). Recorda que el comte Roger Bernat I de Foix «el Gras» reté homenatge a Alfons II d'Aragó el 1188, i que llavors el seu fill, o el seu net, haurien adoptat el senyal dels quatre pals invocant el vassallatge que havia retut pel seu pare, o el seu avi, segons sigui el cas. Aquest tipus de transmissió d'armes heràldiques, adoptant un noble vassall les armes del seu senyor a qui havia retut homenatge, o per mostrar un antic parentiu de l'època preheràldica, també seria segons Casula (1985:66a-b) i Alberto Montaner Frutos (1995) la raó per la qual els jutges d'Arborea tindrien en les seves armes els quatre pals: en senyal extern del vassallatge prestat. Aquest hauria estat retut pel jutge d'Arborea Hug II de Bas a Jaume II d'Aragó, de manera que el primer hauria unit en les seves armes personals el seu senyal heràldic de llinatge, amb el senyal del rei d'Aragó; responia amb aquest plantejament a la interpretació que n'havia fet Armand de Fluvià (1995) assenyalant que les armes dels jutges d'Arborea del casal de Bas eren un prova per a plantejar un origen català dels quatre pals fins anterior i fora del llinatge de Ramon Berenguer IV. El cas de les armes dels Sévérac no està resolt concloentment, per bé que Menéndez Pidal recorda que la baronia de Sévérac formava part del vescomtat de Milhau, que Gui de Sévérac morí el 1181 amb Ramon Berenguer IV de Provença enfrontant-se als partidaris del comte de Tolosa i que per notícies posteriors es conclou que eren d'or i gules.

## Senyal del rei d'Aragó (segle XII-XIV)

### Els senyals heràldics de dignitat territorial

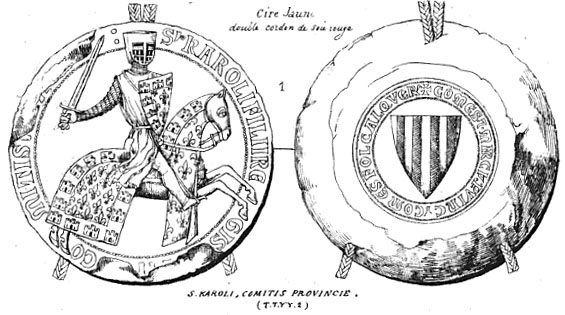
Segell de 1248 de Carles I d'Anjou, comte de Provença.
Anvers: senyal heràldic de llinatge: A l'anvers apareix cavalcant amb les armes del seu llinatge, els Anjou, tant en l'escut, com en les gualdrapes del cavall. Revers: senyal heràldic de dignitat territorial: al revers, les armes dels comtes de Provença, els quatre pals, de la seva muller Beatriu I de Provença, filla de Ramon Berenguer V de Provença i neta d'Alfons II de Provença

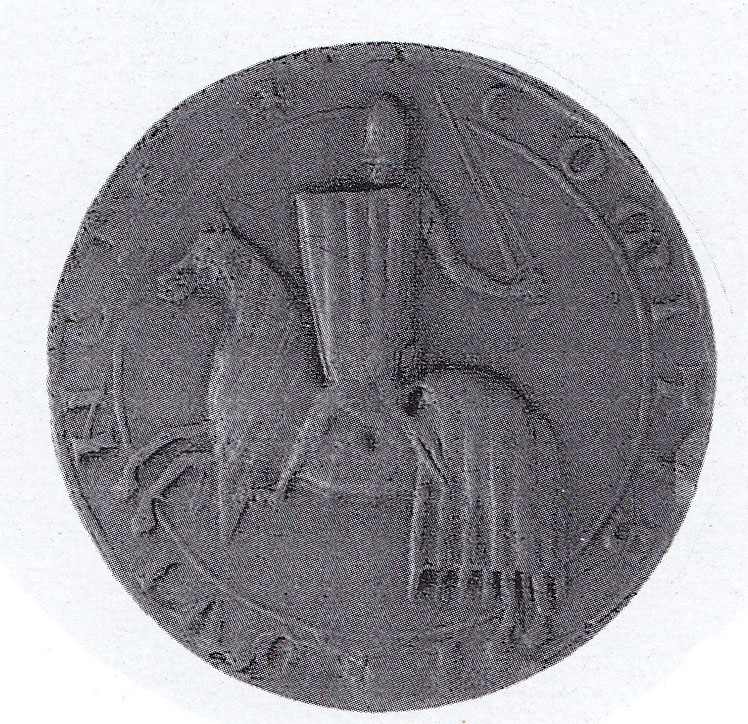
Segell de Ramon Berenguer V de Provença (1209-1245) rebesnet de Ramon Berenguer IV de Barcelona, portant el senyal del llinatge, els quatre pals. La seva filla Beatriu I de Provença es casarà amb Carles I d'Anjou, que lluirà el senyal dels quatre pals com a senyal heràldic de dignitat territorial del comte de Provença

Menéndez Pidal assenyala el cas particular dels senyals heràldics de dignitat territorial, un exemple del qual és el castell del Regne de Castella que apareix per primer cop en un segell del 1176. Els senyals de dignitat territorial tenen les característiques següents: 1) generalment apareixen a la cara secundària, el revers; 2) es presenten sols, ocupant la totalitat de la cara del segell; 3) el caràcter específicament territorial d'aquests senyals es remarca encara més quan difereix del senyal heràldic de llinatge, que apareix a l'anvers portant-lo en l'escut d'armes de cavaller i 4) alguns d'aquests senyals territorials acabaran esdevenint, al seu torn, senyals de llinatge. Un exemple en són els segells de Ferran III, rei només de Castella, on a l'anvers del segell de tipus eqüestre apareix armat cavalcant amb escut heràldic de llinatge, el lleó (armes familiars), i a l'anvers hi ha l'emblema de Castella (senyal territorial). L'emblema del castell apareix al segell amb unes clares connotacions territorials en tractar-se d'un senyal parlant que al·ludeix a la denominació del regne.

### Els quatre pals: senyal del comte de Provença
Basant-se en aquesta associació a la dignitat reial, Alberto Montaner Frutos (1995) és de la tesi que a partir de mitjan segle xiii el senyal dels quatre pals ja no era, tan sols, un senyal heràldic de llinatge sinó que també havia adquirit la connotació de senyal heràldic de dignitat territorial, i més concretament, que el senyal dels quatre pals es referia, en exclusiva, a la «dignitat reial aragonesa», sense referir-se, per tant, a cap de les altres dignitats que ostentava el rei: rei de València o comte de Barcelona. En favor d'aquesta tesi, argumenta que fou aleshores quan al senyal dels quatre pals se'l començà a denominar «senyal reyal», fet que Alberto Montaner interpreta com una evidència que el senyal dels quatre pals s'associava només a la «dignitat reial aragonesa». En contra de la seva tesi, però, es troba amb l'evidència que aleshores el senyal dels quatre pals era, efectivament, un senyal heràldic de dignitat territorial, però no del rei d'Aragó sinó del comte de Provença. El comte de Provença Ramon Berenguer V era rebesnet de Ramon Berenguer IV de Barcelona, i portava per tant el senyal del llinatge, els quatre pals. Aquest morí el 1245 i el comtat fou heretat per la seva filla Beatriu I de Provença, que es casà amb Carles I d'Anjou, i aquest esdevingué comte consort de Provença. Per mostrar la seva dignitat territorial com a comte Provença, els segells de Carles I d'Anjou tenen el senyal dels quatre pals, senyal inequívoc que s'associaven al territori de Provença. A l'altra cara dels segells, hi apareix el senyal heràldic del seu llinatge, la flor de lis.
| Roger Bernat II de Foix  | Roger Bernat II de Foix  | Roger Bernat II de Foix  | Roger Bernat II de Foix  | Roger Bernat II de Foix  | Roger Bernat II de Foix  |  |  | Lluís VIII de França                     | Lluís VIII de França                     | Lluís VIII de França                     | Lluís VIII de França                     | Lluís VIII de França                     | Lluís VIII de França                     |  |  | Ramon Berenguer V de Provença | Ramon Berenguer V de Provença | Ramon Berenguer V de Provença | Ramon Berenguer V de Provença | Ramon Berenguer V de Provença | Ramon Berenguer V de Provença |  |  | Manfred I de Sicília       | Manfred I de Sicília       | Manfred I de Sicília       | Manfred I de Sicília       | Manfred I de Sicília       | Manfred I de Sicília       |  |  | Orde Mercedari             | Orde Mercedari             | Orde Mercedari             | Orde Mercedari             | Orde Mercedari             | Orde Mercedari             |      |  | Violant d'Hongria       | Violant d'Hongria       | Violant d'Hongria       | Violant d'Hongria       | Violant d'Hongria       | Violant d'Hongria       |        |  | Jaume I d'Aragó (el Conqueridor)  | Jaume I d'Aragó (el Conqueridor)  | Jaume I d'Aragó (el Conqueridor)  | Jaume I d'Aragó (el Conqueridor)  | Jaume I d'Aragó (el Conqueridor)  | Jaume I d'Aragó (el Conqueridor)  |  |  | Elionor de Castella   | Elionor de Castella   | Elionor de Castella   | Elionor de Castella   | Elionor de Castella   | Elionor de Castella   |  |  |  |  |  |  |  |  |  |  |  |  |  |  |  |  |  |  |  |  |  |  |  |  |  |  |  |  |  |  |
| Roger Bernat II de Foix  | Roger Bernat II de Foix  | Roger Bernat II de Foix  | Roger Bernat II de Foix  | Roger Bernat II de Foix  | Roger Bernat II de Foix  |  |  | Lluís VIII de França                     | Lluís VIII de França                     | Lluís VIII de França                     | Lluís VIII de França                     | Lluís VIII de França                     | Lluís VIII de França                     |  |  | Ramon Berenguer V de Provença | Ramon Berenguer V de Provença | Ramon Berenguer V de Provença | Ramon Berenguer V de Provença | Ramon Berenguer V de Provença | Ramon Berenguer V de Provença |  |  | Manfred I de Sicília       | Manfred I de Sicília       | Manfred I de Sicília       | Manfred I de Sicília       | Manfred I de Sicília       | Manfred I de Sicília       |  |  | Orde Mercedari             | Orde Mercedari             | Orde Mercedari             | Orde Mercedari             | Orde Mercedari             | Orde Mercedari             | 1256 |  | Violant d'Hongria       | Violant d'Hongria       | Violant d'Hongria       | Violant d'Hongria       | Violant d'Hongria       | Violant d'Hongria       |        |  | Jaume I d'Aragó (el Conqueridor)  | Jaume I d'Aragó (el Conqueridor)  | Jaume I d'Aragó (el Conqueridor)  | Jaume I d'Aragó (el Conqueridor)  | Jaume I d'Aragó (el Conqueridor)  | Jaume I d'Aragó (el Conqueridor)  |  |  | Elionor de Castella   | Elionor de Castella   | Elionor de Castella   | Elionor de Castella   | Elionor de Castella   | Elionor de Castella   |  |  |  |  |  |  |  |  |  |  |  |  |  |  |  |  |  |  |  |  |  |  |  |  |  |  |  |  |  |  |
|                          |                          |                          |                          |                          |                          |  |  |                                          |                                          |                                          |                                          |                                          |                                          |  |  |                               |                               |                               |                               |                               |                               |  |  |                            |                            |                            |                            |                            |                            |  |  |                            |                            |                            |                            |                            |                            |      |  |                         |                         |                         |                         |                         |                         |        |  |                                   |                                   |                                   |                                   |                                   |                                   |  |  |                       |                       |                       |                       |                       |                       |  |  |  |  |  |  |  |  |  |  |  |  |  |  |  |  |  |  |  |  |  |  |  |  |  |  |  |  |  |  |
|                          |                          |                          |                          |                          |                          |  |  |                                          |                                          |                                          |                                          |                                          |                                          |  |  |                               |                               |                               |                               |                               |                               |  |  |                            |                            |                            |                            |                            |                            |  |  |                            |                            |                            |                            |                            |                            |      |  |                         |                         |                         |                         |                         |                         |        |  |                                   |                                   |                                   |                                   |                                   |                                   |  |  |                       |                       |                       |                       |                       |                       |  |  |  |  |  |  |  |  |  |  |  |  |  |  |  |  |  |  |  |  |  |  |  |  |  |  |  |  |  |  |
|                          |                          |                          |                          |                          |                          |  |  |                                          |                                          |                                          |                                          |                                          |                                          |  |  |                               |                               |                               |                               |                               |                               |  |  |                            |                            |                            |                            |                            |                            |  |  |                            |                            |                            |                            |                            |                            |      |  |                         |                         |                         |                         |                         |                         |        |  |                                   |                                   |                                   |                                   |                                   |                                   |  |  |                       |                       |                       |                       |                       |                       |  |  |  |  |  |  |  |  |  |  |  |  |  |  |  |  |  |  |  |  |  |  |  |  |  |  |  |  |  |  |
|                          |                          |                          |                          |                          |                          |  |  |                                          |                                          |                                          |                                          |                                          |                                          |  |  |                               |                               |                               |                               |                               |                               |  |  |                            |                            |                            |                            |                            |                            |  |  |                            |                            |                            |                            |                            |                            |      |  |                         |                         |                         |                         |                         |                         |        |  |                                   |                                   |                                   |                                   |                                   |                                   |  |  |                       |                       |                       |                       |                       |                       |  |  |  |  |  |  |  |  |  |  |  |  |  |  |  |  |  |  |  |  |  |  |  |  |  |  |  |  |  |  |
| Roger IV de Foix         | Roger IV de Foix         | Roger IV de Foix         | Roger IV de Foix         | Roger IV de Foix         | Roger IV de Foix         |  |  | Carles I d'Anjou (comte de Provença)     | Carles I d'Anjou (comte de Provença)     | Carles I d'Anjou (comte de Provença)     | Carles I d'Anjou (comte de Provença)     | Carles I d'Anjou (comte de Provença)     | Carles I d'Anjou (comte de Provença)     |  |  | Beatriu I de Provença         | Beatriu I de Provença         | Beatriu I de Provença         | Beatriu I de Provença         | Beatriu I de Provença         | Beatriu I de Provença         |  |  | Constança de Sicília       | Constança de Sicília       | Constança de Sicília       | Constança de Sicília       | Constança de Sicília       | Constança de Sicília       |  |  | Pere III d'Aragó (el Gran) | Pere III d'Aragó (el Gran) | Pere III d'Aragó (el Gran) | Pere III d'Aragó (el Gran) | Pere III d'Aragó (el Gran) | Pere III d'Aragó (el Gran) |      |  |                         |                         |                         |                         |                         |                         |        |  | Jaume II de Mallorca (el Prudent) | Jaume II de Mallorca (el Prudent) | Jaume II de Mallorca (el Prudent) | Jaume II de Mallorca (el Prudent) | Jaume II de Mallorca (el Prudent) | Jaume II de Mallorca (el Prudent) |  |  | Alfons d'Aragó        | Alfons d'Aragó        | Alfons d'Aragó        | Alfons d'Aragó        | Alfons d'Aragó        | Alfons d'Aragó        |  |  |  |  |  |  |  |  |  |  |  |  |  |  |  |  |  |  |  |  |  |  |  |  |  |  |  |  |  |  |
| Roger IV de Foix         | Roger IV de Foix         | Roger IV de Foix         | Roger IV de Foix         | Roger IV de Foix         | Roger IV de Foix         |  |  |                                          |                                          |                                          |                                          | Carles I d'Anjou (comte de Provença)     | Carles I d'Anjou (comte de Provença)     |  |  | Beatriu I de Provença         | Beatriu I de Provença         | Beatriu I de Provença         | Beatriu I de Provença         | Beatriu I de Provença         | Beatriu I de Provença         |  |  |                            |                            |                            |                            | Constança de Sicília       | Constança de Sicília       |  |  | Pere III d'Aragó (el Gran) | Pere III d'Aragó (el Gran) | Pere III d'Aragó (el Gran) | Pere III d'Aragó (el Gran) | Pere III d'Aragó (el Gran) | Pere III d'Aragó (el Gran) |      |  |                         |                         |                         |                         |                         |                         |        |  |                                   |                                   |                                   |                                   | Jaume II de Mallorca (el Prudent) | Jaume II de Mallorca (el Prudent) |  |  | Alfons d'Aragó        | Alfons d'Aragó        | Alfons d'Aragó        | Alfons d'Aragó        | Alfons d'Aragó        | Alfons d'Aragó        |  |  |  |  |  |  |  |  |  |  |  |  |  |  |  |  |  |  |  |  |  |  |  |  |  |  |  |  |  |  |
|                          |                          |                          |                          |                          |                          |  |  |                                          |                                          |                                          |                                          |                                          |                                          |  |  |                               |                               |                               |                               |                               |                               |  |  |                            |                            |                            |                            |                            |                            |  |  |                            |                            |                            |                            |                            |                            |      |  |                         |                         |                         |                         |                         |                         |        |  |                                   |                                   |                                   |                                   |                                   |                                   |  |  |                       |                       |                       |                       |                       |                       |  |  |  |  |  |  |  |  |  |  |  |  |  |  |  |  |  |  |  |  |  |  |  |  |  |  |  |  |  |  |
|                          |                          |                          |                          |                          |                          |  |  |                                          |                                          |                                          |                                          |                                          |                                          |  |  |                               |                               |                               |                               |                               |                               |  |  |                            |                            |                            |                            |                            |                            |  |  |                            |                            |                            |                            |                            |                            |      |  |                         |                         |                         |                         |                         |                         |        |  |                                   |                                   |                                   |                                   |                                   |                                   |  |  |                       |                       |                       |                       |                       |                       |  |  |  |  |  |  |  |  |  |  |  |  |  |  |  |  |  |  |  |  |  |  |  |  |  |  |  |  |  |  |
|                          |                          |                          |                          |                          |                          |  |  |                                          |                                          |                                          |                                          |                                          |                                          |  |  |                               |                               |                               |                               |                               |                               |  |  |                            |                            |                            |                            |                            |                            |  |  |                            |                            |                            |                            |                            |                            |      |  |                         |                         |                         |                         |                         |                         |        |  |                                   |                                   |                                   |                                   |                                   |                                   |  |  |                       |                       |                       |                       |                       |                       |  |  |  |  |  |  |  |  |  |  |  |  |  |  |  |  |  |  |  |  |  |  |  |  |  |  |  |  |  |  |
|                          |                          |                          |                          |                          |                          |  |  |                                          |                                          |                                          |                                          |                                          |                                          |  |  |                               |                               |                               |                               |                               |                               |  |  |                            |                            |                            |                            |                            |                            |  |  |                            |                            |                            |                            |                            |                            |      |  |                         |                         |                         |                         |                         |                         |        |  |                                   |                                   |                                   |                                   |                                   |                                   |  |  |                       |                       |                       |                       |                       |                       |  |  |  |  |  |  |  |  |  |  |  |  |  |  |  |  |  |  |  |  |  |  |  |  |  |  |  |  |  |  |
| Roger Bernat III de Foix | Roger Bernat III de Foix | Roger Bernat III de Foix | Roger Bernat III de Foix | Roger Bernat III de Foix | Roger Bernat III de Foix |  |  | Carles II de Nàpols (comte de Provença)  | Carles II de Nàpols (comte de Provença)  | Carles II de Nàpols (comte de Provença)  | Carles II de Nàpols (comte de Provença)  | Carles II de Nàpols (comte de Provença)  | Carles II de Nàpols (comte de Provença)  |  |  | Alfons III d'Aragó (el Franc) | Alfons III d'Aragó (el Franc) | Alfons III d'Aragó (el Franc) | Alfons III d'Aragó (el Franc) | Alfons III d'Aragó (el Franc) | Alfons III d'Aragó (el Franc) |  |  | Jaume II d'Aragó (el Just) | Jaume II d'Aragó (el Just) | Jaume II d'Aragó (el Just) | Jaume II d'Aragó (el Just) | Jaume II d'Aragó (el Just) | Jaume II d'Aragó (el Just) |  |  | Frederic II de Sicília     | Frederic II de Sicília     | Frederic II de Sicília     | Frederic II de Sicília     | Frederic II de Sicília     | Frederic II de Sicília     |      |  | Universitat de Mallorca | Universitat de Mallorca | Universitat de Mallorca | Universitat de Mallorca | Universitat de Mallorca | Universitat de Mallorca |        |  | Sanç I de Mallorca (el Pacífic)   | Sanç I de Mallorca (el Pacífic)   | Sanç I de Mallorca (el Pacífic)   | Sanç I de Mallorca (el Pacífic)   | Sanç I de Mallorca (el Pacífic)   | Sanç I de Mallorca (el Pacífic)   |  |  | Ferran de Mallorca    | Ferran de Mallorca    | Ferran de Mallorca    | Ferran de Mallorca    | Ferran de Mallorca    | Ferran de Mallorca    |  |  |  |  |  |  |  |  |  |  |  |  |  |  |  |  |  |  |  |  |  |  |  |  |  |  |  |  |  |  |
| Roger Bernat III de Foix | Roger Bernat III de Foix | Roger Bernat III de Foix | Roger Bernat III de Foix | Roger Bernat III de Foix | Roger Bernat III de Foix |  |  | Carles II de Nàpols (comte de Provença)  | Carles II de Nàpols (comte de Provença)  | Carles II de Nàpols (comte de Provença)  | Carles II de Nàpols (comte de Provença)  | Carles II de Nàpols (comte de Provença)  | Carles II de Nàpols (comte de Provença)  |  |  | Alfons III d'Aragó (el Franc) | Alfons III d'Aragó (el Franc) | Alfons III d'Aragó (el Franc) | Alfons III d'Aragó (el Franc) | Alfons III d'Aragó (el Franc) | Alfons III d'Aragó (el Franc) |  |  | Jaume II d'Aragó (el Just) | Jaume II d'Aragó (el Just) | Jaume II d'Aragó (el Just) | Jaume II d'Aragó (el Just) | Jaume II d'Aragó (el Just) | Jaume II d'Aragó (el Just) |  |  | Frederic II de Sicília     | Frederic II de Sicília     | Frederic II de Sicília     | Frederic II de Sicília     | Frederic II de Sicília     | Frederic II de Sicília     |      |  | Universitat de Mallorca | Universitat de Mallorca | Universitat de Mallorca | Universitat de Mallorca | Universitat de Mallorca | Universitat de Mallorca | (1312) |  | Sanç I de Mallorca (el Pacífic)   | Sanç I de Mallorca (el Pacífic)   | Sanç I de Mallorca (el Pacífic)   | Sanç I de Mallorca (el Pacífic)   | Sanç I de Mallorca (el Pacífic)   | Sanç I de Mallorca (el Pacífic)   |  |  | Ferran de Mallorca    | Ferran de Mallorca    | Ferran de Mallorca    | Ferran de Mallorca    | Ferran de Mallorca    | Ferran de Mallorca    |  |  |  |  |  |  |  |  |  |  |  |  |  |  |  |  |  |  |  |  |  |  |  |  |  |  |  |  |  |  |
|                          |                          |                          |                          |                          |                          |  |  |                                          |                                          |                                          |                                          |                                          |                                          |  |  |                               |                               |                               |                               |                               |                               |  |  |                            |                            |                            |                            |                            |                            |  |  |                            |                            |                            |                            |                            |                            |      |  |                         |                         |                         |                         |                         |                         |        |  |                                   |                                   |                                   |                                   |                                   |                                   |  |  |                       |                       |                       |                       |                       |                       |  |  |  |  |  |  |  |  |  |  |  |  |  |  |  |  |  |  |  |  |  |  |  |  |  |  |  |  |  |  |
| Gastó I de Foix          | Gastó I de Foix          | Gastó I de Foix          | Gastó I de Foix          | Gastó I de Foix          | Gastó I de Foix          |  |  | Robert I de Nàpols (comte de Provença)   | Robert I de Nàpols (comte de Provença)   | Robert I de Nàpols (comte de Provença)   | Robert I de Nàpols (comte de Provença)   | Robert I de Nàpols (comte de Provença)   | Robert I de Nàpols (comte de Provença)   |  |  |                               |                               |                               |                               |                               |                               |  |  |                            |                            |                            |                            |                            |                            |  |  | Pere II de Sicília         | Pere II de Sicília         | Pere II de Sicília         | Pere II de Sicília         | Pere II de Sicília         | Pere II de Sicília         |      |  |                         |                         |                         |                         |                         |                         |        |  |                                   |                                   |                                   |                                   |                                   |                                   |  |  | Jaume III de Mallorca | Jaume III de Mallorca | Jaume III de Mallorca | Jaume III de Mallorca | Jaume III de Mallorca | Jaume III de Mallorca |  |  |  |  |  |  |  |  |  |  |  |  |  |  |  |  |  |  |  |  |  |  |  |  |  |  |  |  |  |  |
| Gastó I de Foix          | Gastó I de Foix          | Gastó I de Foix          | Gastó I de Foix          | Gastó I de Foix          | Gastó I de Foix          |  |  |                                          |                                          |                                          |                                          | Robert I de Nàpols (comte de Provença)   | Robert I de Nàpols (comte de Provença)   |  |  |                               |                               |                               |                               |                               |                               |  |  |                            |                            |                            |                            |                            |                            |  |  | Pere II de Sicília         | Pere II de Sicília         | Pere II de Sicília         | Pere II de Sicília         | Pere II de Sicília         | Pere II de Sicília         |      |  |                         |                         |                         |                         |                         |                         |        |  |                                   |                                   |                                   |                                   |                                   |                                   |  |  | Jaume III de Mallorca | Jaume III de Mallorca | Jaume III de Mallorca | Jaume III de Mallorca | Jaume III de Mallorca | Jaume III de Mallorca |  |  |  |  |  |  |  |  |  |  |  |  |  |  |  |  |  |  |  |  |  |  |  |  |  |  |  |  |  |  |
|                          |                          |                          |                          |                          |                          |  |  |                                          |                                          |                                          |                                          |                                          |                                          |  |  |                               |                               |                               |                               |                               |                               |  |  |                            |                            |                            |                            |                            |                            |  |  |                            |                            |                            |                            |                            |                            |      |  |                         |                         |                         |                         |                         |                         |        |  |                                   |                                   |                                   |                                   |                                   |                                   |  |  |                       |                       |                       |                       |                       |                       |  |  |  |  |  |  |  |  |  |  |  |  |  |  |  |  |  |  |  |  |  |  |  |  |  |  |  |  |  |  |
|                          |                          |                          |                          |                          |                          |  |  |                                          |                                          |                                          |                                          |                                          |                                          |  |  |                               |                               |                               |                               |                               |                               |  |  |                            |                            |                            |                            |                            |                            |  |  |                            |                            |                            |                            |                            |                            |      |  |                         |                         |                         |                         |                         |                         |        |  |                                   |                                   |                                   |                                   |                                   |                                   |  |  |                       |                       |                       |                       |                       |                       |  |  |  |  |  |  |  |  |  |  |  |  |  |  |  |  |  |  |  |  |  |  |  |  |  |  |  |  |  |  |
| Gastó II de Foix         | Gastó II de Foix         | Gastó II de Foix         | Gastó II de Foix         | Gastó II de Foix         | Gastó II de Foix         |  |  | Joana I de Nàpols (comtessa de Provença) | Joana I de Nàpols (comtessa de Provença) | Joana I de Nàpols (comtessa de Provença) | Joana I de Nàpols (comtessa de Provença) | Joana I de Nàpols (comtessa de Provença) | Joana I de Nàpols (comtessa de Provença) |  |  |                               |                               |                               |                               |                               |                               |  |  |                            |                            |                            |                            |                            |                            |  |  | Lluís I de Sicília         | Lluís I de Sicília         | Lluís I de Sicília         | Lluís I de Sicília         | Lluís I de Sicília         | Lluís I de Sicília         |      |  | Frederic III de Sicília | Frederic III de Sicília | Frederic III de Sicília | Frederic III de Sicília | Frederic III de Sicília | Frederic III de Sicília |        |  |                                   |                                   |                                   |                                   |                                   |                                   |  |  |                       |                       |                       |                       |                       |                       |  |  |  |  |  |  |  |  |  |  |  |  |  |  |  |  |  |  |  |  |  |  |  |  |  |  |  |  |  |  |
| Gastó II de Foix         | Gastó II de Foix         | Gastó II de Foix         | Gastó II de Foix         | Gastó II de Foix         | Gastó II de Foix         |  |  |                                          |                                          |                                          |                                          | Joana I de Nàpols (comtessa de Provença) | Joana I de Nàpols (comtessa de Provença) |  |  |                               |                               |                               |                               |                               |                               |  |  |                            |                            |                            |                            |                            |                            |  |  | Lluís I de Sicília         | Lluís I de Sicília         | Lluís I de Sicília         | Lluís I de Sicília         | Lluís I de Sicília         | Lluís I de Sicília         |      |  | Frederic III de Sicília | Frederic III de Sicília | Frederic III de Sicília | Frederic III de Sicília | Frederic III de Sicília | Frederic III de Sicília |        |  |                                   |                                   |                                   |                                   |                                   |                                   |  |  |                       |                       |                       |                       |                       |                       |  |  |  |  |  |  |  |  |  |  |  |  |  |  |  |  |  |  |  |  |  |  |  |  |  |  |  |  |  |  |
|                          |                          |                          |                          |                          |                          |  |  |                                          |                                          |                                          |                                          |                                          |                                          |  |  |                               |                               |                               |                               |                               |                               |  |  |                            |                            |                            |                            |                            |                            |  |  |                            |                            |                            |                            |                            |                            |      |  |                         |                         |                         |                         |                         |                         |        |  |                                   |                                   |                                   |                                   |                                   |                                   |  |  |                       |                       |                       |                       |                       |                       |  |  |  |  |  |  |  |  |  |  |  |  |  |  |  |  |  |  |  |  |  |  |  |  |  |  |  |  |  |  |
|                          |                          |                          |                          |                          |                          |  |  |                                          |                                          |                                          |                                          |                                          |                                          |  |  |                               |                               |                               |                               |                               |                               |  |  |                            |                            |                            |                            |                            |                            |  |  |                            |                            |                            |                            |                            |                            |      |  | Maria de Sicília        |                         |                         |                         |                         |                         |        |  |                                   |                                   |                                   |                                   |                                   |                                   |  |  |                       |                       |                       |                       |                       |                       |  |  |  |  |  |  |  |  |  |  |  |  |  |  |  |  |  |  |  |  |  |  |  |  |  |  |  |  |  |  |
|                          |                          |                          |                          |                          |                          |  |  |                                          |                                          |                                          |                                          |                                          |                                          |  |  |                               |                               |                               |                               |                               |                               |  |  |                            |                            |                            |                            |                            |                            |  |  |                            |                            |                            |                            |                            |                            |      |  |                         |                         |                         |                         |                         |                         |        |  |                                   |                                   |                                   |                                   |                                   |                                   |  |  |                       |                       |                       |                       |                       |                       |  |  |  |  |  |  |  |  |  |  |  |  |  |  |  |  |  |  |  |  |  |  |  |  |  |  |  |  |  |  |

### Creu d'Alcoraz: senyal heràldic de dignitat territorial d'Aragó

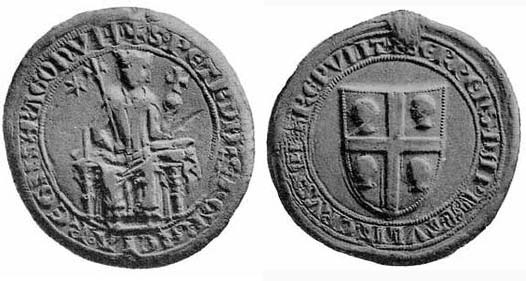
«Les armes Daragó» (creu d'Alcoraz) apareixen per primer cop en el revers de la bolla de plom de Pere III d'Aragó el Gran de 1281. Segons l'heraldista Menéndez Pidal de Navascués: «el caràcter territorial dels emblemes situats al revers dels segells restarà durant molt temps i s'evidencia quan no coincideix amb les armes personals. Són notables els exemples dels segells de Ferran III de Castella (...) i els segells reials aragonesos des de finals del, en els quals la creu cantonada, anomenada d'Alcoraz (armes del Regne d'Aragó), ocupen sempre el revers, mentre que les figures eqüestres s'armaren invariablement amb els pals (armes familiars)»

Recreació de la creu d'Alcoraz tal com apareix descrita per Gaspar de Torres en lArmorial de Aragón, 1536: «De argén, cruz de gules con cabezas de reyes moros en sus cuarteles, llamada cruz de Alcoraz»

El 1210, el rei Pere el Catòlic introduí l'ús de segells de plom -la bolla de plom-, mantenint el disseny dels anteriors segells de cera: a l'anvers el rei jaient al tron, i al revers la figura del rei com a cavaller amb l'escut dels quatre pals. Però el 1281 Pere el Gran (1240-1285) introduí un canvi significatiu en el disseny de la bolla de plom substituint la representació del rei a cavall per un símbol totalment nou, «l'escut de la creu amb els 4 caps de sarraïns». Posteriorment, el rei Pere el Cerimoniós (1319-1387) en les Ordinacions de casa i cort (1348) les anomenà explícitament «armes d'Aragó». Ja durant l'edat moderna, es relacionà aquest símbol amb la llegenda de la batalla d'Alcoraz (1096) i a partir d'aleshores va rebre el nom creu d'Alcoraz, malgrat que està demostrat que l'origen d'aquest símbol no es remunta a aquella data sinó que apareix per primera vegada en la bolla de plom de 1281. L'ús d'aquest senyal estigué reservat a les bolles de plom dels reis d'Aragó i la seva aparició i significació és objecte de discussió entre els especialistes heràldics.
Per a l'historiador aragonès Guillermo Redondo Veintemillas, el rei Pere el Gran creà la creu d'Alcoraz com a escut merament personal, amb la significació de l'esperit de croada vencedora sobre l'islam. Per a la historiadora sarda Luisa D'Arienzo, el rei Pere el Gran creà la creu d'Alcoraz com a escut territorial d'una nova corona d'Aragó unificada. Aquesta nova entitat política caracteritzada per la indivisibilitat de la unió es reflectiria d'una banda en la nova intitulació única que emprà el rei, Rex Aragonum, deixant d'utilitzar la resta de títols, i de l'altra en el nou símbol, que representaria la nova corona d'Aragó unificada.
L'historiador aragonès Rafael Conde rebutja tant la hipòtesi d'un escut personal, com la hipòtesi d'un emblema d'un territori, i planteja la hipòtesi que la creu d'Alcoraz és un senyal heràldic de dignitat territorial, el senyal del rei d'Aragó. Assenyala que Pere el Gran era rei d'Aragó, rei de Sicília, rei de València i comte de Barcelona, però aquest nou senyal es referia únicament a la «dignitat reial aragonesa», independentment de la resta de dignitats (títols) que ostentava. D'aquesta manera, afegeix Rafael Conde, mentre el senyal dels quatre pals era un «senyal heràldic de llinatge» que havia de compartir amb totes les branques del llinatge descendents de Ramon Berenguer IV, ja fossin reis d'Aragó i comtes de Barcelona, ja fossin reis de Mallorca i comtes de Rosselló, ja fossin comtes de Provença i Forcalquier, la creu d'Alcoraz era el senyal unívoc que distingia el rei d'Aragó de la resta de sobirans. Aquesta significació es veuria confirmada per la nova intitulació única adoptada per Pere el Gran, Rex Aragonum, que envolta la seva efígie majestàtica a l'anvers, mentre que al revers hi ha la «creu amb els 4 caps de sarraïns», el senyal del rei d'Aragó. També assenyala que la significació de «senyal heràldic de dignitat territorial» amb l'evidència que la creu d'Alcoraz mai no va escampar-se per la resta de branques de la família, com va passar amb el senyal de llinatge dels quatre pals, sinó que fou reservat únicament a aquells que ostentaren la dignitat (títol) de ser reis d'Aragó, i fou per tant l'autèntic senyal reial d'Aragó. Respecte al significat, Rafael Conde creu que l'explicació rau en la mateixa llegenda «Serpens dampna tulit, crus tamen hoc repulit» que emmarca la creu sobre els 4 caps de sarraïns, i que presenten la mateixa idea: el mal (la serp, els sarraïns) portaren mals al món, però Crist (la creu, l'arbre) els vencé. Ferran de Sagarra i Armand de Fluvià coincideixen en aquesta interpretació de la creu vencedora sobre el mal.
També per a Faustino Menéndez Pidal de Navascués (1998: 461-462) la creu d'Alcoraz té unes clares connotacions territorials, «armes d'Aragó», contraposada als segells de cera on apareix la figura eqüestre armada invariablement amb els quatre pals, les armes del llinatge. Fa esment a la tradició hispànica de diferenciar el rei -rex- del regne -regnum-. Els sentits d'armes de llinatge i armes de dignitat convisqueren amb vigència contínua i per això s'establiren les diferències o brisures a fi de resoldre conflictes de significació. Però el sentit territorial, la vinculació d'unes armes al regnum i abans que al rex, i separades d'aquest, només apareix en ocasions molt excepcionals, i aquest seria el cas de la creu d'Alcoraz apareguda entre 1276 i 1281. Un símbol nou a la bolla de plom, on al revers hi ha Pere el Gran de manera majestàtica, i al revers un escut d'armes nou: la creu de la cristiandat -vermella sobre camp blanc- cantonada amb quatre caps de moros. Continuà en ús i a mitjans del segle xiv Pere el Cerimoniós en les seves Ordinacions afirmà que l'escut pertany a Aragó: un escut en lo qual sien les armes d'Aragó, que son aytals: una creu per mig del escut e a cascun carté un cap de sarray. Per a Menéndez Pidal la situació de l'escut al revers confirmaria el seu caràcter territorial, no personal, puix en les representacions eqüestres el rei sempre apareix amb els quatre pals. L'atribució a Aragó estaria recolzada per la llegenda del segell, que de manera excepcional, només anomena aquest regne.
| Roger II de Foix         | Roger II de Foix         | Roger II de Foix         | Roger II de Foix         | Roger II de Foix         | Roger II de Foix         |        |  |                            |                            |                            |                            |                            |                            |  |  | Ramon Berenguer III (el Gran)    | Ramon Berenguer III (el Gran)    | Ramon Berenguer III (el Gran)    | Ramon Berenguer III (el Gran)    | Ramon Berenguer III (el Gran)    | Ramon Berenguer III (el Gran)    |             |  |                                 |                                 |                                 |                                 |                                 |                                 |  |  |                                   |                                   |                                   |                                   |                                   |                                   |  |  |                                     |                                     |                                     |                                     |                                     |                                     |                         |                         |                                       |                                       |                                       |                                       |                                       |                                       |  |  | Ponç I de Cervera (vescomte de Bas)  | Ponç I de Cervera (vescomte de Bas)  | Ponç I de Cervera (vescomte de Bas)  | Ponç I de Cervera (vescomte de Bas)  | Ponç I de Cervera (vescomte de Bas)  | Ponç I de Cervera (vescomte de Bas)  |        |        |        |        |        |        |  |  |        |        |        |        |        |        |  |  |  |  |  |  |  |  |  |  |  |  |  |  |  |  |  |  |  |  |  |  |  |  |
| Roger II de Foix         | Roger II de Foix         | Roger II de Foix         | Roger II de Foix         | Roger II de Foix         | Roger II de Foix         |        |  |                            |                            |                            |                            |                            |                            |  |  | Ramon Berenguer III (el Gran)    | Ramon Berenguer III (el Gran)    | Ramon Berenguer III (el Gran)    | Ramon Berenguer III (el Gran)    | Ramon Berenguer III (el Gran)    | Ramon Berenguer III (el Gran)    |             |  |                                 |                                 |                                 |                                 |                                 |                                 |  |  |                                   |                                   |                                   |                                   |                                   |                                   |  |  |                                     |                                     |                                     |                                     |                                     |                                     |                         |                         |                                       |                                       |                                       |                                       |                                       |                                       |  |  | Ponç I de Cervera (vescomte de Bas)  | Ponç I de Cervera (vescomte de Bas)  | Ponç I de Cervera (vescomte de Bas)  | Ponç I de Cervera (vescomte de Bas)  | Ponç I de Cervera (vescomte de Bas)  | Ponç I de Cervera (vescomte de Bas)  |        |        |        |        |        |        |  |  |        |        |        |        |        |        |  |  |  |  |  |  |  |  |  |  |  |  |  |  |  |  |  |  |  |  |  |  |  |  |
|                          |                          |                          |                          |                          |                          |        |  |                            |                            |                            |                            |                            |                            |  |  |                                  |                                  |                                  |                                  |                                  |                                  |             |  |                                 |                                 |                                 |                                 |                                 |                                 |  |  |                                   |                                   |                                   |                                   |                                   |                                   |  |  |                                     |                                     |                                     |                                     |                                     |                                     |                         |                         |                                       |                                       |                                       |                                       |                                       |                                       |  |  |                                      |                                      |                                      |                                      |                                      |                                      |        |        |        |        |        |        |  |  |        |        |        |        |        |        |  |  |  |  |  |  |  |  |  |  |  |  |  |  |  |  |  |  |  |  |  |  |  |  |
|                          |                          |                          |                          |                          |                          |        |  |                            |                            |                            |                            |                            |                            |  |  |                                  |                                  |                                  |                                  |                                  |                                  |             |  |                                 |                                 |                                 |                                 |                                 |                                 |  |  |                                   |                                   |                                   |                                   |                                   |                                   |  |  |                                     |                                     |                                     |                                     |                                     |                                     |                         |                         |                                       |                                       |                                       |                                       |                                       |                                       |  |  |                                      |                                      |                                      |                                      |                                      |                                      |        |        |        |        |        |        |  |  |        |        |        |        |        |        |  |  |  |  |  |  |  |  |  |  |  |  |  |  |  |  |  |  |  |  |  |  |  |  |
| Roger III de Foix        | Roger III de Foix        | Roger III de Foix        | Roger III de Foix        | Roger III de Foix        | Roger III de Foix        |        |  | Ximena                     | Ximena                     | Ximena                     | Ximena                     | Ximena                     | Ximena                     |  |  | Ramon Berenguer IV (el Sant)     | Ramon Berenguer IV (el Sant)     | Ramon Berenguer IV (el Sant)     | Ramon Berenguer IV (el Sant)     | Ramon Berenguer IV (el Sant)     | Ramon Berenguer IV (el Sant)     |             |  | Mafalda de Barcelona            | Mafalda de Barcelona            | Mafalda de Barcelona            | Mafalda de Barcelona            | Mafalda de Barcelona            | Mafalda de Barcelona            |  |  | Estefania de Barcelona            | Estefania de Barcelona            | Estefania de Barcelona            | Estefania de Barcelona            | Estefania de Barcelona            | Estefania de Barcelona            |  |  | Berenguer Ramon I de Provença       | Berenguer Ramon I de Provença       | Berenguer Ramon I de Provença       | Berenguer Ramon I de Provença       | Berenguer Ramon I de Provença       | Berenguer Ramon I de Provença       |                         |                         | Almodis de Barcelona                  | Almodis de Barcelona                  | Almodis de Barcelona                  | Almodis de Barcelona                  | Almodis de Barcelona                  | Almodis de Barcelona                  |  |  | Ponç II de Cervera (vescomte de Bas) | Ponç II de Cervera (vescomte de Bas) | Ponç II de Cervera (vescomte de Bas) | Ponç II de Cervera (vescomte de Bas) | Ponç II de Cervera (vescomte de Bas) | Ponç II de Cervera (vescomte de Bas) |        |        |        |        |        |        |  |  |        |        |        |        |        |        |  |  |  |  |  |  |  |  |  |  |  |  |  |  |  |  |  |  |  |  |  |  |  |  |
| Roger III de Foix        | Roger III de Foix        | Roger III de Foix        | Roger III de Foix        | Roger III de Foix        | Roger III de Foix        |        |  | Ximena                     | Ximena                     | Ximena                     | Ximena                     | Ximena                     | Ximena                     |  |  | Ramon Berenguer IV (el Sant)     | Ramon Berenguer IV (el Sant)     | Ramon Berenguer IV (el Sant)     | Ramon Berenguer IV (el Sant)     | Ramon Berenguer IV (el Sant)     | Ramon Berenguer IV (el Sant)     | (1150-1160) |  | Mafalda de Barcelona            | Mafalda de Barcelona            | Mafalda de Barcelona            | Mafalda de Barcelona            | Mafalda de Barcelona            | Mafalda de Barcelona            |  |  | Estefania de Barcelona            | Estefania de Barcelona            | Estefania de Barcelona            | Estefania de Barcelona            | Estefania de Barcelona            | Estefania de Barcelona            |  |  | Berenguer Ramon I de Provença       | Berenguer Ramon I de Provença       | Berenguer Ramon I de Provença       | Berenguer Ramon I de Provença       | Berenguer Ramon I de Provença       | Berenguer Ramon I de Provença       |                         |                         | Almodis de Barcelona                  | Almodis de Barcelona                  | Almodis de Barcelona                  | Almodis de Barcelona                  | Almodis de Barcelona                  | Almodis de Barcelona                  |  |  | Ponç II de Cervera (vescomte de Bas) | Ponç II de Cervera (vescomte de Bas) | Ponç II de Cervera (vescomte de Bas) | Ponç II de Cervera (vescomte de Bas) | Ponç II de Cervera (vescomte de Bas) | Ponç II de Cervera (vescomte de Bas) |        |        |        |        |        |        |  |  |        |        |        |        |        |        |  |  |  |  |  |  |  |  |  |  |  |  |  |  |  |  |  |  |  |  |  |  |  |  |
|                          |                          |                          |                          |                          |                          |        |  |                            |                            |                            |                            |                            |                            |  |  |                                  |                                  |                                  |                                  |                                  |                                  |             |  |                                 |                                 |                                 |                                 |                                 |                                 |  |  |                                   |                                   |                                   |                                   |                                   |                                   |  |  |                                     |                                     |                                     |                                     |                                     |                                     |                         |                         |                                       |                                       |                                       |                                       |                                       |                                       |  |  |                                      |                                      |                                      |                                      |                                      |                                      |        |        |        |        |        |        |  |  |        |        |        |        |        |        |  |  |  |  |  |  |  |  |  |  |  |  |  |  |  |  |  |  |  |  |  |  |  |  |
|                          |                          |                          |                          |                          |                          |        |  |                            |                            |                            |                            |                            |                            |  |  |                                  |                                  |                                  |                                  |                                  |                                  |             |  |                                 |                                 |                                 |                                 |                                 |                                 |  |  |                                   |                                   |                                   |                                   |                                   |                                   |  |  |                                     |                                     |                                     |                                     |                                     |                                     |                         |                         |                                       |                                       |                                       |                                       |                                       |                                       |  |  |                                      |                                      |                                      |                                      |                                      |                                      |        |        |        |        |        |        |  |  |        |        |        |        |        |        |  |  |  |  |  |  |  |  |  |  |  |  |  |  |  |  |  |  |  |  |  |  |  |  |
|                          |                          |                          |                          |                          |                          |        |  |                            |                            |                            |                            |                            |                            |  |  |                                  |                                  |                                  |                                  |                                  |                                  |             |  |                                 |                                 |                                 |                                 |                                 |                                 |  |  |                                   |                                   |                                   |                                   |                                   |                                   |  |  |                                     |                                     |                                     |                                     |                                     |                                     |                         |                         |                                       |                                       |                                       |                                       |                                       |                                       |  |  |                                      |                                      |                                      |                                      |                                      |                                      |        |        |        |        |        |        |  |  |        |        |        |        |        |        |  |  |  |  |  |  |  |  |  |  |  |  |  |  |  |  |  |  |  |  |  |  |  |  |
|                          |                          |                          |                          |                          |                          |        |  |                            |                            |                            |                            |                            |                            |  |  |                                  |                                  |                                  |                                  |                                  |                                  |             |  |                                 |                                 |                                 |                                 |                                 |                                 |  |  |                                   |                                   |                                   |                                   |                                   |                                   |  |  |                                     |                                     |                                     |                                     |                                     |                                     |                         |                         |                                       |                                       |                                       |                                       |                                       |                                       |  |  |                                      |                                      |                                      |                                      |                                      |                                      |        |        |        |        |        |        |  |  |        |        |        |        |        |        |  |  |  |  |  |  |  |  |  |  |  |  |  |  |  |  |  |  |  |  |  |  |  |  |
| Roger Bernat I de Foix   | Roger Bernat I de Foix   | Roger Bernat I de Foix   | Roger Bernat I de Foix   | Roger Bernat I de Foix   | Roger Bernat I de Foix   |        |  |                            |                            |                            |                            |                            |                            |  |  | Alfons II d'Aragó (el Cast)      | Alfons II d'Aragó (el Cast)      | Alfons II d'Aragó (el Cast)      | Alfons II d'Aragó (el Cast)      | Alfons II d'Aragó (el Cast)      | Alfons II d'Aragó (el Cast)      |             |  | R. Berenguer IV de Provença     | R. Berenguer IV de Provença     | R. Berenguer IV de Provença     | R. Berenguer IV de Provença     | R. Berenguer IV de Provença     | R. Berenguer IV de Provença     |  |  | Sanç I de Provença                | Sanç I de Provença                | Sanç I de Provença                | Sanç I de Provença                | Sanç I de Provença                | Sanç I de Provença                |  |  | Ramon Berenguer III de Provença     | Ramon Berenguer III de Provença     | Ramon Berenguer III de Provença     | Ramon Berenguer III de Provença     | Ramon Berenguer III de Provença     | Ramon Berenguer III de Provença     |                         |                         | Agalbursa de Cervera                  | Agalbursa de Cervera                  | Agalbursa de Cervera                  | Agalbursa de Cervera                  | Agalbursa de Cervera                  | Agalbursa de Cervera                  |  |  | Hug I de Cervera (vescomte de Bas)   | Hug I de Cervera (vescomte de Bas)   | Hug I de Cervera (vescomte de Bas)   | Hug I de Cervera (vescomte de Bas)   | Hug I de Cervera (vescomte de Bas)   | Hug I de Cervera (vescomte de Bas)   |        |        |        |        |        |        |  |  |        |        |        |        |        |        |  |  |  |  |  |  |  |  |  |  |  |  |  |  |  |  |  |  |  |  |  |  |  |  |
| Roger Bernat I de Foix   | Roger Bernat I de Foix   | Roger Bernat I de Foix   | Roger Bernat I de Foix   | Roger Bernat I de Foix   | Roger Bernat I de Foix   |        |  |                            |                            |                            |                            |                            |                            |  |  | Alfons II d'Aragó (el Cast)      | Alfons II d'Aragó (el Cast)      | Alfons II d'Aragó (el Cast)      | Alfons II d'Aragó (el Cast)      | Alfons II d'Aragó (el Cast)      | Alfons II d'Aragó (el Cast)      |             |  | R. Berenguer IV de Provença     | R. Berenguer IV de Provença     | R. Berenguer IV de Provença     | R. Berenguer IV de Provença     | R. Berenguer IV de Provença     | R. Berenguer IV de Provença     |  |  | Sanç I de Provença                | Sanç I de Provença                | Sanç I de Provença                | Sanç I de Provença                | Sanç I de Provença                | Sanç I de Provença                |  |  | Ramon Berenguer III de Provença     | Ramon Berenguer III de Provença     | Ramon Berenguer III de Provença     | Ramon Berenguer III de Provença     | Ramon Berenguer III de Provença     | Ramon Berenguer III de Provença     | (1164-1170) (1186-1196) | (1164-1170) (1186-1196) | (1164-1170) (1186-1196)               | (1164-1170) (1186-1196)               | (1164-1170) (1186-1196)               | (1164-1170) (1186-1196)               | Agalbursa de Cervera                  | Agalbursa de Cervera                  |  |  | Hug I de Cervera (vescomte de Bas)   | Hug I de Cervera (vescomte de Bas)   | Hug I de Cervera (vescomte de Bas)   | Hug I de Cervera (vescomte de Bas)   | Hug I de Cervera (vescomte de Bas)   | Hug I de Cervera (vescomte de Bas)   | (1178) | (1178) | (1178) | (1178) | (1178) | (1178) |  |  | (1180) | (1180) | (1180) | (1180) | (1180) | (1180) |  |  |  |  |  |  |  |  |  |  |  |  |  |  |  |  |  |  |  |  |  |  |  |  |
|                          |                          |                          |                          |                          |                          |        |  |                            |                            |                            |                            |                            |                            |  |  |                                  |                                  |                                  |                                  |                                  |                                  |             |  |                                 |                                 |                                 |                                 |                                 |                                 |  |  |                                   |                                   |                                   |                                   |                                   |                                   |  |  |                                     |                                     |                                     |                                     |                                     |                                     | (1164-1170) (1186-1196) | (1164-1170) (1186-1196) | (1164-1170) (1186-1196)               | (1164-1170) (1186-1196)               | (1164-1170) (1186-1196)               | (1164-1170) (1186-1196)               |                                       |                                       |  |  |                                      |                                      |                                      |                                      |                                      |                                      | (1178) | (1178) | (1178) | (1178) | (1178) | (1178) |  |  | (1180) | (1180) | (1180) | (1180) | (1180) | (1180) |  |  |  |  |  |  |  |  |  |  |  |  |  |  |  |  |  |  |  |  |  |  |  |  |
|                          |                          |                          |                          |                          |                          |        |  |                            |                            |                            |                            |                            |                            |  |  |                                  |                                  |                                  |                                  |                                  |                                  |             |  |                                 |                                 |                                 |                                 |                                 |                                 |  |  |                                   |                                   |                                   |                                   |                                   |                                   |  |  |                                     |                                     |                                     |                                     |                                     |                                     |                         |                         |                                       |                                       |                                       |                                       |                                       |                                       |  |  |                                      |                                      |                                      |                                      |                                      |                                      |        |        |        |        |        |        |  |  |        |        |        |        |        |        |  |  |  |  |  |  |  |  |  |  |  |  |  |  |  |  |  |  |  |  |  |  |  |  |
| Ramon Roger I de Foix    | Ramon Roger I de Foix    | Ramon Roger I de Foix    | Ramon Roger I de Foix    | Ramon Roger I de Foix    | Ramon Roger I de Foix    |        |  | Alfons II de Provença      | Alfons II de Provença      | Alfons II de Provença      | Alfons II de Provença      | Alfons II de Provença      | Alfons II de Provença      |  |  | Pere II d'Aragó (el Catòlic)     | Pere II d'Aragó (el Catòlic)     | Pere II d'Aragó (el Catòlic)     | Pere II d'Aragó (el Catòlic)     | Pere II d'Aragó (el Catòlic)     | Pere II d'Aragó (el Catòlic)     |             |  | Ferran d'Aragó                  | Ferran d'Aragó                  | Ferran d'Aragó                  | Ferran d'Aragó                  | Ferran d'Aragó                  | Ferran d'Aragó                  |  |  | Nunó Sanç de Rosselló i Cerdanya  | Nunó Sanç de Rosselló i Cerdanya  | Nunó Sanç de Rosselló i Cerdanya  | Nunó Sanç de Rosselló i Cerdanya  | Nunó Sanç de Rosselló i Cerdanya  | Nunó Sanç de Rosselló i Cerdanya  |  |  |                                     |                                     |                                     |                                     |                                     |                                     |                         |                         |                                       |                                       |                                       |                                       |                                       |                                       |  |  | Hug I d'Arborea (vescomte de Bas)    | Hug I d'Arborea (vescomte de Bas)    | Hug I d'Arborea (vescomte de Bas)    | Hug I d'Arborea (vescomte de Bas)    | Hug I d'Arborea (vescomte de Bas)    | Hug I d'Arborea (vescomte de Bas)    |        |        |        |        |        |        |  |  |        |        |        |        |        |        |  |  |  |  |  |  |  |  |  |  |  |  |  |  |  |  |  |  |  |  |  |  |  |  |
| Ramon Roger I de Foix    | Ramon Roger I de Foix    | Ramon Roger I de Foix    | Ramon Roger I de Foix    | Ramon Roger I de Foix    | Ramon Roger I de Foix    | (1215) |  | Alfons II de Provença      | Alfons II de Provença      | Alfons II de Provença      | Alfons II de Provença      | Alfons II de Provença      | Alfons II de Provença      |  |  | Pere II d'Aragó (el Catòlic)     | Pere II d'Aragó (el Catòlic)     | Pere II d'Aragó (el Catòlic)     | Pere II d'Aragó (el Catòlic)     | Pere II d'Aragó (el Catòlic)     | Pere II d'Aragó (el Catòlic)     |             |  | Ferran d'Aragó                  | Ferran d'Aragó                  | Ferran d'Aragó                  | Ferran d'Aragó                  | Ferran d'Aragó                  | Ferran d'Aragó                  |  |  | Nunó Sanç de Rosselló i Cerdanya  | Nunó Sanç de Rosselló i Cerdanya  | Nunó Sanç de Rosselló i Cerdanya  | Nunó Sanç de Rosselló i Cerdanya  | Nunó Sanç de Rosselló i Cerdanya  | Nunó Sanç de Rosselló i Cerdanya  |  |  |                                     |                                     |                                     |                                     |                                     |                                     |                         |                         |                                       |                                       |                                       |                                       |                                       |                                       |  |  | Hug I d'Arborea (vescomte de Bas)    | Hug I d'Arborea (vescomte de Bas)    | Hug I d'Arborea (vescomte de Bas)    | Hug I d'Arborea (vescomte de Bas)    | Hug I d'Arborea (vescomte de Bas)    | Hug I d'Arborea (vescomte de Bas)    |        |        |        |        |        |        |  |  |        |        |        |        |        |        |  |  |  |  |  |  |  |  |  |  |  |  |  |  |  |  |  |  |  |  |  |  |  |  |
|                          |                          |                          |                          |                          |                          |        |  |                            |                            |                            |                            |                            |                            |  |  |                                  |                                  |                                  |                                  |                                  |                                  |             |  |                                 |                                 |                                 |                                 |                                 |                                 |  |  |                                   |                                   |                                   |                                   |                                   |                                   |  |  |                                     |                                     |                                     |                                     |                                     |                                     |                         |                         |                                       |                                       |                                       |                                       |                                       |                                       |  |  |                                      |                                      |                                      |                                      |                                      |                                      |        |        |        |        |        |        |  |  |        |        |        |        |        |        |  |  |  |  |  |  |  |  |  |  |  |  |  |  |  |  |  |  |  |  |  |  |  |  |
| Roger Bernat II de Foix  | Roger Bernat II de Foix  | Roger Bernat II de Foix  | Roger Bernat II de Foix  | Roger Bernat II de Foix  | Roger Bernat II de Foix  |        |  | R. Berenguer V de Provença | R. Berenguer V de Provença | R. Berenguer V de Provença | R. Berenguer V de Provença | R. Berenguer V de Provença | R. Berenguer V de Provença |  |  | Jaume I d'Aragó (el Conqueridor) | Jaume I d'Aragó (el Conqueridor) | Jaume I d'Aragó (el Conqueridor) | Jaume I d'Aragó (el Conqueridor) | Jaume I d'Aragó (el Conqueridor) | Jaume I d'Aragó (el Conqueridor) |             |  |                                 |                                 |                                 |                                 |                                 |                                 |  |  |                                   |                                   |                                   |                                   |                                   |                                   |  |  |                                     |                                     |                                     |                                     |                                     |                                     |                         |                         |                                       |                                       |                                       |                                       |                                       |                                       |  |  | Pere II d'Arborea                    | Pere II d'Arborea                    | Pere II d'Arborea                    | Pere II d'Arborea                    | Pere II d'Arborea                    | Pere II d'Arborea                    |        |        |        |        |        |        |  |  |        |        |        |        |        |        |  |  |  |  |  |  |  |  |  |  |  |  |  |  |  |  |  |  |  |  |  |  |  |  |
| Roger Bernat II de Foix  | Roger Bernat II de Foix  | Roger Bernat II de Foix  | Roger Bernat II de Foix  | Roger Bernat II de Foix  | Roger Bernat II de Foix  | (1229) |  | R. Berenguer V de Provença | R. Berenguer V de Provença | R. Berenguer V de Provença | R. Berenguer V de Provença | R. Berenguer V de Provença | R. Berenguer V de Provença |  |  | Jaume I d'Aragó (el Conqueridor) | Jaume I d'Aragó (el Conqueridor) | Jaume I d'Aragó (el Conqueridor) | Jaume I d'Aragó (el Conqueridor) | Jaume I d'Aragó (el Conqueridor) | Jaume I d'Aragó (el Conqueridor) |             |  |                                 |                                 |                                 |                                 |                                 |                                 |  |  |                                   |                                   |                                   |                                   |                                   |                                   |  |  |                                     |                                     |                                     |                                     |                                     |                                     |                         |                         |                                       |                                       |                                       |                                       |                                       |                                       |  |  | Pere II d'Arborea                    | Pere II d'Arborea                    | Pere II d'Arborea                    | Pere II d'Arborea                    | Pere II d'Arborea                    | Pere II d'Arborea                    |        |        |        |        |        |        |  |  |        |        |        |        |        |        |  |  |  |  |  |  |  |  |  |  |  |  |  |  |  |  |  |  |  |  |  |  |  |  |
|                          |                          |                          |                          |                          |                          |        |  |                            |                            |                            |                            |                            |                            |  |  |                                  |                                  |                                  |                                  |                                  |                                  |             |  |                                 |                                 |                                 |                                 |                                 |                                 |  |  |                                   |                                   |                                   |                                   |                                   |                                   |  |  |                                     |                                     |                                     |                                     |                                     |                                     |                         |                         |                                       |                                       |                                       |                                       |                                       |                                       |  |  |                                      |                                      |                                      |                                      |                                      |                                      |        |        |        |        |        |        |  |  |        |        |        |        |        |        |  |  |  |  |  |  |  |  |  |  |  |  |  |  |  |  |  |  |  |  |  |  |  |  |
|                          |                          |                          |                          |                          |                          |        |  |                            |                            |                            |                            |                            |                            |  |  |                                  |                                  |                                  |                                  |                                  |                                  |             |  |                                 |                                 |                                 |                                 |                                 |                                 |  |  |                                   |                                   |                                   |                                   |                                   |                                   |  |  |                                     |                                     |                                     |                                     |                                     |                                     |                         |                         |                                       |                                       |                                       |                                       |                                       |                                       |  |  |                                      |                                      |                                      |                                      |                                      |                                      |        |        |        |        |        |        |  |  |        |        |        |        |        |        |  |  |  |  |  |  |  |  |  |  |  |  |  |  |  |  |  |  |  |  |  |  |  |  |
| Roger IV de Foix         | Roger IV de Foix         | Roger IV de Foix         | Roger IV de Foix         | Roger IV de Foix         | Roger IV de Foix         |        |  | Beatriu I de Provença      | Beatriu I de Provença      | Beatriu I de Provença      | Beatriu I de Provença      | Beatriu I de Provença      | Beatriu I de Provença      |  |  | Pere III d'Aragó (el Gran)       | Pere III d'Aragó (el Gran)       | Pere III d'Aragó (el Gran)       | Pere III d'Aragó (el Gran)       | Pere III d'Aragó (el Gran)       | Pere III d'Aragó (el Gran)       |             |  |                                 |                                 |                                 |                                 |                                 |                                 |  |  | Jaume II de Mallorca (el Prudent) | Jaume II de Mallorca (el Prudent) | Jaume II de Mallorca (el Prudent) | Jaume II de Mallorca (el Prudent) | Jaume II de Mallorca (el Prudent) | Jaume II de Mallorca (el Prudent) |  |  |                                     |                                     |                                     |                                     |                                     |                                     |                         |                         |                                       |                                       |                                       |                                       |                                       |                                       |  |  | Marià II d'Arborea                   | Marià II d'Arborea                   | Marià II d'Arborea                   | Marià II d'Arborea                   | Marià II d'Arborea                   | Marià II d'Arborea                   |        |        |        |        |        |        |  |  |        |        |        |        |        |        |  |  |  |  |  |  |  |  |  |  |  |  |  |  |  |  |  |  |  |  |  |  |  |  |
| Roger IV de Foix         | Roger IV de Foix         | Roger IV de Foix         | Roger IV de Foix         | Roger IV de Foix         | Roger IV de Foix         |        |  |                            |                            |                            |                            | Beatriu I de Provença      | Beatriu I de Provença      |  |  | Pere III d'Aragó (el Gran)       | Pere III d'Aragó (el Gran)       | Pere III d'Aragó (el Gran)       | Pere III d'Aragó (el Gran)       | Pere III d'Aragó (el Gran)       | Pere III d'Aragó (el Gran)       |             |  |                                 |                                 |                                 |                                 |                                 |                                 |  |  |                                   |                                   |                                   |                                   | Jaume II de Mallorca (el Prudent) | Jaume II de Mallorca (el Prudent) |  |  |                                     |                                     |                                     |                                     |                                     |                                     |                         |                         |                                       |                                       |                                       |                                       |                                       |                                       |  |  | Marià II d'Arborea                   | Marià II d'Arborea                   | Marià II d'Arborea                   | Marià II d'Arborea                   | Marià II d'Arborea                   | Marià II d'Arborea                   |        |        |        |        |        |        |  |  |        |        |        |        |        |        |  |  |  |  |  |  |  |  |  |  |  |  |  |  |  |  |  |  |  |  |  |  |  |  |
|                          |                          |                          |                          |                          |                          |        |  |                            |                            |                            |                            |                            |                            |  |  |                                  |                                  |                                  |                                  |                                  |                                  |             |  |                                 |                                 |                                 |                                 |                                 |                                 |  |  |                                   |                                   |                                   |                                   |                                   |                                   |  |  |                                     |                                     |                                     |                                     |                                     |                                     |                         |                         |                                       |                                       |                                       |                                       |                                       |                                       |  |  |                                      |                                      |                                      |                                      |                                      |                                      |        |        |        |        |        |        |  |  |        |        |        |        |        |        |  |  |  |  |  |  |  |  |  |  |  |  |  |  |  |  |  |  |  |  |  |  |  |  |
|                          |                          |                          |                          |                          |                          |        |  |                            |                            |                            |                            |                            |                            |  |  |                                  |                                  |                                  |                                  |                                  |                                  |             |  |                                 |                                 |                                 |                                 |                                 |                                 |  |  |                                   |                                   |                                   |                                   |                                   |                                   |  |  |                                     |                                     |                                     |                                     |                                     |                                     |                         |                         |                                       |                                       |                                       |                                       |                                       |                                       |  |  |                                      |                                      |                                      |                                      |                                      |                                      |        |        |        |        |        |        |  |  |        |        |        |        |        |        |  |  |  |  |  |  |  |  |  |  |  |  |  |  |  |  |  |  |  |  |  |  |  |  |
| Roger Bernat III de Foix | Roger Bernat III de Foix | Roger Bernat III de Foix | Roger Bernat III de Foix | Roger Bernat III de Foix | Roger Bernat III de Foix |        |  | Margarida de Bearn         | Margarida de Bearn         | Margarida de Bearn         | Margarida de Bearn         | Margarida de Bearn         | Margarida de Bearn         |  |  | Alfons III d'Aragó (el Franc)    | Alfons III d'Aragó (el Franc)    | Alfons III d'Aragó (el Franc)    | Alfons III d'Aragó (el Franc)    | Alfons III d'Aragó (el Franc)    | Alfons III d'Aragó (el Franc)    |             |  | Jaume II d'Aragó (el Just)      | Jaume II d'Aragó (el Just)      | Jaume II d'Aragó (el Just)      | Jaume II d'Aragó (el Just)      | Jaume II d'Aragó (el Just)      | Jaume II d'Aragó (el Just)      |  |  | Sanç I de Mallorca (el Pacífic)   | Sanç I de Mallorca (el Pacífic)   | Sanç I de Mallorca (el Pacífic)   | Sanç I de Mallorca (el Pacífic)   | Sanç I de Mallorca (el Pacífic)   | Sanç I de Mallorca (el Pacífic)   |  |  | Ferran de Mallorca                  | Ferran de Mallorca                  | Ferran de Mallorca                  | Ferran de Mallorca                  | Ferran de Mallorca                  | Ferran de Mallorca                  |                         |                         | Vera Cappai                           | Vera Cappai                           | Vera Cappai                           | Vera Cappai                           | Vera Cappai                           | Vera Cappai                           |  |  | Joan d'Arborea                       | Joan d'Arborea                       | Joan d'Arborea                       | Joan d'Arborea                       | Joan d'Arborea                       | Joan d'Arborea                       |        |        |        |        |        |        |  |  |        |        |        |        |        |        |  |  |  |  |  |  |  |  |  |  |  |  |  |  |  |  |  |  |  |  |  |  |  |  |
| Roger Bernat III de Foix | Roger Bernat III de Foix | Roger Bernat III de Foix | Roger Bernat III de Foix | Roger Bernat III de Foix | Roger Bernat III de Foix |        |  |                            |                            |                            |                            | Margarida de Bearn         | Margarida de Bearn         |  |  | Alfons III d'Aragó (el Franc)    | Alfons III d'Aragó (el Franc)    | Alfons III d'Aragó (el Franc)    | Alfons III d'Aragó (el Franc)    | Alfons III d'Aragó (el Franc)    | Alfons III d'Aragó (el Franc)    |             |  |                                 |                                 |                                 |                                 | Jaume II d'Aragó (el Just)      | Jaume II d'Aragó (el Just)      |  |  | Sanç I de Mallorca (el Pacífic)   | Sanç I de Mallorca (el Pacífic)   | Sanç I de Mallorca (el Pacífic)   | Sanç I de Mallorca (el Pacífic)   | Sanç I de Mallorca (el Pacífic)   | Sanç I de Mallorca (el Pacífic)   |  |  |                                     |                                     |                                     |                                     | Ferran de Mallorca                  | Ferran de Mallorca                  |                         |                         | Vera Cappai                           | Vera Cappai                           | Vera Cappai                           | Vera Cappai                           | Vera Cappai                           | Vera Cappai                           |  |  |                                      |                                      |                                      |                                      | Joan d'Arborea                       | Joan d'Arborea                       |        |        |        |        |        |        |  |  |        |        |        |        |        |        |  |  |  |  |  |  |  |  |  |  |  |  |  |  |  |  |  |  |  |  |  |  |  |  |
|                          |                          |                          |                          |                          |                          |        |  |                            |                            |                            |                            |                            |                            |  |  |                                  |                                  |                                  |                                  |                                  |                                  |             |  |                                 |                                 |                                 |                                 |                                 |                                 |  |  |                                   |                                   |                                   |                                   |                                   |                                   |  |  |                                     |                                     |                                     |                                     |                                     |                                     |                         |                         |                                       |                                       |                                       |                                       |                                       |                                       |  |  |                                      |                                      |                                      |                                      |                                      |                                      |        |        |        |        |        |        |  |  |        |        |        |        |        |        |  |  |  |  |  |  |  |  |  |  |  |  |  |  |  |  |  |  |  |  |  |  |  |  |
|                          |                          |                          |                          |                          |                          |        |  |                            |                            |                            |                            |                            |                            |  |  |                                  |                                  |                                  |                                  |                                  |                                  |             |  |                                 |                                 |                                 |                                 |                                 |                                 |  |  |                                   |                                   |                                   |                                   |                                   |                                   |  |  |                                     |                                     |                                     |                                     |                                     |                                     |                         |                         |                                       |                                       |                                       |                                       |                                       |                                       |  |  |                                      |                                      |                                      |                                      |                                      |                                      |        |        |        |        |        |        |  |  |        |        |        |        |        |        |  |  |  |  |  |  |  |  |  |  |  |  |  |  |  |  |  |  |  |  |  |  |  |  |
| Gastó I de Foix          | Gastó I de Foix          | Gastó I de Foix          | Gastó I de Foix          | Gastó I de Foix          | Gastó I de Foix          |        |  |                            |                            |                            |                            |                            |                            |  |  |                                  |                                  |                                  |                                  |                                  |                                  |             |  | Alfons IV d'Aragó (el Benigne)  | Alfons IV d'Aragó (el Benigne)  | Alfons IV d'Aragó (el Benigne)  | Alfons IV d'Aragó (el Benigne)  | Alfons IV d'Aragó (el Benigne)  | Alfons IV d'Aragó (el Benigne)  |  |  |                                   |                                   |                                   |                                   |                                   |                                   |  |  | Jaume III de Mallorca (el Temerari) | Jaume III de Mallorca (el Temerari) | Jaume III de Mallorca (el Temerari) | Jaume III de Mallorca (el Temerari) | Jaume III de Mallorca (el Temerari) | Jaume III de Mallorca (el Temerari) |                         |                         | (fill il·legítim) Marià III d'Arborea | (fill il·legítim) Marià III d'Arborea | (fill il·legítim) Marià III d'Arborea | (fill il·legítim) Marià III d'Arborea | (fill il·legítim) Marià III d'Arborea | (fill il·legítim) Marià III d'Arborea |  |  | Paulesa de Serra                     | Paulesa de Serra                     | Paulesa de Serra                     | Paulesa de Serra                     | Paulesa de Serra                     | Paulesa de Serra                     |        |        |        |        |        |        |  |  |        |        |        |        |        |        |  |  |  |  |  |  |  |  |  |  |  |  |  |  |  |  |  |  |  |  |  |  |  |  |
| Gastó I de Foix          | Gastó I de Foix          | Gastó I de Foix          | Gastó I de Foix          | Gastó I de Foix          | Gastó I de Foix          |        |  |                            |                            |                            |                            |                            |                            |  |  |                                  |                                  |                                  |                                  |                                  |                                  |             |  | Alfons IV d'Aragó (el Benigne)  | Alfons IV d'Aragó (el Benigne)  | Alfons IV d'Aragó (el Benigne)  | Alfons IV d'Aragó (el Benigne)  | Alfons IV d'Aragó (el Benigne)  | Alfons IV d'Aragó (el Benigne)  |  |  |                                   |                                   |                                   |                                   |                                   |                                   |  |  |                                     |                                     | Jaume III de Mallorca (el Temerari) | Jaume III de Mallorca (el Temerari) | Jaume III de Mallorca (el Temerari) | Jaume III de Mallorca (el Temerari) |                         |                         | (fill il·legítim) Marià III d'Arborea | (fill il·legítim) Marià III d'Arborea | (fill il·legítim) Marià III d'Arborea | (fill il·legítim) Marià III d'Arborea | (fill il·legítim) Marià III d'Arborea | (fill il·legítim) Marià III d'Arborea |  |  | Paulesa de Serra                     | Paulesa de Serra                     | Paulesa de Serra                     | Paulesa de Serra                     | Paulesa de Serra                     | Paulesa de Serra                     |        |        |        |        |        |        |  |  |        |        |        |        |        |        |  |  |  |  |  |  |  |  |  |  |  |  |  |  |  |  |  |  |  |  |  |  |  |  |
|                          |                          |                          |                          |                          |                          |        |  |                            |                            |                            |                            |                            |                            |  |  |                                  |                                  |                                  |                                  |                                  |                                  |             |  |                                 |                                 |                                 |                                 |                                 |                                 |  |  |                                   |                                   |                                   |                                   |                                   |                                   |  |  |                                     |                                     |                                     |                                     |                                     |                                     |                         |                         |                                       |                                       |                                       |                                       |                                       |                                       |  |  |                                      |                                      |                                      |                                      |                                      |                                      |        |        |        |        |        |        |  |  |        |        |        |        |        |        |  |  |  |  |  |  |  |  |  |  |  |  |  |  |  |  |  |  |  |  |  |  |  |  |
|                          |                          |                          |                          |                          |                          |        |  |                            |                            |                            |                            |                            |                            |  |  |                                  |                                  |                                  |                                  |                                  |                                  |             |  |                                 |                                 |                                 |                                 |                                 |                                 |  |  |                                   |                                   |                                   |                                   |                                   |                                   |  |  |                                     |                                     |                                     |                                     |                                     |                                     |                         |                         |                                       |                                       |                                       |                                       |                                       |                                       |  |  |                                      |                                      |                                      |                                      |                                      |                                      |        |        |        |        |        |        |  |  |        |        |        |        |        |        |  |  |  |  |  |  |  |  |  |  |  |  |  |  |  |  |  |  |  |  |  |  |  |  |
| Gastó II de Foix         | Gastó II de Foix         | Gastó II de Foix         | Gastó II de Foix         | Gastó II de Foix         | Gastó II de Foix         |        |  |                            |                            |                            |                            |                            |                            |  |  |                                  |                                  |                                  |                                  |                                  |                                  |             |  | Pere IV d'Aragó (el Cerimoniós) | Pere IV d'Aragó (el Cerimoniós) | Pere IV d'Aragó (el Cerimoniós) | Pere IV d'Aragó (el Cerimoniós) | Pere IV d'Aragó (el Cerimoniós) | Pere IV d'Aragó (el Cerimoniós) |  |  |                                   |                                   |                                   |                                   |                                   |                                   |  |  |                                     |                                     |                                     |                                     |                                     |                                     |                         |                         |                                       |                                       |                                       |                                       |                                       |                                       |  |  | (fill il·legítim) Hug II d'Arborea   | (fill il·legítim) Hug II d'Arborea   | (fill il·legítim) Hug II d'Arborea   | (fill il·legítim) Hug II d'Arborea   | (fill il·legítim) Hug II d'Arborea   | (fill il·legítim) Hug II d'Arborea   |        |        |        |        |        |        |  |  |        |        |        |        |        |        |  |  |  |  |  |  |  |  |  |  |  |  |  |  |  |  |  |  |  |  |  |  |  |  |
| Gastó II de Foix         | Gastó II de Foix         | Gastó II de Foix         | Gastó II de Foix         | Gastó II de Foix         | Gastó II de Foix         |        |  |                            |                            |                            |                            |                            |                            |  |  |                                  |                                  |                                  |                                  |                                  |                                  |             |  | Pere IV d'Aragó (el Cerimoniós) | Pere IV d'Aragó (el Cerimoniós) | Pere IV d'Aragó (el Cerimoniós) | Pere IV d'Aragó (el Cerimoniós) | Pere IV d'Aragó (el Cerimoniós) | Pere IV d'Aragó (el Cerimoniós) |  |  |                                   |                                   |                                   |                                   |                                   |                                   |  |  |                                     |                                     |                                     |                                     |                                     |                                     |                         |                         |                                       |                                       |                                       |                                       |                                       |                                       |  |  | (fill il·legítim) Hug II d'Arborea   | (fill il·legítim) Hug II d'Arborea   | (fill il·legítim) Hug II d'Arborea   | (fill il·legítim) Hug II d'Arborea   | (fill il·legítim) Hug II d'Arborea   | (fill il·legítim) Hug II d'Arborea   |        |        |        |        |        |        |  |  |        |        |        |        |        |        |  |  |  |  |  |  |  |  |  |  |  |  |  |  |  |  |  |  |  |  |  |  |  |  |
|                          |                          |                          |                          |                          |                          |        |  |                            |                            |                            |                            |                            |                            |  |  |                                  |                                  |                                  |                                  |                                  |                                  |             |  |                                 |                                 |                                 |                                 |                                 |                                 |  |  |                                   |                                   |                                   |                                   |                                   |                                   |  |  |                                     |                                     |                                     |                                     |                                     |                                     |                         |                         |                                       |                                       |                                       |                                       |                                       |                                       |  |  |                                      |                                      |                                      |                                      |                                      |                                      |        |        |        |        |        |        |  |  |        |        |        |        |        |        |  |  |  |  |  |  |  |  |  |  |  |  |  |  |  |  |  |  |  |  |  |  |  |  |
|                          |                          |                          |                          |                          |                          |        |  |                            |                            |                            |                            |                            |                            |  |  |                                  |                                  |                                  |                                  |                                  |                                  |             |  |                                 |                                 |                                 |                                 |                                 |                                 |  |  |                                   |                                   |                                   |                                   |                                   |                                   |  |  |                                     |                                     |                                     |                                     |                                     |                                     |                         |                         |                                       |                                       |                                       |                                       |                                       |                                       |  |  |                                      |                                      |                                      |                                      |                                      |                                      |        |        |        |        |        |        |  |  |        |        |        |        |        |        |  |  |  |  |  |  |  |  |  |  |  |  |  |  |  |  |  |  |  |  |  |  |  |  |
| Gastó III de Foix        | Gastó III de Foix        | Gastó III de Foix        | Gastó III de Foix        | Gastó III de Foix        | Gastó III de Foix        |        |  |                            |                            |                            |                            |                            |                            |  |  |                                  |                                  |                                  |                                  |                                  |                                  |             |  | Joan I d'Aragó (el Caçador)     | Joan I d'Aragó (el Caçador)     | Joan I d'Aragó (el Caçador)     | Joan I d'Aragó (el Caçador)     | Joan I d'Aragó (el Caçador)     | Joan I d'Aragó (el Caçador)     |  |  | Martí I d'Aragó (l'Humà)          | Martí I d'Aragó (l'Humà)          | Martí I d'Aragó (l'Humà)          | Martí I d'Aragó (l'Humà)          | Martí I d'Aragó (l'Humà)          | Martí I d'Aragó (l'Humà)          |  |  |                                     |                                     |                                     |                                     |                                     |                                     |                         |                         | Pere III d'Arborea                    | Pere III d'Arborea                    | Pere III d'Arborea                    | Pere III d'Arborea                    | Pere III d'Arborea                    | Pere III d'Arborea                    |  |  | Marià IV d'Arborea                   | Marià IV d'Arborea                   | Marià IV d'Arborea                   | Marià IV d'Arborea                   | Marià IV d'Arborea                   | Marià IV d'Arborea                   |        |        |        |        |        |        |  |  |        |        |        |        |        |        |  |  |  |  |  |  |  |  |  |  |  |  |  |  |  |  |  |  |  |  |  |  |  |  |
| Gastó III de Foix        | Gastó III de Foix        | Gastó III de Foix        | Gastó III de Foix        | Gastó III de Foix        | Gastó III de Foix        |        |  |                            |                            |                            |                            |                            |                            |  |  |                                  |                                  |                                  |                                  |                                  |                                  |             |  | Joan I d'Aragó (el Caçador)     | Joan I d'Aragó (el Caçador)     | Joan I d'Aragó (el Caçador)     | Joan I d'Aragó (el Caçador)     | Joan I d'Aragó (el Caçador)     | Joan I d'Aragó (el Caçador)     |  |  | Martí I d'Aragó (l'Humà)          | Martí I d'Aragó (l'Humà)          | Martí I d'Aragó (l'Humà)          | Martí I d'Aragó (l'Humà)          | Martí I d'Aragó (l'Humà)          | Martí I d'Aragó (l'Humà)          |  |  |                                     |                                     |                                     |                                     |                                     |                                     |                         |                         | Pere III d'Arborea                    | Pere III d'Arborea                    | Pere III d'Arborea                    | Pere III d'Arborea                    | Pere III d'Arborea                    | Pere III d'Arborea                    |  |  | Marià IV d'Arborea                   | Marià IV d'Arborea                   | Marià IV d'Arborea                   | Marià IV d'Arborea                   | Marià IV d'Arborea                   | Marià IV d'Arborea                   |        |        |        |        |        |        |  |  |        |        |        |        |        |        |  |  |  |  |  |  |  |  |  |  |  |  |  |  |  |  |  |  |  |  |  |  |  |  |
|                          |                          |                          |                          |                          |                          |        |  |                            |                            |                            |                            |                            |                            |  |  |                                  |                                  |                                  |                                  |                                  |                                  |             |  |                                 |                                 |                                 |                                 |                                 |                                 |  |  |                                   |                                   |                                   |                                   |                                   |                                   |  |  |                                     |                                     |                                     |                                     |                                     |                                     |                         |                         |                                       |                                       |                                       |                                       |                                       |                                       |  |  |                                      |                                      |                                      |                                      |                                      |                                      |        |        |        |        |        |        |  |  |        |        |        |        |        |        |  |  |  |  |  |  |  |  |  |  |  |  |  |  |  |  |  |  |  |  |  |  |  |  |
| Mateu I de Foix          | Mateu I de Foix          | Mateu I de Foix          | Mateu I de Foix          | Mateu I de Foix          | Mateu I de Foix          |        |  | Joan III de Grailly        | Joan III de Grailly        | Joan III de Grailly        | Joan III de Grailly        | Joan III de Grailly        | Joan III de Grailly        |  |  |                                  |                                  |                                  |                                  |                                  |                                  |             |  |                                 |                                 |                                 |                                 |                                 |                                 |  |  |                                   |                                   |                                   |                                   |                                   |                                   |  |  |                                     |                                     |                                     |                                     |                                     |                                     |                         |                         |                                       |                                       |                                       |                                       |                                       |                                       |  |  | Hug III d'Arborea                    | Hug III d'Arborea                    | Hug III d'Arborea                    | Hug III d'Arborea                    | Hug III d'Arborea                    | Hug III d'Arborea                    |        |        |        |        |        |        |  |  |        |        |        |        |        |        |  |  |  |  |  |  |  |  |  |  |  |  |  |  |  |  |  |  |  |  |  |  |  |  |
| Mateu I de Foix          | Mateu I de Foix          | Mateu I de Foix          | Mateu I de Foix          | Mateu I de Foix          | Mateu I de Foix          |        |  |                            |                            |                            |                            | Joan III de Grailly        | Joan III de Grailly        |  |  |                                  |                                  |                                  |                                  |                                  |                                  |             |  |                                 |                                 |                                 |                                 |                                 |                                 |  |  |                                   |                                   |                                   |                                   |                                   |                                   |  |  |                                     |                                     |                                     |                                     |                                     |                                     |                         |                         |                                       |                                       |                                       |                                       |                                       |                                       |  |  | Hug III d'Arborea                    | Hug III d'Arborea                    | Hug III d'Arborea                    | Hug III d'Arborea                    | Hug III d'Arborea                    | Hug III d'Arborea                    |        |        |        |        |        |        |  |  |        |        |        |        |        |        |  |  |  |  |  |  |  |  |  |  |  |  |  |  |  |  |  |  |  |  |  |  |  |  |
|                          |                          |                          |                          |                          |                          |        |  |                            |                            |                            |                            |                            |                            |  |  |                                  |                                  |                                  |                                  |                                  |                                  |             |  |                                 |                                 |                                 |                                 |                                 |                                 |  |  |                                   |                                   |                                   |                                   |                                   |                                   |  |  |                                     |                                     |                                     |                                     |                                     |                                     |                         |                         |                                       |                                       |                                       |                                       |                                       |                                       |  |  |                                      |                                      |                                      |                                      |                                      |                                      |        |        |        |        |        |        |  |  |        |        |        |        |        |        |  |  |  |  |  |  |  |  |  |  |  |  |  |  |  |  |  |  |  |  |  |  |  |  |
| Isabel I de Foix         | Isabel I de Foix         | Isabel I de Foix         | Isabel I de Foix         | Isabel I de Foix         | Isabel I de Foix         |        |  | Arquimbald de Grailly      | Arquimbald de Grailly      | Arquimbald de Grailly      | Arquimbald de Grailly      | Arquimbald de Grailly      | Arquimbald de Grailly      |  |  |                                  |                                  |                                  |                                  |                                  |                                  |             |  |                                 |                                 |                                 |                                 |                                 |                                 |  |  |                                   |                                   |                                   |                                   |                                   |                                   |  |  |                                     |                                     |                                     |                                     |                                     |                                     |                         |                         |                                       |                                       |                                       |                                       |                                       |                                       |  |  |                                      |                                      |                                      |                                      |                                      |                                      |        |        |        |        |        |        |  |  |        |        |        |        |        |        |  |  |  |  |  |  |  |  |  |  |  |  |  |  |  |  |  |  |  |  |  |  |  |  |
| Isabel I de Foix         | Isabel I de Foix         | Isabel I de Foix         | Isabel I de Foix         | Isabel I de Foix         | Isabel I de Foix         |        |  |                            |                            |                            |                            | Arquimbald de Grailly      | Arquimbald de Grailly      |  |  |                                  |                                  |                                  |                                  |                                  |                                  |             |  |                                 |                                 |                                 |                                 |                                 |                                 |  |  |                                   |                                   |                                   |                                   |                                   |                                   |  |  |                                     |                                     |                                     |                                     |                                     |                                     |                         |                         |                                       |                                       |                                       |                                       |                                       |                                       |  |  |                                      |                                      |                                      |                                      |                                      |                                      |        |        |        |        |        |        |  |  |        |        |        |        |        |        |  |  |  |  |  |  |  |  |  |  |  |  |  |  |  |  |  |  |  |  |  |  |  |  |
|                          |                          |                          |                          |                          |                          |        |  |                            |                            |                            |                            |                            |                            |  |  |                                  |                                  |                                  |                                  |                                  |                                  |             |  |                                 |                                 |                                 |                                 |                                 |                                 |  |  |                                   |                                   |                                   |                                   |                                   |                                   |  |  |                                     |                                     |                                     |                                     |                                     |                                     |                         |                         |                                       |                                       |                                       |                                       |                                       |                                       |  |  |                                      |                                      |                                      |                                      |                                      |                                      |        |        |        |        |        |        |  |  |        |        |        |        |        |        |  |  |  |  |  |  |  |  |  |  |  |  |  |  |  |  |  |  |  |  |  |  |  |  |
|                          |                          |                          |                          |                          |                          |        |  |                            |                            |                            |                            |                            |                            |  |  |                                  |                                  |                                  |                                  |                                  |                                  |             |  |                                 |                                 |                                 |                                 |                                 |                                 |  |  |                                   |                                   |                                   |                                   |                                   |                                   |  |  |                                     |                                     |                                     |                                     |                                     |                                     |                         |                         |                                       |                                       |                                       |                                       |                                       |                                       |  |  |                                      |                                      |                                      |                                      |                                      |                                      |        |        |        |        |        |        |  |  |        |        |        |        |        |        |  |  |  |  |  |  |  |  |  |  |  |  |  |  |  |  |  |  |  |  |  |  |  |  |
|                          |                          |                          |                          |                          |                          |        |  | Joan I de Foix             |                            |                            |                            |                            |                            |  |  |                                  |                                  |                                  |                                  |                                  |                                  |             |  |                                 |                                 |                                 |                                 |                                 |                                 |  |  |                                   |                                   |                                   |                                   |                                   |                                   |  |  |                                     |                                     |                                     |                                     |                                     |                                     |                         |                         |                                       |                                       |                                       |                                       |                                       |                                       |  |  |                                      |                                      |                                      |                                      |                                      |                                      |        |        |        |        |        |        |  |  |        |        |        |        |        |        |  |  |  |  |  |  |  |  |  |  |  |  |  |  |  |  |  |  |  |  |  |  |  |  |
|                          |                          |                          |                          |                          |                          |        |  |                            |                            |                            |                            |                            |                            |  |  |                                  |                                  |                                  |                                  |                                  |                                  |             |  |                                 |                                 |                                 |                                 |                                 |                                 |  |  |                                   |                                   |                                   |                                   |                                   |                                   |  |  |                                     |                                     |                                     |                                     |                                     |                                     |                         |                         |                                       |                                       |                                       |                                       |                                       |                                       |  |  |                                      |                                      |                                      |                                      |                                      |                                      |        |        |        |        |        |        |  |  |        |        |        |        |        |        |  |  |  |  |  |  |  |  |  |  |  |  |  |  |  |  |  |  |  |  |  |  |  |  |
|                          |                          |                          |                          |                          |                          |        |  |                            |                            |                            |                            |                            |                            |  |  |                                  |                                  |                                  |                                  |                                  |                                  |             |  |                                 |                                 |                                 |                                 |                                 |                                 |  |  |                                   |                                   |                                   |                                   |                                   |                                   |  |  |                                     |                                     |                                     |                                     |                                     |                                     |                         |                         |                                       |                                       |                                       |                                       |                                       |                                       |  |  |                                      |                                      |                                      |                                      |                                      |                                      |        |        |        |        |        |        |  |  |        |        |        |        |        |        |  |  |  |  |  |  |  |  |  |  |  |  |  |  |  |  |  |  |  |  |  |  |  |  |

| «                                                                               | el primer testimonio auténtico de las armas que usaron los reyes de Aragón se encuentra en los sellos de Ramon Berenguer IV, la impronta más antigua de los cuales es del año 1150. | » |
| — Faustino Menéndez Pidal de Navascués, Los emblemas de España (1998); pàg. 451 | |   |

| «                                                                     | […] no hay duda de que el primer poseedor de los palos de oro y gules fue Ramon Berenguer IV, [...] | » |
| — Alberto Montaner Furtos, El señal del rey de Aragón (1995); pàg. 29 | |   |

| «                                                                           | Porque los palos de oro y gules, hasta el fin de la edad media, tuvieron el carácter preponderante o único de armas familiares de los descendientes de Ramon Berenguer IV. | » |
| — Faustino Menéndez Pidal de Navascués, El escudo de España (2004); pàg. 99 | |   |

| «                                                                     | En virtud de todas las consideracions previas, puede establecerse sin lugar a dudas que los palos de oro y gules nacen como emblema personal de Ramon Berenguer IV y, al hereadarlos sus hijos se convierten en el símbolo de su família, la Casa de Aragón, sin ligazón alguna con un territorio determinado. | » |
| — Alberto Montaner Frutos, El señal del rey de Aragón (1995); pàg. 35 | |   |

## El cas de la creu d'Ènnec Aritza i la doctrina heràldica de Pere el Cerimoniós

Cimera reial de Pere el Cerimoniós

No serà fins al regnat de Pere el Cerimoniós al segle xiv, uns 200 anys després del matrimoni entre el comte Ramon Berenguer IV de Barcelona i la reina Peronella d'Aragó, quan naixerà la preocupació per deixar per escrit quin fou l'origen i la història del senyal reial, iniciant-se així la historiografia del senyal dels quatre pals. Pere el Cerimoniós tenia la ferma creença que el senyal reial era originari del llinatge dels comtes de Barcelona; aquesta doctrina quedà explicitada en les Ordinacions de casa i cort, on es detalla l'origen de les altres ensenyes reials, explicant que la creu d'Ènnec Aritza era el «senyal antich del rey Daragó» mentre que la creu d'Alcoraz eren «les armes Darago que son aytals una creu per mig del escut e a cascun carté un cap de sarray». Així mateix, en la Crònica dels reis d'Aragó i comtes de Barcelona (v. 1359), redactada a instàncies del mateix rei, s'explicita que fou el fill del comte de Barcelona, el rei Alfons II d'Aragó, qui canvià l'antic senyal reial i les armes d'Aragó i prengué l'emblema dels pals com a nou senyal reial: «mudá armes e senyals daragó e pres bastons». En la mateixa crònica, en el capítol XXII, que narra el començament del llinatge dels comtes de Barcelona, s'inicia amb una caplletra A miniada on es representa al pare de Guifré el Pilós retent homenatge al rei de França per haver-ne rebut el comtat de Barcelona. El comte de Barcelona apareix amb el seu escut armes, d'or quatre pals de gules. Aquesta creença quedà fixada i la seguiren els seus successors, de manera que en la Genealogia regum Navarrae et Aragoniae et comitum Barchinonae, la genealogia personal del rei Joan I d'Aragó el Caçador, es detalla que quan el comte Ramon Berenguer IV de Barcelona es va casar amb la reina Peronella d'Aragó no va voler canviar les seves «armes comtals», de manera que aquestes esdevingueren el «senyal reial»: «mai no va voler ser anomenat rei ni va canviar les armes comtals i àdhuc el senyal reial és aquell que era del comte de Barcelona».

Creu d'Ènnec Aritza

Tal com recull Guillermo Fatás Cabeza (1999), una menció literària a la creu d'Alcoraz prové d'un autor anònim que al segle xiv escrigué alguns comentaris a la Primera Cronica General del rei Alfons X de Castella. En aquests comentaris es llegeix: «Este rey don Alfonso de Aragón el Batallero traía las armas del campo blanco y la cruz bermeja, y en los cuatro cuarteles del campo traía cuatro cabezas de moros negros y hacía esto por cuatro reyes moros que venciera y matara en un día en una batalla» (la creu d'Alcoraz). Tal com exposa Alberto Montaner Frutos (1995), la creu d'Ènnec Aritza fou una innovació heràldica del rei Pere el Cerimoniós. Per a Menénedez Pidal (1998): el rei Cerimoniós també canvià el segell major -anomenat flaó- tal com assenyala Faustino Menéndez Pidal de Navascués (2006).
|  |  |  |  |                  |                  |                  |                  |                  |                  |  |  | Jaume II d'Aragó (el Just)      | Jaume II d'Aragó (el Just)      | Jaume II d'Aragó (el Just)      | Jaume II d'Aragó (el Just)      | Jaume II d'Aragó (el Just)      | Jaume II d'Aragó (el Just)      |  |  | Blanca d'Anjou                 | Blanca d'Anjou                 | Blanca d'Anjou                 | Blanca d'Anjou                 | Blanca d'Anjou                 | Blanca d'Anjou                 |  |  |                        |                        |                        |                        |                        |                        |  |  |                      |                      |                      |                      |                      |                      |  |  |  |  |  |  |  |  |  |  |  |  |  |  |  |  |  |  |  |  |  |  |
|  |  |  |  |                  |                  |                  |                  |                  |                  |  |  | Jaume II d'Aragó (el Just)      | Jaume II d'Aragó (el Just)      | Jaume II d'Aragó (el Just)      | Jaume II d'Aragó (el Just)      | Jaume II d'Aragó (el Just)      | Jaume II d'Aragó (el Just)      |  |  |                                |                                |                                |                                | Blanca d'Anjou                 | Blanca d'Anjou                 |  |  |                        |                        |                        |                        |                        |                        |  |  |                      |                      |                      |                      |                      |                      |  |  |  |  |  |  |  |  |  |  |  |  |  |  |  |  |  |  |  |  |  |  |
|  |  |  |  |                  |                  |                  |                  |                  |                  |  |  |                                 |                                 |                                 |                                 |                                 |                                 |  |  |                                |                                |                                |                                |                                |                                |  |  |                        |                        |                        |                        |                        |                        |  |  |                      |                      |                      |                      |                      |                      |  |  |  |  |  |  |  |  |  |  |  |  |  |  |  |  |  |  |  |  |  |  |
|  |  |  |  |                  |                  |                  |                  |                  |                  |  |  |                                 |                                 |                                 |                                 |                                 |                                 |  |  |                                |                                |                                |                                |                                |                                |  |  |                        |                        |                        |                        |                        |                        |  |  |                      |                      |                      |                      |                      |                      |  |  |  |  |  |  |  |  |  |  |  |  |  |  |  |  |  |  |  |  |  |  |
|  |  |  |  |                  |                  |                  |                  |                  |                  |  |  |                                 |                                 |                                 |                                 |                                 |                                 |  |  |                                |                                |                                |                                |                                |                                |  |  |                        |                        |                        |                        |                        |                        |  |  |                      |                      |                      |                      |                      |                      |  |  |  |  |  |  |  |  |  |  |  |  |  |  |  |  |  |  |  |  |  |  |
|  |  |  |  |                  |                  |                  |                  |                  |                  |  |  |                                 |                                 |                                 |                                 |                                 |                                 |  |  |                                |                                |                                |                                |                                |                                |  |  |                        |                        |                        |                        |                        |                        |  |  |                      |                      |                      |                      |                      |                      |  |  |  |  |  |  |  |  |  |  |  |  |  |  |  |  |  |  |  |  |  |  |
|  |  |  |  |                  |                  |                  |                  |                  |                  |  |  | Alfons IV d'Aragó (el Benigne)  | Alfons IV d'Aragó (el Benigne)  | Alfons IV d'Aragó (el Benigne)  | Alfons IV d'Aragó (el Benigne)  | Alfons IV d'Aragó (el Benigne)  | Alfons IV d'Aragó (el Benigne)  |  |  | R. Berenguer I d'Empúries      | R. Berenguer I d'Empúries      | R. Berenguer I d'Empúries      | R. Berenguer I d'Empúries      | R. Berenguer I d'Empúries      | R. Berenguer I d'Empúries      |  |  |                        |                        |                        |                        |                        |                        |  |  | Pere IV de Ribagorça | Pere IV de Ribagorça | Pere IV de Ribagorça | Pere IV de Ribagorça | Pere IV de Ribagorça | Pere IV de Ribagorça |  |  |  |  |  |  |  |  |  |  |  |  |  |  |  |  |  |  |  |  |  |  |
|  |  |  |  |                  |                  |                  |                  |                  |                  |  |  | Alfons IV d'Aragó (el Benigne)  | Alfons IV d'Aragó (el Benigne)  | Alfons IV d'Aragó (el Benigne)  | Alfons IV d'Aragó (el Benigne)  | Alfons IV d'Aragó (el Benigne)  | Alfons IV d'Aragó (el Benigne)  |  |  |                                |                                |                                |                                | R. Berenguer I d'Empúries      | R. Berenguer I d'Empúries      |  |  |                        |                        |                        |                        |                        |                        |  |  | Pere IV de Ribagorça | Pere IV de Ribagorça | Pere IV de Ribagorça | Pere IV de Ribagorça | Pere IV de Ribagorça | Pere IV de Ribagorça |  |  |  |  |  |  |  |  |  |  |  |  |  |  |  |  |  |  |  |  |  |  |
|  |  |  |  |                  |                  |                  |                  |                  |                  |  |  |                                 |                                 |                                 |                                 |                                 |                                 |  |  |                                |                                |                                |                                |                                |                                |  |  |                        |                        |                        |                        |                        |                        |  |  |                      |                      |                      |                      |                      |                      |  |  |  |  |  |  |  |  |  |  |  |  |  |  |  |  |  |  |  |  |  |  |
|  |  |  |  |                  |                  |                  |                  |                  |                  |  |  |                                 |                                 |                                 |                                 |                                 |                                 |  |  |                                |                                |                                |                                |                                |                                |  |  |                        |                        |                        |                        |                        |                        |  |  |                      |                      |                      |                      |                      |                      |  |  |  |  |  |  |  |  |  |  |  |  |  |  |  |  |  |  |  |  |  |  |
|  |  |  |  | Jaume I d'Urgell | Jaume I d'Urgell | Jaume I d'Urgell | Jaume I d'Urgell | Jaume I d'Urgell | Jaume I d'Urgell |  |  | Pere IV d'Aragó (el Cerimoniós) | Pere IV d'Aragó (el Cerimoniós) | Pere IV d'Aragó (el Cerimoniós) | Pere IV d'Aragó (el Cerimoniós) | Pere IV d'Aragó (el Cerimoniós) | Pere IV d'Aragó (el Cerimoniós) |  |  | Joan I d'Empúries              | Joan I d'Empúries              | Joan I d'Empúries              | Joan I d'Empúries              | Joan I d'Empúries              | Joan I d'Empúries              |  |  | Alfons IV de Ribagorça | Alfons IV de Ribagorça | Alfons IV de Ribagorça | Alfons IV de Ribagorça | Alfons IV de Ribagorça | Alfons IV de Ribagorça |  |  | Joan de Prades       | Joan de Prades       | Joan de Prades       | Joan de Prades       | Joan de Prades       | Joan de Prades       |  |  |  |  |  |  |  |  |  |  |  |  |  |  |  |  |  |  |  |  |  |  |
|  |  |  |  | Jaume I d'Urgell | Jaume I d'Urgell | Jaume I d'Urgell | Jaume I d'Urgell | Jaume I d'Urgell | Jaume I d'Urgell |  |  |                                 |                                 |                                 |                                 | Pere IV d'Aragó (el Cerimoniós) | Pere IV d'Aragó (el Cerimoniós) |  |  | Joan I d'Empúries              | Joan I d'Empúries              | Joan I d'Empúries              | Joan I d'Empúries              | Joan I d'Empúries              | Joan I d'Empúries              |  |  |                        |                        |                        |                        | Alfons IV de Ribagorça | Alfons IV de Ribagorça |  |  | Joan de Prades       | Joan de Prades       | Joan de Prades       | Joan de Prades       | Joan de Prades       | Joan de Prades       |  |  |  |  |  |  |  |  |  |  |  |  |  |  |  |  |  |  |  |  |  |  |
|  |  |  |  |                  |                  |                  |                  |                  |                  |  |  |                                 |                                 |                                 |                                 |                                 |                                 |  |  |                                |                                |                                |                                |                                |                                |  |  |                        |                        |                        |                        |                        |                        |  |  |                      |                      |                      |                      |                      |                      |  |  |  |  |  |  |  |  |  |  |  |  |  |  |  |  |  |  |  |  |  |  |
|  |  |  |  |                  |                  |                  |                  |                  |                  |  |  |                                 |                                 |                                 |                                 |                                 |                                 |  |  |                                |                                |                                |                                |                                |                                |  |  |                        |                        |                        |                        |                        |                        |  |  |                      |                      |                      |                      |                      |                      |  |  |  |  |  |  |  |  |  |  |  |  |  |  |  |  |  |  |  |  |  |  |
|  |  |  |  | Pere II d'Urgell | Pere II d'Urgell | Pere II d'Urgell | Pere II d'Urgell | Pere II d'Urgell | Pere II d'Urgell |  |  | Joan I d'Aragó (el Caçador)     | Joan I d'Aragó (el Caçador)     | Joan I d'Aragó (el Caçador)     | Joan I d'Aragó (el Caçador)     | Joan I d'Aragó (el Caçador)     | Joan I d'Aragó (el Caçador)     |  |  | Martí d'Aragó duc de Montblanc | Martí d'Aragó duc de Montblanc | Martí d'Aragó duc de Montblanc | Martí d'Aragó duc de Montblanc | Martí d'Aragó duc de Montblanc | Martí d'Aragó duc de Montblanc |  |  | Lope de Luna           | Lope de Luna           | Lope de Luna           | Lope de Luna           | Lope de Luna           | Lope de Luna           |  |  |                      |                      |                      |                      |                      |                      |  |  |  |  |  |  |  |  |  |  |  |  |  |  |  |  |  |  |  |  |  |  |
|  |  |  |  | Pere II d'Urgell | Pere II d'Urgell | Pere II d'Urgell | Pere II d'Urgell | Pere II d'Urgell | Pere II d'Urgell |  |  |                                 |                                 |                                 |                                 | Joan I d'Aragó (el Caçador)     | Joan I d'Aragó (el Caçador)     |  |  | Martí d'Aragó duc de Montblanc | Martí d'Aragó duc de Montblanc | Martí d'Aragó duc de Montblanc | Martí d'Aragó duc de Montblanc | Martí d'Aragó duc de Montblanc | Martí d'Aragó duc de Montblanc |  |  |                        |                        |                        |                        | Lope de Luna           | Lope de Luna           |  |  |                      |                      |                      |                      |                      |                      |  |  |  |  |  |  |  |  |  |  |  |  |  |  |  |  |  |  |  |  |  |  |

- El mateix rei Pere IV d'Aragó el Cerimoniós manà traslladar les restes d'Ènnec Arista el 1372 des d'Arahuast al Reial monestir de Sant Victorià. L'any següent, el 1373, envià una carta a l'abat de San Victorián amb un teixit d'or «por ornamento de la sepultura del Rey Enyego Ariesta, qui fue Rey d'Aragón e de Navarra», que estava ornamentat «con señales Daragón antiguos, y es a saber, el campo cárdano y las cruzas blanchas, segund que antigament los reyes Daragón los solían fazer».[60]
- El mateix rei Joan I d'Aragó el Caçador, el 1384: "senyal antich d'Aragó, lo camp blau e la creu blancha".
- La reina Margarida, el 1410, "un estandart de tafetà blau ab creu blanca Daragó".

## Les armes de la família Aragó
|                       |                       |                       |                       |                       |                       |  |  |                                   |                                   |                                   |                                   |                                   |                                   |  |  |                                |                                |                                |                                |                                |                                |  |  | Jaume II d'Aragó (el Just)      | Jaume II d'Aragó (el Just)      | Jaume II d'Aragó (el Just)      | Jaume II d'Aragó (el Just)      | Jaume II d'Aragó (el Just)      | Jaume II d'Aragó (el Just)      |  |  | Blanca de Nàpols                 | Blanca de Nàpols                 | Blanca de Nàpols                 | Blanca de Nàpols                 | Blanca de Nàpols                 | Blanca de Nàpols                 |  |  |                           |                           |                           |                           |                           |                           |  |  |                                   |                                   |                                   |                                   |                                   |                                   |  |  |                      |                      |                      |                      |                      |                      |  |  |  |  |  |  |  |  |  |  |  |  |  |  |  |  |  |  |  |  |  |  |  |  |
|                       |                       |                       |                       |                       |                       |  |  |                                   |                                   |                                   |                                   |                                   |                                   |  |  |                                |                                |                                |                                |                                |                                |  |  | Jaume II d'Aragó (el Just)      | Jaume II d'Aragó (el Just)      | Jaume II d'Aragó (el Just)      | Jaume II d'Aragó (el Just)      | Jaume II d'Aragó (el Just)      | Jaume II d'Aragó (el Just)      |  |  |                                  |                                  |                                  |                                  | Blanca de Nàpols                 | Blanca de Nàpols                 |  |  |                           |                           |                           |                           |                           |                           |  |  |                                   |                                   |                                   |                                   |                                   |                                   |  |  |                      |                      |                      |                      |                      |                      |  |  |  |  |  |  |  |  |  |  |  |  |  |  |  |  |  |  |  |  |  |  |  |  |
|                       |                       |                       |                       |                       |                       |  |  |                                   |                                   |                                   |                                   |                                   |                                   |  |  |                                |                                |                                |                                |                                |                                |  |  |                                 |                                 |                                 |                                 |                                 |                                 |  |  |                                  |                                  |                                  |                                  |                                  |                                  |  |  |                           |                           |                           |                           |                           |                           |  |  |                                   |                                   |                                   |                                   |                                   |                                   |  |  |                      |                      |                      |                      |                      |                      |  |  |  |  |  |  |  |  |  |  |  |  |  |  |  |  |  |  |  |  |  |  |  |  |
|                       |                       |                       |                       |                       |                       |  |  |                                   |                                   |                                   |                                   |                                   |                                   |  |  |                                |                                |                                |                                |                                |                                |  |  |                                 |                                 |                                 |                                 |                                 |                                 |  |  |                                  |                                  |                                  |                                  |                                  |                                  |  |  |                           |                           |                           |                           |                           |                           |  |  |                                   |                                   |                                   |                                   |                                   |                                   |  |  |                      |                      |                      |                      |                      |                      |  |  |  |  |  |  |  |  |  |  |  |  |  |  |  |  |  |  |  |  |  |  |  |  |
|                       |                       |                       |                       |                       |                       |  |  |                                   |                                   |                                   |                                   |                                   |                                   |  |  |                                |                                |                                |                                |                                |                                |  |  |                                 |                                 |                                 |                                 |                                 |                                 |  |  |                                  |                                  |                                  |                                  |                                  |                                  |  |  |                           |                           |                           |                           |                           |                           |  |  |                                   |                                   |                                   |                                   |                                   |                                   |  |  |                      |                      |                      |                      |                      |                      |  |  |  |  |  |  |  |  |  |  |  |  |  |  |  |  |  |  |  |  |  |  |  |  |
|                       |                       |                       |                       |                       |                       |  |  |                                   |                                   |                                   |                                   |                                   |                                   |  |  |                                |                                |                                |                                |                                |                                |  |  |                                 |                                 |                                 |                                 |                                 |                                 |  |  |                                  |                                  |                                  |                                  |                                  |                                  |  |  |                           |                           |                           |                           |                           |                           |  |  |                                   |                                   |                                   |                                   |                                   |                                   |  |  |                      |                      |                      |                      |                      |                      |  |  |  |  |  |  |  |  |  |  |  |  |  |  |  |  |  |  |  |  |  |  |  |  |
|                       |                       |                       |                       |                       |                       |  |  |                                   |                                   |                                   |                                   |                                   |                                   |  |  |                                |                                |                                |                                |                                |                                |  |  | Alfons IV d'Aragó (el Benigne)  | Alfons IV d'Aragó (el Benigne)  | Alfons IV d'Aragó (el Benigne)  | Alfons IV d'Aragó (el Benigne)  | Alfons IV d'Aragó (el Benigne)  | Alfons IV d'Aragó (el Benigne)  |  |  |                                  |                                  |                                  |                                  |                                  |                                  |  |  | R. Berenguer I d'Empúries | R. Berenguer I d'Empúries | R. Berenguer I d'Empúries | R. Berenguer I d'Empúries | R. Berenguer I d'Empúries | R. Berenguer I d'Empúries |  |  |                                   |                                   |                                   |                                   |                                   |                                   |  |  | Pere IV de Ribagorça | Pere IV de Ribagorça | Pere IV de Ribagorça | Pere IV de Ribagorça | Pere IV de Ribagorça | Pere IV de Ribagorça |  |  |  |  |  |  |  |  |  |  |  |  |  |  |  |  |  |  |  |  |  |  |  |  |
|                       |                       |                       |                       |                       |                       |  |  |                                   |                                   |                                   |                                   |                                   |                                   |  |  |                                |                                |                                |                                |                                |                                |  |  | Alfons IV d'Aragó (el Benigne)  | Alfons IV d'Aragó (el Benigne)  | Alfons IV d'Aragó (el Benigne)  | Alfons IV d'Aragó (el Benigne)  | Alfons IV d'Aragó (el Benigne)  | Alfons IV d'Aragó (el Benigne)  |  |  |                                  |                                  |                                  |                                  |                                  |                                  |  |  | R. Berenguer I d'Empúries | R. Berenguer I d'Empúries | R. Berenguer I d'Empúries | R. Berenguer I d'Empúries | R. Berenguer I d'Empúries | R. Berenguer I d'Empúries |  |  |                                   |                                   |                                   |                                   |                                   |                                   |  |  |                      |                      | Pere IV de Ribagorça | Pere IV de Ribagorça | Pere IV de Ribagorça | Pere IV de Ribagorça |  |  |  |  |  |  |  |  |  |  |  |  |  |  |  |  |  |  |  |  |  |  |  |  |
|                       |                       |                       |                       |                       |                       |  |  |                                   |                                   |                                   |                                   |                                   |                                   |  |  |                                |                                |                                |                                |                                |                                |  |  |                                 |                                 |                                 |                                 |                                 |                                 |  |  |                                  |                                  |                                  |                                  |                                  |                                  |  |  |                           |                           |                           |                           |                           |                           |  |  |                                   |                                   |                                   |                                   |                                   |                                   |  |  |                      |                      |                      |                      |                      |                      |  |  |  |  |  |  |  |  |  |  |  |  |  |  |  |  |  |  |  |  |  |  |  |  |
|                       |                       |                       |                       |                       |                       |  |  |                                   |                                   |                                   |                                   |                                   |                                   |  |  |                                |                                |                                |                                |                                |                                |  |  |                                 |                                 |                                 |                                 |                                 |                                 |  |  |                                  |                                  |                                  |                                  |                                  |                                  |  |  |                           |                           |                           |                           |                           |                           |  |  |                                   |                                   |                                   |                                   |                                   |                                   |  |  |                      |                      |                      |                      |                      |                      |  |  |  |  |  |  |  |  |  |  |  |  |  |  |  |  |  |  |  |  |  |  |  |  |
|                       |                       |                       |                       |                       |                       |  |  |                                   |                                   |                                   |                                   |                                   |                                   |  |  |                                |                                |                                |                                |                                |                                |  |  | Pere IV d'Aragó (el Cerimoniós) | Pere IV d'Aragó (el Cerimoniós) | Pere IV d'Aragó (el Cerimoniós) | Pere IV d'Aragó (el Cerimoniós) | Pere IV d'Aragó (el Cerimoniós) | Pere IV d'Aragó (el Cerimoniós) |  |  | Jaume I d'Urgell                 | Jaume I d'Urgell                 | Jaume I d'Urgell                 | Jaume I d'Urgell                 | Jaume I d'Urgell                 | Jaume I d'Urgell                 |  |  | Joan I d'Empúries         | Joan I d'Empúries         | Joan I d'Empúries         | Joan I d'Empúries         | Joan I d'Empúries         | Joan I d'Empúries         |  |  | Alfons IV de Ribagorça            | Alfons IV de Ribagorça            | Alfons IV de Ribagorça            | Alfons IV de Ribagorça            | Alfons IV de Ribagorça            | Alfons IV de Ribagorça            |  |  | Joan de Prades       | Joan de Prades       | Joan de Prades       | Joan de Prades       | Joan de Prades       | Joan de Prades       |  |  |  |  |  |  |  |  |  |  |  |  |  |  |  |  |  |  |  |  |  |  |  |  |
|                       |                       |                       |                       |                       |                       |  |  |                                   |                                   |                                   |                                   |                                   |                                   |  |  |                                |                                |                                |                                |                                |                                |  |  | Pere IV d'Aragó (el Cerimoniós) | Pere IV d'Aragó (el Cerimoniós) | Pere IV d'Aragó (el Cerimoniós) | Pere IV d'Aragó (el Cerimoniós) | Pere IV d'Aragó (el Cerimoniós) | Pere IV d'Aragó (el Cerimoniós) |  |  |                                  |                                  |                                  |                                  | Jaume I d'Urgell                 | Jaume I d'Urgell                 |  |  | Joan I d'Empúries         | Joan I d'Empúries         | Joan I d'Empúries         | Joan I d'Empúries         | Joan I d'Empúries         | Joan I d'Empúries         |  |  |                                   |                                   |                                   |                                   | Alfons IV de Ribagorça            | Alfons IV de Ribagorça            |  |  | Joan de Prades       | Joan de Prades       | Joan de Prades       | Joan de Prades       | Joan de Prades       | Joan de Prades       |  |  |  |  |  |  |  |  |  |  |  |  |  |  |  |  |  |  |  |  |  |  |  |  |
|                       |                       |                       |                       |                       |                       |  |  |                                   |                                   |                                   |                                   |                                   |                                   |  |  |                                |                                |                                |                                |                                |                                |  |  |                                 |                                 |                                 |                                 |                                 |                                 |  |  |                                  |                                  |                                  |                                  |                                  |                                  |  |  |                           |                           |                           |                           |                           |                           |  |  |                                   |                                   |                                   |                                   |                                   |                                   |  |  |                      |                      |                      |                      |                      |                      |  |  |  |  |  |  |  |  |  |  |  |  |  |  |  |  |  |  |  |  |  |  |  |  |
|                       |                       |                       |                       |                       |                       |  |  |                                   |                                   |                                   |                                   |                                   |                                   |  |  |                                |                                |                                |                                |                                |                                |  |  |                                 |                                 |                                 |                                 |                                 |                                 |  |  |                                  |                                  |                                  |                                  |                                  |                                  |  |  |                           |                           |                           |                           |                           |                           |  |  |                                   |                                   |                                   |                                   |                                   |                                   |  |  |                      |                      |                      |                      |                      |                      |  |  |  |  |  |  |  |  |  |  |  |  |  |  |  |  |  |  |  |  |  |  |  |  |
| Joan I de Castella    | Joan I de Castella    | Joan I de Castella    | Joan I de Castella    | Joan I de Castella    | Joan I de Castella    |  |  | Elionor d'Aragó                   | Elionor d'Aragó                   | Elionor d'Aragó                   | Elionor d'Aragó                   | Elionor d'Aragó                   | Elionor d'Aragó                   |  |  | Martí d'Aragó duc de Montblanc | Martí d'Aragó duc de Montblanc | Martí d'Aragó duc de Montblanc | Martí d'Aragó duc de Montblanc | Martí d'Aragó duc de Montblanc | Martí d'Aragó duc de Montblanc |  |  | Joan I d'Aragó (el Caçador)     | Joan I d'Aragó (el Caçador)     | Joan I d'Aragó (el Caçador)     | Joan I d'Aragó (el Caçador)     | Joan I d'Aragó (el Caçador)     | Joan I d'Aragó (el Caçador)     |  |  | Pere II d'Urgell                 | Pere II d'Urgell                 | Pere II d'Urgell                 | Pere II d'Urgell                 | Pere II d'Urgell                 | Pere II d'Urgell                 |  |  |                           |                           |                           |                           |                           |                           |  |  |                                   |                                   |                                   |                                   |                                   |                                   |  |  | Pere de Prades       | Pere de Prades       | Pere de Prades       | Pere de Prades       | Pere de Prades       | Pere de Prades       |  |  |  |  |  |  |  |  |  |  |  |  |  |  |  |  |  |  |  |  |  |  |  |  |
| Joan I de Castella    | Joan I de Castella    | Joan I de Castella    | Joan I de Castella    | Joan I de Castella    | Joan I de Castella    |  |  |                                   |                                   |                                   |                                   | Elionor d'Aragó                   | Elionor d'Aragó                   |  |  | Martí d'Aragó duc de Montblanc | Martí d'Aragó duc de Montblanc | Martí d'Aragó duc de Montblanc | Martí d'Aragó duc de Montblanc | Martí d'Aragó duc de Montblanc | Martí d'Aragó duc de Montblanc |  |  |                                 |                                 |                                 |                                 | Joan I d'Aragó (el Caçador)     | Joan I d'Aragó (el Caçador)     |  |  | Pere II d'Urgell                 | Pere II d'Urgell                 | Pere II d'Urgell                 | Pere II d'Urgell                 | Pere II d'Urgell                 | Pere II d'Urgell                 |  |  |                           |                           |                           |                           |                           |                           |  |  |                                   |                                   |                                   |                                   |                                   |                                   |  |  |                      |                      |                      |                      | Pere de Prades       | Pere de Prades       |  |  |  |  |  |  |  |  |  |  |  |  |  |  |  |  |  |  |  |  |  |  |  |  |
|                       |                       |                       |                       |                       |                       |  |  |                                   |                                   |                                   |                                   |                                   |                                   |  |  |                                |                                |                                |                                |                                |                                |  |  |                                 |                                 |                                 |                                 |                                 |                                 |  |  |                                  |                                  |                                  |                                  |                                  |                                  |  |  |                           |                           |                           |                           |                           |                           |  |  |                                   |                                   |                                   |                                   |                                   |                                   |  |  |                      |                      |                      |                      |                      |                      |  |  |  |  |  |  |  |  |  |  |  |  |  |  |  |  |  |  |  |  |  |  |  |  |
|                       |                       |                       |                       |                       |                       |  |  |                                   |                                   |                                   |                                   |                                   |                                   |  |  |                                |                                |                                |                                |                                |                                |  |  |                                 |                                 |                                 |                                 |                                 |                                 |  |  |                                  |                                  |                                  |                                  |                                  |                                  |  |  |                           |                           |                           |                           |                           |                           |  |  |                                   |                                   |                                   |                                   |                                   |                                   |  |  |                      |                      |                      |                      |                      |                      |  |  |  |  |  |  |  |  |  |  |  |  |  |  |  |  |  |  |  |  |  |  |  |  |
|                       |                       |                       |                       |                       |                       |  |  |                                   |                                   |                                   |                                   |                                   |                                   |  |  |                                |                                |                                |                                |                                |                                |  |  |                                 |                                 |                                 |                                 |                                 |                                 |  |  |                                  |                                  |                                  |                                  |                                  |                                  |  |  |                           |                           |                           |                           |                           |                           |  |  |                                   |                                   |                                   |                                   |                                   |                                   |  |  |                      |                      |                      |                      |                      |                      |  |  |  |  |  |  |  |  |  |  |  |  |  |  |  |  |  |  |  |  |  |  |  |  |
|                       |                       |                       |                       |                       |                       |  |  |                                   |                                   |                                   |                                   |                                   |                                   |  |  |                                |                                |                                |                                |                                |                                |  |  |                                 |                                 |                                 |                                 |                                 |                                 |  |  |                                  |                                  |                                  |                                  |                                  |                                  |  |  |                           |                           |                           |                           |                           |                           |  |  |                                   |                                   |                                   |                                   |                                   |                                   |  |  |                      |                      |                      |                      |                      |                      |  |  |  |  |  |  |  |  |  |  |  |  |  |  |  |  |  |  |  |  |  |  |  |  |
| Enric III de Castella | Enric III de Castella | Enric III de Castella | Enric III de Castella | Enric III de Castella | Enric III de Castella |  |  | Ferran I d'Aragó (el d'Antequera) | Ferran I d'Aragó (el d'Antequera) | Ferran I d'Aragó (el d'Antequera) | Ferran I d'Aragó (el d'Antequera) | Ferran I d'Aragó (el d'Antequera) | Ferran I d'Aragó (el d'Antequera) |  |  | Martí I de Sicília             | Martí I de Sicília             | Martí I de Sicília             | Martí I de Sicília             | Martí I de Sicília             | Martí I de Sicília             |  |  |                                 |                                 |                                 |                                 |                                 |                                 |  |  | Jaume II d'Urgell (el dissortat) | Jaume II d'Urgell (el dissortat) | Jaume II d'Urgell (el dissortat) | Jaume II d'Urgell (el dissortat) | Jaume II d'Urgell (el dissortat) | Jaume II d'Urgell (el dissortat) |  |  |                           |                           |                           |                           |                           |                           |  |  | J. Ramon II Folc de Cardona       | J. Ramon II Folc de Cardona       | J. Ramon II Folc de Cardona       | J. Ramon II Folc de Cardona       | J. Ramon II Folc de Cardona       | J. Ramon II Folc de Cardona       |  |  | Joana de Prades      | Joana de Prades      | Joana de Prades      | Joana de Prades      | Joana de Prades      | Joana de Prades      |  |  |  |  |  |  |  |  |  |  |  |  |  |  |  |  |  |  |  |  |  |  |  |  |
| Enric III de Castella | Enric III de Castella | Enric III de Castella | Enric III de Castella | Enric III de Castella | Enric III de Castella |  |  |                                   |                                   |                                   |                                   | Ferran I d'Aragó (el d'Antequera) | Ferran I d'Aragó (el d'Antequera) |  |  | Martí I de Sicília             | Martí I de Sicília             | Martí I de Sicília             | Martí I de Sicília             | Martí I de Sicília             | Martí I de Sicília             |  |  |                                 |                                 |                                 |                                 |                                 |                                 |  |  |                                  |                                  |                                  |                                  | Jaume II d'Urgell (el dissortat) | Jaume II d'Urgell (el dissortat) |  |  |                           |                           |                           |                           |                           |                           |  |  | J. Ramon II Folc de Cardona       | J. Ramon II Folc de Cardona       | J. Ramon II Folc de Cardona       | J. Ramon II Folc de Cardona       | J. Ramon II Folc de Cardona       | J. Ramon II Folc de Cardona       |  |  |                      |                      |                      |                      | Joana de Prades      | Joana de Prades      |  |  |  |  |  |  |  |  |  |  |  |  |  |  |  |  |  |  |  |  |  |  |  |  |
|                       |                       |                       |                       |                       |                       |  |  |                                   |                                   |                                   |                                   |                                   |                                   |  |  |                                |                                |                                |                                |                                |                                |  |  |                                 |                                 |                                 |                                 |                                 |                                 |  |  |                                  |                                  |                                  |                                  |                                  |                                  |  |  |                           |                           |                           |                           |                           |                           |  |  |                                   |                                   |                                   |                                   |                                   |                                   |  |  |                      |                      |                      |                      |                      |                      |  |  |  |  |  |  |  |  |  |  |  |  |  |  |  |  |  |  |  |  |  |  |  |  |
|                       |                       |                       |                       |                       |                       |  |  |                                   |                                   |                                   |                                   |                                   |                                   |  |  |                                |                                |                                |                                |                                |                                |  |  |                                 |                                 |                                 |                                 |                                 |                                 |  |  |                                  |                                  |                                  |                                  |                                  |                                  |  |  |                           |                           |                           |                           |                           |                           |  |  |                                   |                                   |                                   |                                   |                                   |                                   |  |  |                      |                      |                      |                      |                      |                      |  |  |  |  |  |  |  |  |  |  |  |  |  |  |  |  |  |  |  |  |  |  |  |  |
| Joan II de Castella   | Joan II de Castella   | Joan II de Castella   | Joan II de Castella   | Joan II de Castella   | Joan II de Castella   |  |  | Alfons V d'Aragó                  | Alfons V d'Aragó                  | Alfons V d'Aragó                  | Alfons V d'Aragó                  | Alfons V d'Aragó                  | Alfons V d'Aragó                  |  |  | Joan II d'Aragó                | Joan II d'Aragó                | Joan II d'Aragó                | Joan II d'Aragó                | Joan II d'Aragó                | Joan II d'Aragó                |  |  | Enric de Trastàmara             | Enric de Trastàmara             | Enric de Trastàmara             | Enric de Trastàmara             | Enric de Trastàmara             | Enric de Trastàmara             |  |  | Joana d'Urgell                   | Joana d'Urgell                   | Joana d'Urgell                   | Joana d'Urgell                   | Joana d'Urgell                   | Joana d'Urgell                   |  |  |                           |                           |                           |                           |                           |                           |  |  | J. Ramon III Folc de Cardona      | J. Ramon III Folc de Cardona      | J. Ramon III Folc de Cardona      | J. Ramon III Folc de Cardona      | J. Ramon III Folc de Cardona      | J. Ramon III Folc de Cardona      |  |  |                      |                      |                      |                      |                      |                      |  |  |  |  |  |  |  |  |  |  |  |  |  |  |  |  |  |  |  |  |  |  |  |  |
| Joan II de Castella   | Joan II de Castella   | Joan II de Castella   | Joan II de Castella   | Joan II de Castella   | Joan II de Castella   |  |  |                                   |                                   |                                   |                                   | Alfons V d'Aragó                  | Alfons V d'Aragó                  |  |  | Joan II d'Aragó                | Joan II d'Aragó                | Joan II d'Aragó                | Joan II d'Aragó                | Joan II d'Aragó                | Joan II d'Aragó                |  |  |                                 |                                 |                                 |                                 | Enric de Trastàmara             | Enric de Trastàmara             |  |  | Joana d'Urgell                   | Joana d'Urgell                   | Joana d'Urgell                   | Joana d'Urgell                   | Joana d'Urgell                   | Joana d'Urgell                   |  |  |                           |                           |                           |                           |                           |                           |  |  |                                   |                                   |                                   |                                   | J. Ramon III Folc de Cardona      | J. Ramon III Folc de Cardona      |  |  |                      |                      |                      |                      |                      |                      |  |  |  |  |  |  |  |  |  |  |  |  |  |  |  |  |  |  |  |  |  |  |  |  |
|                       |                       |                       |                       |                       |                       |  |  |                                   |                                   |                                   |                                   |                                   |                                   |  |  |                                |                                |                                |                                |                                |                                |  |  |                                 |                                 |                                 |                                 |                                 |                                 |  |  |                                  |                                  |                                  |                                  |                                  |                                  |  |  |                           |                           |                           |                           |                           |                           |  |  |                                   |                                   |                                   |                                   |                                   |                                   |  |  |                      |                      |                      |                      |                      |                      |  |  |  |  |  |  |  |  |  |  |  |  |  |  |  |  |  |  |  |  |  |  |  |  |
|                       |                       |                       |                       |                       |                       |  |  |                                   |                                   |                                   |                                   |                                   |                                   |  |  |                                |                                |                                |                                |                                |                                |  |  |                                 |                                 |                                 |                                 |                                 |                                 |  |  |                                  |                                  |                                  |                                  |                                  |                                  |  |  |                           |                           |                           |                           |                           |                           |  |  |                                   |                                   |                                   |                                   |                                   |                                   |  |  |                      |                      |                      |                      |                      |                      |  |  |  |  |  |  |  |  |  |  |  |  |  |  |  |  |  |  |  |  |  |  |  |  |
| Isabel I de Castella  | Isabel I de Castella  | Isabel I de Castella  | Isabel I de Castella  | Isabel I de Castella  | Isabel I de Castella  |  |  | Ferran I de Nàpols                | Ferran I de Nàpols                | Ferran I de Nàpols                | Ferran I de Nàpols                | Ferran I de Nàpols                | Ferran I de Nàpols                |  |  | Ferran II d'Aragó              | Ferran II d'Aragó              | Ferran II d'Aragó              | Ferran II d'Aragó              | Ferran II d'Aragó              | Ferran II d'Aragó              |  |  | Enric d'Aragó I duc de Sogorb   | Enric d'Aragó I duc de Sogorb   | Enric d'Aragó I duc de Sogorb   | Enric d'Aragó I duc de Sogorb   | Enric d'Aragó I duc de Sogorb   | Enric d'Aragó I duc de Sogorb   |  |  |                                  |                                  |                                  |                                  |                                  |                                  |  |  |                           |                           |                           |                           |                           |                           |  |  | J. Ramon IV Folc de Cardona       | J. Ramon IV Folc de Cardona       | J. Ramon IV Folc de Cardona       | J. Ramon IV Folc de Cardona       | J. Ramon IV Folc de Cardona       | J. Ramon IV Folc de Cardona       |  |  |                      |                      |                      |                      |                      |                      |  |  |  |  |  |  |  |  |  |  |  |  |  |  |  |  |  |  |  |  |  |  |  |  |
| Isabel I de Castella  | Isabel I de Castella  | Isabel I de Castella  | Isabel I de Castella  | Isabel I de Castella  | Isabel I de Castella  |  |  |                                   |                                   |                                   |                                   | Ferran I de Nàpols                | Ferran I de Nàpols                |  |  | Ferran II d'Aragó              | Ferran II d'Aragó              | Ferran II d'Aragó              | Ferran II d'Aragó              | Ferran II d'Aragó              | Ferran II d'Aragó              |  |  |                                 |                                 |                                 |                                 | Enric d'Aragó I duc de Sogorb   | Enric d'Aragó I duc de Sogorb   |  |  |                                  |                                  |                                  |                                  |                                  |                                  |  |  |                           |                           |                           |                           |                           |                           |  |  | J. Ramon IV Folc de Cardona       | J. Ramon IV Folc de Cardona       | J. Ramon IV Folc de Cardona       | J. Ramon IV Folc de Cardona       | J. Ramon IV Folc de Cardona       | J. Ramon IV Folc de Cardona       |  |  |                      |                      |                      |                      |                      |                      |  |  |  |  |  |  |  |  |  |  |  |  |  |  |  |  |  |  |  |  |  |  |  |  |
|                       |                       |                       |                       |                       |                       |  |  |                                   |                                   |                                   |                                   |                                   |                                   |  |  |                                |                                |                                |                                |                                |                                |  |  |                                 |                                 |                                 |                                 |                                 |                                 |  |  |                                  |                                  |                                  |                                  |                                  |                                  |  |  |                           |                           |                           |                           |                           |                           |  |  |                                   |                                   |                                   |                                   |                                   |                                   |  |  |                      |                      |                      |                      |                      |                      |  |  |  |  |  |  |  |  |  |  |  |  |  |  |  |  |  |  |  |  |  |  |  |  |
|                       |                       |                       |                       |                       |                       |  |  |                                   |                                   |                                   |                                   |                                   |                                   |  |  |                                |                                |                                |                                |                                |                                |  |  |                                 |                                 |                                 |                                 |                                 |                                 |  |  |                                  |                                  |                                  |                                  |                                  |                                  |  |  |                           |                           |                           |                           |                           |                           |  |  |                                   |                                   |                                   |                                   |                                   |                                   |  |  |                      |                      |                      |                      |                      |                      |  |  |  |  |  |  |  |  |  |  |  |  |  |  |  |  |  |  |  |  |  |  |  |  |
|                       |                       |                       |                       |                       |                       |  |  | Joana I de Castella               | Joana I de Castella               | Joana I de Castella               | Joana I de Castella               | Joana I de Castella               | Joana I de Castella               |  |  |                                |                                |                                |                                |                                |                                |  |  | Alfons d'Aragó II duc de Sogorb | Alfons d'Aragó II duc de Sogorb | Alfons d'Aragó II duc de Sogorb | Alfons d'Aragó II duc de Sogorb | Alfons d'Aragó II duc de Sogorb | Alfons d'Aragó II duc de Sogorb |  |  |                                  |                                  |                                  |                                  |                                  |                                  |  |  |                           |                           |                           |                           |                           |                           |  |  | Ferran Joan Ramon Folc de Cardona | Ferran Joan Ramon Folc de Cardona | Ferran Joan Ramon Folc de Cardona | Ferran Joan Ramon Folc de Cardona | Ferran Joan Ramon Folc de Cardona | Ferran Joan Ramon Folc de Cardona |  |  |                      |                      |                      |                      |                      |                      |  |  |  |  |  |  |  |  |  |  |  |  |  |  |  |  |  |  |  |  |  |  |  |  |
|                       |                       |                       |                       |                       |                       |  |  | Joana I de Castella               | Joana I de Castella               | Joana I de Castella               | Joana I de Castella               | Joana I de Castella               | Joana I de Castella               |  |  |                                |                                |                                |                                |                                |                                |  |  | Alfons d'Aragó II duc de Sogorb | Alfons d'Aragó II duc de Sogorb | Alfons d'Aragó II duc de Sogorb | Alfons d'Aragó II duc de Sogorb | Alfons d'Aragó II duc de Sogorb | Alfons d'Aragó II duc de Sogorb |  |  |                                  |                                  |                                  |                                  |                                  |                                  |  |  |                           |                           |                           |                           |                           |                           |  |  | Ferran Joan Ramon Folc de Cardona | Ferran Joan Ramon Folc de Cardona | Ferran Joan Ramon Folc de Cardona | Ferran Joan Ramon Folc de Cardona | Ferran Joan Ramon Folc de Cardona | Ferran Joan Ramon Folc de Cardona |  |  |                      |                      |                      |                      |                      |                      |  |  |  |  |  |  |  |  |  |  |  |  |  |  |  |  |  |  |  |  |  |  |  |  |

## Característiques del senyal reial

### El nombre variable de pals

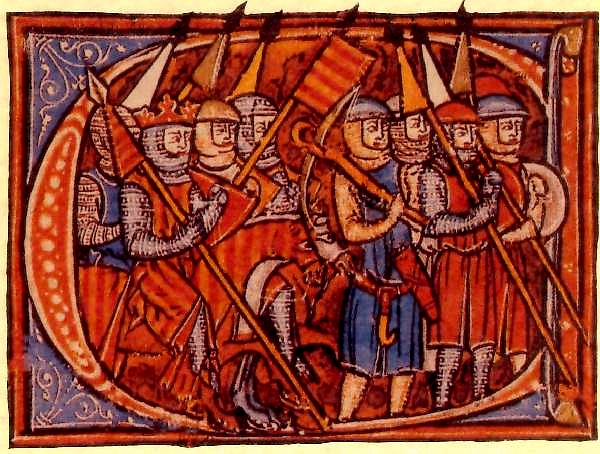
Caplletra C de l'obra jurídica Vidal Mayor, redactada pel bisbe d'Osca Vidal de Canyelles entre 1247 i 1252 per manament del rei Jaume el Conqueridor. La caplletra està il·luminada amb una miniatura en què es representa la mateixa persona del rei lluint en la sobrecota, en el guió triangular de la llança, i en les gualdrapes del cavall la senyera reial. Mentre en el guió figuren 5 franges en horitzontal (faixes), a l'esquerra del rei hi ha el portabandera del rei d'Aragó, l'encarregat de portar i custodiar la senyera del rei durant les campanyes militars, portant la senyera reial amb 4 franges en horitzontal (faixes). (Vidal Mayor, fundació Paul Getty, Los Angeles)

Martí de Riquer (1983) assenyala que només dos segells permeten interpretar l'escut de Pere II d'Aragó el Catòlic (1196-1213); tot i reconèixer que presenten «grans dificultats», determina que en el de 1207 (Sagarra nº10) i en el 1210 (sagarra nº13) hi ha 8 ratlles verticals. Estudiant els segells dels seus germans, determina que l'infant Alfons d'Aragó en un segell de 1204 (Sagarra nº179) presentaria 4 ratlles, fet que suposaria que aquest portava en les armes només 2 pals de gules, mentre que l'infant Ferran d'Aragó en un segell del 1246 (Sagarra nº181) en portaria sis, fet que suposaria que només portaria 3 pals de gules. Basant-se en les premisses que Pere II d'Aragó el Catòlic hauria portat un escut de 4 pals de gules mentre que els seus germans portaven un nombre menor de pals, Martí de Riquer estableix la hipòtesi que, a fi de distingir l'hereu de la resta d'infants, s'haurien introduït una brisura per reducció de pals a fi de diferenciar el senyal dels quatre pals, propi de l'hereu, de la resta de branques.
En heràldica, la brisura (del francès brisure, de briser, 'trencar') és qualsevol modificació que s'introdueix a les armories d'una família per tal de distingir-ne les diferents branques o bé els bastards. L'ús de les brisures, per la seva complexitat, va acabar quedant relegat gairebé a les cases reials. L'escut d'armes es pot brisar de diverses maneres:
- Mitjançant la disminució de les peces honorables;
- Quarterant les armes d'un casal amb les de l'altre on s'estableix el fill segon.
- Afegint-hi una altra peça, generalment de segon ordre (bordures, travesses, cotisses), o bé un moble o figura (lambels, creixents, estrelles, etc.);
- Canviant els esmalts d'algun element important, com ara el camper o una peça honorable.

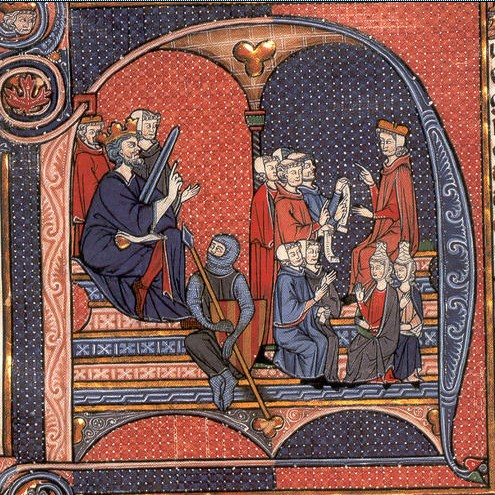
Caplletra N de l'obra jurídica de Vidal Mayor (1247-1252). La caplletra està il·luminada amb un escuder del rei portant un escut amb el senyal reial on hi figuren 3 franges en vertical (pals). (Vidal Mayor, fundació Paul Getty, Los Angeles)

El cap d'una determinada línia del casal porta generalment les armes plenes de la seva família a títol personal, mentre els altres membres de la família, àdhuc l'hereu abans de la mort del pare, en teoria no hi tenen dret. Basant-se en aquest principi, la resta de membres de la família haurien de posar una brisura diferenciadora a les seves armes personals o bé acontentar-se d'utilitzar les armes del casal, però no a títol personal. Tot i així, però, sovint es fa cas omís d'aquest principi i els segons fills es diferencien de l'hereu conservant les mateixes armes i prenent el nom d'un altre territori.
Per a Martí de Riquer (1983), seguint la seva tècnica de comptar els pals dels segells a fi de provar de determinar per aquesta via si existia un nombre de pals regular o no, conclou que els segells de Jaume I (1213-1276) presentarien «un desgavell» heràldic pel que fa al nombre de pals. Així, entre els anys 1220 i 1226, el rei usà un segell amb escut amb sis ratlles verticals (Sagarra, 19) que Riquer interpreta amb un escut de tres pals sobre el camper. Segueix un segell del juliol del 1229, on Riquer determina que el rei porta només cinc ratlles a l'escut (Sagarra, 21), cosa que faria un palet de sis peces. Després, des del març del 1231 fins al 1233 (Sagarra 22,23,24), els segells de Jaume I ofereixen vuit ratlles, que equivaldrien teòricament a quatre pals. Seguidament el 1241 (Sagarra, 26) portaria quatre ratlles, o sia dos pals, i el 1255 (Sagarra, 29) encara quatre ratlles, o sia dos pals. Per a Alberto Montaner Frutos (1995), no hi ha lloc per a cap «desgavell» heràldic, sinó que això respondria a la típica inestabilitat del nombre de pals d'aquesta època. Per a argumentar-ho, porta a col·lació l'emblemàtica de Ramon Berenguer V de Provença.

### La fixació del nombre de pals
El nombre de pals va ser variable fins al 1344, moment a partir del qual el rei en Pere IV d'Aragó (que signava Pere terç) fixà que fossin quatre els pals de la senyera reial que hi hauria als segells de la cancelleria reial. I fixat el cànon pel rei, així ho recollí poc després el frare dominic valencià Joan de Montsó, que en el pròleg de la traducció dedicada al duc de Montblanc Martí, futur rei Martí I d'Aragó l'Humà, dels sermons de sant Bernat sobre el Càntic dels càntics (1392-1395) li explicà la seva particular interpretació de què representaven les quatre barres de la senyera reial: «E aquesta gloriosa creu e lit de Jhesucrist fou de IIII barres, les quals foren envermellides de la sua preciosa sanch, hy entre aquestes IIII barres lo nostre Salvador dormi, he per aquesta significança pues quels vostres predecessors de la casa d'Aragó aygen, preses IIII barres vermelles per llurs armes é divisa, en senyal que pugreu dir que les IIII barres, fustes ho bastons de la creu de Jhesucrist porten per senyal en lo lur cors, segons que deya sant Pau de si mateix».

### Brisures

#### Brisures amb bordura
La brisura amb bordura o brisura a la castellana consisteix a fer una brisura afegint una bordura amb les armes de llinatge matern, que envolten les armes del llinatge patern, seguint el costum castellà de representar, també, les armes de la família materna en l'escut d'armes. Un clar exemple apareix en les armes de l'infant Alfons d'Aragó (1222-1260), únic fill que Jaume I tingué amb la seva primera muller Elionor de Castella. L'infant Alfons d'Aragó, malgrat ser el primogènit, mai no arribar a regnar, i acabà per enfrontar-se militarment contra el seu pare el rei Jaume I quant aquest, de resultes de les seves disposicions testamentàries, anà cedint en herència cada volta més territoris als altres fills menors que havia tingut amb la seva segona muller, Violant d'Hongria. Finalment, l'infant Alfons d'Aragó morí sense hereus el 1260, abans fins de la mort del seu pare el rei Jaume I, ocorreguda el 1276. Martí de Riquer assenyala primerament un segell del 1224 (Sagarra, núm. 151) de la primera muller de Jaume I, Elionor de Castella, on a l'anvers hi ha els pals del senyal heràldic del seu marit, que estarien gravats amb vuit ratlles i que per a l'heraldista equivaldrien a quatre pals de gules; al revers hi ha el senyal heràldic del castell, propi del seu llinatge. Pel que fa a les armes de l'infant Alfons d'Aragó, fill d'ambdós, Martí de Riquer (1983) s'atén a l'opinió de Faustino Menéndez Pidal de Navascués (1972), que assenyala que les seves tan sols en són conegudes per la seva llaura sepulcral que hi ha al monestir de Veruela; en les seves armes, hi ha el senyal dels quatre pals amb una bordura carregada de vint escudets de Castella, fet aquest darrer que indicaria que la bordura era de metall (heràldica), probablement d'argent (heràldica).
Paral·lelament, el comte Nunó Sanç (c.1185-1241), fill del comte Sanç I de Cerdanya i de Sança Núnyez de Lara, hauria actuat de la mateixa manera, perquè en un segell emès el 1226 es representa a l'anvers portant un escut amb el senyal dels quatre pals, i al revers portant les armes de la seva mare, els calders dels Lara. Però, després, en una pintura sobre fusta del Museu de Mallorca del segle xiii, és representat en un escut en losange dos pals de gules en camp d'or, amb bordura cosida d'argent i carregada amb vuit calders de sable. Així mateix, apareix en les pintures murals del saló del Tinell del palau Reial Major de Barcelona: se'ls representa portant el senyal dels quatre pals amb bordura d'argent i calders de sable tant en l'escut com en la sobrevesta del cavall.
Martí de Riquer afegeix que aquesta brisura a la castellana amb bordura de castells tingué repercussió no sols en la casa reial d'Aragó sinó a nivell internacional, perquè igualment portaren brisures de castells molts dels nets d'Alfons VIII de Castella (1155-1214); així per exemple, el rei Alfons III de Portugal, fill d'Urraca de Castella i d'Anglaterra i net d'Alfons VIII de Castella, brisà a la castellana les armes de Portugal amb una bordura de castells, una combinació que restà permanent i es convertí en les armes d'aquell regne quan aquest succeí el seu germà Sanç II de Portugal. També Carles d'Anjou, fill de Blanca de Castella i d'Anglaterra i net d'Alfons VIII de Castella, brisà a la castellana les armes de d'Anjou amb una bordura de castells, fins que el 1253 passà a emprar un lambeu de gules.

Brisura a la castellana: Reconstrucció de l'escut d'armes de Nunó Sanç (c.1185-1241) segons les pintures murals del saló del Tinell del palau Reial Major
Brisura a la castellana: Reconstrucció de l'escut de l'infant Alfons d'Aragó (1222-1260), fill de Jaume I i d'Elionor de Castella, tal com apareix a la làpida sepulcral del monestir de Veruela[65]

#### Quarterat

Brisura quarterada: reconstrucció de l'escut d'armes de Jaume el Just (1267-1327) quan era infant
Brisura quarterada: reconstrucció de l'escut d'armes de Ramon Berenguer I d'Empúries (1308-c.1366)
Brisura quarterada: reconstrucció de l'escut d'armes de Ferran I de Nàpols (1423-1494)
Brisura quarterada: reconstrucció de l'escut d'armes de Joan II d'Aragó com a rei de Navarra

#### Quarterant en sautor
En heràldica, una brisura (del francès brisure, de briser, 'trencar') és qualsevol modificació que s'introdueix a les armories d'una família per tal de distingir-ne les diferents branques o bé els bastards. Per altra banda, s'anomena sautor la peça honorable resultant de la unió d'una banda i una barra, de manera que formen una creu en forma d'aspa; basant-se en això, es diu que si la partició d'un escut d'armes es fa en forma d'aspa, aleshores es té un escut quarterat en sautor. L'infant Frederic i el seu germà no estaven destinats a regnar. Però en esdevenir aquest rei de Sicília, les seves armes esdevingueren les armes de Sicília. Les armes personals de l'infant Frederic d'Aragó, el senyal reial amb brisura en quarter en losange de les armes de Sicília: «En camp de plata, quarterat en sautor, 1r i 4t d'Aragó, 2n i 3r en camp de plata, àliga expandida de sable». En la següent reconstrucció les àguiles s'han representat confrontades quan no ho haurien d'estar.
Recreació incorrecta de les armes del comte de Prades, Joan de Prades, heretades del seu pare Pere IV de Ribagorça. El lambel és d'argent, que representaria les armes dels ducs d'Orleans, quan en realitat hauria de ser de gules, armes dels comtes d'Anjou. Heràldicament: «quarterat en sautor: cap i punta: d'or, quatre pals de gules. Flancs: d'atzur sembrat de flors de lis d'or, amb un lambel de tres pendents de gules». El germà d'aquest, Ramon Berenguer I d'Empúries, emprà les mateixes armes, però només quarterades:

Frederic d'Aragó (1272-1337), el senyal reial amb brisura en quarter en sautor de les armes de Sicília
Pere d'Aragó i d'Anjou (1305-1381), el senyal reial amb brisura en quarter en sautor de les armes d'Anjou
Quarterat en sautor, casa de Cerdanya
Armes de Joan Ramon IV Folc de Cardona
Armes de l'infant de Joan II d'Aragó

#### Partit
Recreació segons l'armorial de l'herald de Gelre de les armes de Pere II d'Urgell, heretades del seu pare Jaume I d'Urgell:

Pere II d'Urgell (1340-1408), el senyal reial amb brisura partida de les armes d'Urgell
Joan I d'Empúries (c.1338-1398), el senyal reial amb brisura partida de les armes d'Empúries
Reconstrucció de partides d'Aragó i Sicília
Alfons IV de Ribagorça (1332-1412), marquès de Villena
Elisenda de Montcada (c.1292-1364), reina consort de Jaume el Just
Violant de Bar (c.1365-1431), reina consort de Joan el Caçador

#### Escut caironat

Constança de Sicília (1247-1302), reina consort de Pere el Gran
Maria de Xipre (1279-1319), reina consort de Jaume el Just
Sibil·la de Fortià (1350-1406), reina consort de Pere el Cerimoniós
Maria de Luna (1402-1407), reina consort de Martí l'Humà
Margarida de Prades (c.1387-1429), reina consort de Martí l'Humà

## Historiografia
En cap dels cronicons i dels annals medievals apareix cap esment al senyal dels quatre pals anterior a Ramon Berenguer IV. Des de les Genealogies de Roda d'Isàvena (980-990) i el Cronicó Rivipullense I que anota els fets des del 985 al 1191, passant pel Cronicó Dertusense II, redactat des del 1097 fins al 1210, i el Cronicó de Sant Cugat, fins a arribar al Chronicon Barcinonenses IV, redactat fins al 1452 i que anota els fets des del 714 al 1405, no es diu res sobre el senyal dels quatre pals. Tampoc en el Cronicó de Sant Feliu de Guíxols, redactat a finals del segle xiv i que anota els fets des del 980 al 1312, o en les èpiques Gesta Comitum Barchinonensium, Liber Maiolichinus, De captione Almerie et Tortuose i tants d'altres, s'esmenta el senyal reial anterior a Ramon Berenguer IV. Malgrat que el citen diverses vegades i apareixen ja algunes de les llegendes relacionades amb el senyal dels quatre pals, caldrà esperar a les Cròniques dels reis d'Aragó e comtes de Barcelona perquè es reculli la primera versió historiogràfica sobre l'origen del senyal. Els historiadors de l'edat moderna i gran part de l'edat contemporània, tant aragonesos com valencians, com catalans, es limitaran a retenir l'origen barceloní de la senyera reial, afegint-hi però, les seves pròpies teories, versions i llegendes sobre com i quan els comtes de Barcelona adoptaren aquest senyal heràldic.

## Territorialització
L'heraldista català Armand de Fluvià i Escorsa (1994), com la resta d'especialistes, assenyala que els quatre pals tingueren durant l'edat mitjana una significació d'un «senyal heràldic de llinatge», raó per la qual tots els descendents de Ramon Berenguer IV portaren aquest senyal en els seus escuts d'armes. A més a més, Armand de Fluvià estableix la tesi que el senyal dels quatre pals és un símbol català basant-se en les següents premisses: el primer testimoni històric del senyal apareix en els segells de Ramon Berenguer IV; Ramon Berenguer IV era membre de la família dels comtes de Barcelona. En ser els quatre pals un senyal heràldic de llinatge, aleshores el senyal heràldic dels quatre pals ha de ser el senyal de la família dels comtes de Barcelona. Per tant, com que el senyal dels quatre pals era el senyal de la família dels comtes de Barcelona, i donat que la família dels comtes de Barcelona era una família catalana, ergo Armand de Fluvià en desprèn la conclusió que els quatre pals és un senyal heràldic català. Basant-se en aquesta conclusió, Armand de Fluvià estableix que com a senyal heràldic català només correspon pròpiament a Catalunya el dret a emprar el senyal dels quatre pals plenament, sense cap tipus d'addició o símbol diferenciador, tant pel que fa a la bandera de Catalunya, com al seu escut.
| Imatge 1                                           | Imatge 2                                    | Nom, data, autor, text |
| -------------------------------------------------- | ------------------------------------------- | --- |
| Cortes de los antiguos reinos (1377-1401)          | Parlament de Barcelona de 1396              | Parlament de Barcelona de 1393 (1396) Reina Maria de Luna «Item es ordonat que les galees no porten banderes, cendals ne panyos de senyal alcu sino del comtat de Barchinona ço es barres grogues e vermelles tan solament» |
| Proposició del procés de Corts de Perpinyà de 1406 | Proposició de les corts de Perpinyà de 1406 | Proposició del procés de Corts de Perpinyà de 1406 (1406) Rei Martí I d'Aragó «Gloriosa dicta sunt de te. Psalm LXXXVI. ... lo qual tenint la bandera nostra reyal en les mans li digué aquestes paraules: Fill yous dó la bandera nostra antiga del Principat de Cathalunya (...) null temps en camp on la dita nostra bandera reyal sia stada james no fo vençuda ni desbaratada. E aço per singular gracia de Nostre Senyor Déu ...» |

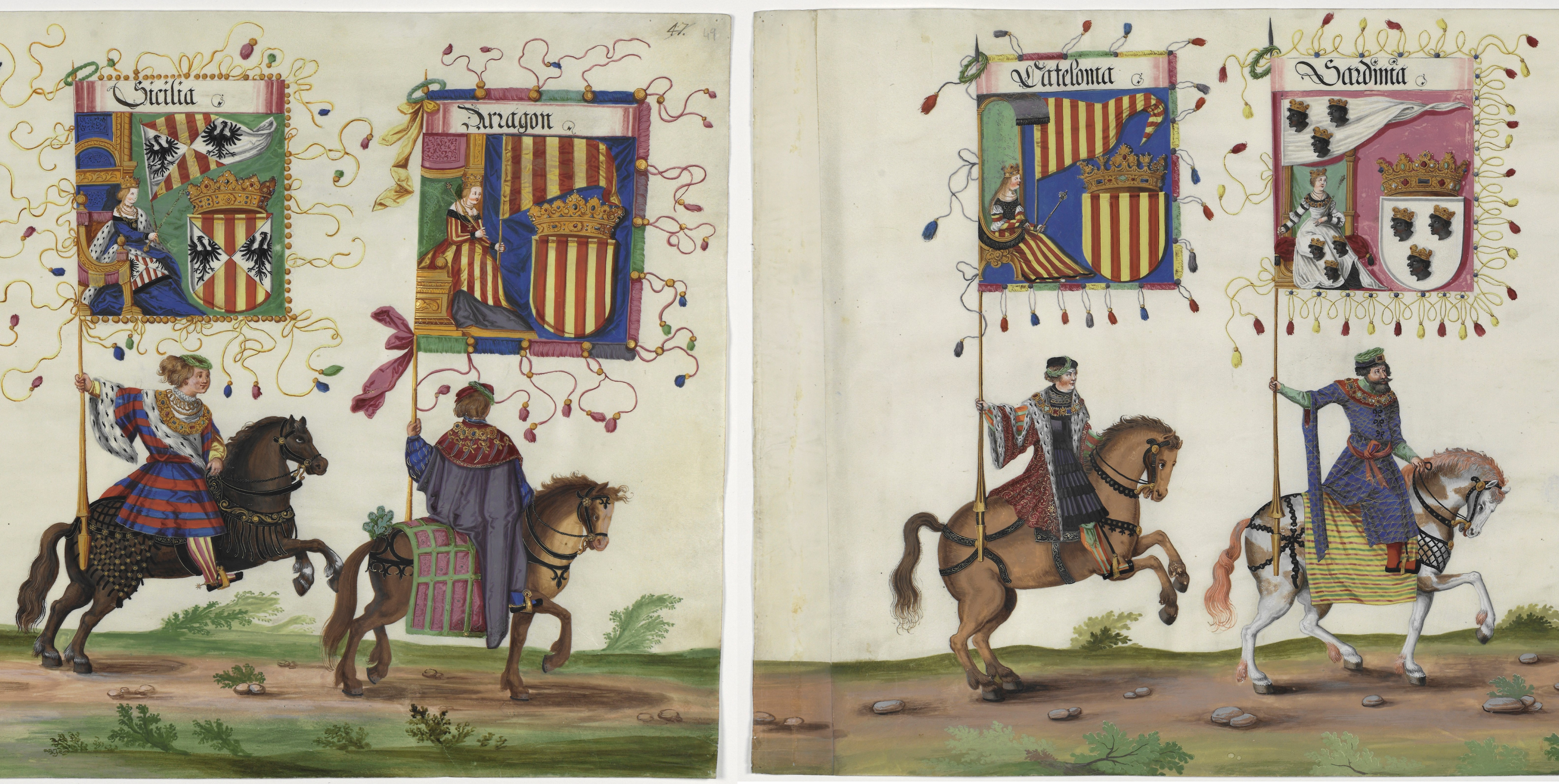

## Llegendes sobre la senyera reial

### Llegenda de la senyera reial i els colors heràldics papals

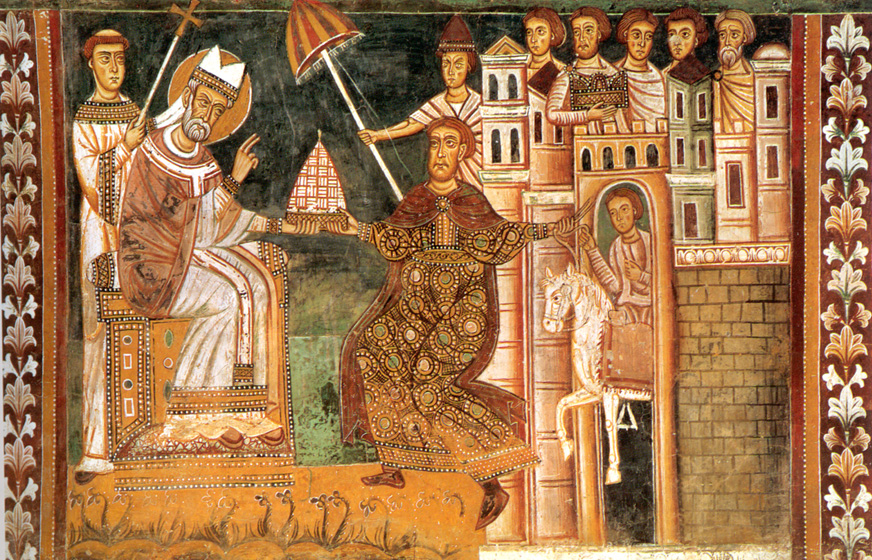
Lumbraculum o pavelló papal roig i daurat. Pintura al fresc del 1246, que decora la capella de Sant Silvestre a la basílica dels Quatre Sants (Roma). Fou pintada durant les lluites polítiques que enfrontaren el Sant Pare Innocenci IV (1243-1254) i l'excomunicat emperador Frederic II Hohenstaufen. Les pintures volien demostrar la sobirania de l'Església sobre l'emperador, representant el Sant Pare Silvestre I (314-335) rebent una tiara de l'emperador Constantí I (272-337) en submissió

La llegenda de la senyera reial i els colors heràldics papals és una llegenda sobre com els Sants Pares de Roma adoptaren els colors de la senyera reial del casal d'Aragó per a l'umbraculum o pavelló papal del Sant Pare. Aquesta llegenda apareix per primera vegada en la Gesta Comitum Barchinonensium, i d'aquí passà a la Crònica dels reis d'Aragó i comtes de Barcelona (anomenada popularment Crònica de Sant Joan de la Penya). Segons aquesta llegenda, arran de la coronació del rei Pere II d'Aragó el Catòlic a Roma de mans del papa, aquest decidí adoptar la senyera reial com a pròpia de la Santa Seu. Diu la crònica: «Del rey en Pere e de sos feyts. E per aquesta devoció lo Pare Sant per honor de la casa d'Aragó constituí que ell et tots sos succehidors levassen I papallo feyt a senyal del rey d'Aragó.»

### Llegenda de la senyera reial i els capítols matrimonials
La llegenda dels capítols matrimonials és una llegenda sobre l'adopció i ús de la senyera reial per part dels reis del casal d'Aragó i que apareix per primera vegada el 1438. Aquesta llegenda fou recopilada pel noble català mossèn Pere Tomic en la seva obra Histories e conquestes dels reys de Arago e comtes de Barcelona. Aquesta llegenda explica, contra l'evidència històrica, que en els capítols matrimonials de Barbastre (1137) pels quals el rei Ramir II d'Aragó donà la seva filla Peronella d'Aragó amb el Regne d'Aragó en matrimoni al comte de Barcelona Ramon Berenguer IV, ja s'hi va pactar que a partir d'aleshores els reis d'Aragó usarien la senyera del comte de Barcelona; els nobles aragonesos hi accediren, demanant, però, el privilegi que fos alguns d'ells qui la portés en batalla, petició a què el comte de Barcelona accedí: «lo qual matrimoni se acaba ab certs capitols que lo dit comte volgue entre los quals són aquests primerament que lo dit comte tant com visques: nos hagues adir rey darago;sino comte de Barçelona e princep de Arago:pero que lo primer fill que dells exiria se digues rey darago:e comte de Barçelona. Lo segon capitol: que los reys de Arago haguessen aportar les armes del comte de Barçelona:en no de Arago e que lo crit fos de sanct Jordi sens contradictio alguna:los quals capitols plasqueren als aregonesos:e tant post los fermaren e demenaren en gracia del dit comte quels volgues atorgar que tostemps que los reys darago anassen en batalla aragones hagues aportar la senyera: en no altre:e lo dite comte atorgalsho.e fou unit lo comtat de Barçelona ab lo realme de Arago». Malgrat que això mai no formà part dels capítols matrimonials de Barbastre (1137), sí que és cert, però, que el privilegi de ser el portabandera de la senyera reial estava reservat als nobles de la casa del rei d'Aragó, i que en la genealogia del rei Joan I d'Aragó feta el 1380 es detalla que el comte de Barcelona mai no va canviar la seva senyera comtal, que es convertí en la senyera reial.

### Llegenda de les quatre barres de sang

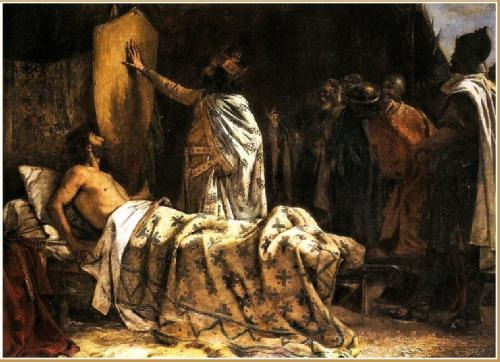
"Guifré I de Barcelona, el Pilós" (Pau Béjar, v. 1892)

La llegenda de les quatre barres de sang és una llegenda sobre l'origen de senyera reial que apareix en una primària versió el 1532, i en la versió definitiva el 1551. La versió primigènia de la llegenda fou inventada per l'historiador castellà Gonzalo Fernández de Oviedo y Valdés en la seva obra autògrafa Catálogo Real de Castilla. L'historiador castellà emprà com a font l'obra de Lucio Marineo Sículo De Aragoniae Regibus et eorum rebus gestis libri V (1509), en què s'atribueix l'origen de la senyera reial al llegendari cavaller Otger Cataló; aquesta obra fou traduïda al castellà i impresa a València amb el nom Crónica de Aragón. Partint d'aquesta traducció, l'historiador castellà explica en la seva obra que el cavaller Otger Cataló tenia per armes un escut franc tot daurat, i que mentre lluitava contra els sarraïns fou ferit en una mà; en volent adreçar l'escut, li quedaren cinc marques dels dits tacats de sang marcats a l'escut. Finada la batalla, Otger Cataló manà que a partir d'aleshores aquell seria l'escut dels seus successors.
Aquesta versió primària de la llegenda escrita el 1532 fou adapatda el 1551 per l'historiador valencià Pere Antoni Beuter, que la publicà en la seva obra Segunda parte de la crónica general de España, una crònica editada en castellà a València el 1551. L'historiador valencià canvià al llegendari cavaller Otger Cataló per l'històric comte Guifré el Pilós, als sarraïns pels normands, i l'accidental marca dels dits ensagonats sobre l'escut en una èpica concessió formal per part de l'emperador dels francs al comte de Barcelona: quedà fixada d'aquesta manera la versió definitiva de la llegenda de les quatre barres de sang. Explica Beuter que els normands atacaren França i el comte Guifré el Pilós anà a ajudar a l'emperador franc. Derrotats els normands, el comte Guifré el Pilós demanà a l'emperador Lluís (no es concreta de quin Lluís es tractava) que li donés un escut d'armes; aleshores el rei se li acostà i mullà els seus dits de la mà dreta en una ferida que tenia el comte, passant-los després de dalt a baix per sobre de l'escut daurat del comte. Aleshores li digué: «Aquestes seran les vostres armes, comte». I així Beuter explica l'origen de la senyera reial en la figura del comte Guifré el Pilós, i l'associació d'ambdós símbols quedà segellada.
És el mateix Beuter qui adverteix que ha trobat la llegenda «según he hallado escrito» en uns suposats «cuadernos de mano». Si bé hom no pot imputar amb absoluta seguretat que Beuter adaptés la versió primigènia d'Otger Cataló de Gonzalo Fernández de Oviedo y Valdés, sembla clar que l'apel·lació als «cuadernos de mano» remet a una font anterior, o era subterfugi per a evitar qualsevol crítica posterior. L'historiador Agustí Alcoberro i Pericay assenyala que, en tot cas, tant si Beuter fou l'inventor de la llegenda, com si la llegenda és una adaptació de la versió d'Otger Cataló circulava per València, els «cuadernos de mano» no serien gaire anteriors al 1551. Per altra part, l'historiador Martí de Riquer assenyala que la versió de la llegenda de les quatre barres de sang redactada per Beuter el 1551 presenta notables similituds amb una altra llegenda redactada per l'heraldista Hernán Mexía el 1485 en Nobiliario vero. El Nobiliario vero és un tractat de noblesa i cavalleria que en el seu tercer llibre tracta sobre l'ús i invenció de les armes, insígnies, blasons, senyals i banderes de la noblesa. Riquer assenyala concretament el passatge on Hernán Mexía explicà quin era l'origen de les armes del llinatge dels Aguilar-Priego, després anomenats Fernández de Córdoba, explicant que les armes d'aquest llinatge tenien l'origen en la conquesta de la ciutat de Còrdova pel rei Ferran III de Castella el 1236, moment en el qual, tenint el rei la seva mà tacada de sang, passà tres dits per sobre l'escut daurat d'un cavaller d'aquell llinatge.

## Teories interpretatives sobre la senyera reial

### Teoria de la senyera reial i els cops de bastons contra els mals eclesiàstics

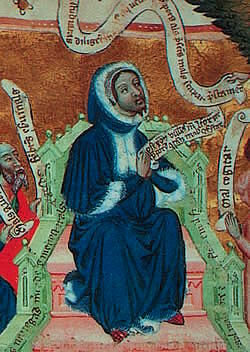
Miniatura de Lo Terç del Chrestià

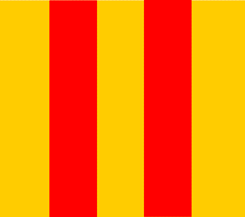
Hipotètica senyera invertida de 1112, tres ceptres (pals) daurats sobre fons roig, on cada ceptre (pal) daurat representaria un territori: el primer al comtat de Barcelona, el segon al comtat de Besalú, i el tercer al comtat de Provença

La teoria de la senyera reial i els cops de bastons contra els mals eclesiàstics és un teoria interpretativa sobre el significat de la senyera reial proposada pel frare franciscà de Girona fra Francesc Eiximenis en Lo primer del Chrestià (1378-1381). En aquest primer volum de l'obra, fra Eximenis fa una introducció general al cristianisme i refuta tant l'islam com el judaisme en uns tres-cents setanta capítols. L'obra fou de les primeres a ser impreses a la península Ibèrica, concretament a València el 29 de gener del 1483 per Llambert Palmart. Seguint aquesta edició, en el capítol 247, foli 133v, fra Eximenis explica la seva peculiar interpretació del que representen els quatre pals de la senyera reial: «Signifiquen bastons e colps e persecucions qui d'aquesta casa deuen contra los mals eclesiàstichs, per a purgar lurs pecats e per abaxar lur ergull e pompa e per reduy-los al primer stament».

### Teoria de la senyera reial i el llit de Jesucrist
La teoria de la senyera reial i el llit de Jesucrist és un teoria interpretativa sobre el significat de la senyera reial proposada pel frare dominic valencià Joan de Montsó a la traducció dels sermons de sant Bernat sobre el Càntic dels càntics (1392-1395). Aquesta traducció dels sermons de sant Bernat fou dedicada per fra Joan de Montsó al duc de Montblanc Martí, futur rei Martí I d'Aragó l'Humà, i en el pròleg explica la seva interpretació del que representen els quatre pals de la senyera reial: «No rés menys Senyor, dich que aquest llibre, més que un altre vós convé quel deguats entendre, per rahó de les vostres armes glorioses que vos fets e el vostre excellent llinatge. Cor en lo dit llibre, en figura hy són mostrades; cor trobarets, Senyor, que aquí es fa menció d'un llit sollempne que es feu Salamó, e aquest lit era de fust e de barres, on ell dormia, e significava la vera creu de Jesucrist, on Ell dormí així com en sos lit, segons que diu Sent Agostí sobre Sent Johan. E aquesta gloriosa creu e lit de Jhesucrist fou de IIII barres, les quals foren envermellides de la sua preciosa sanch, hy entre aquestes IIII barres lo nostre Salvador dormi, he per aquesta significança pues quels vostres predecessors de la Casa d'Aragó aygen, preses IIII barres vermelles per llurs armes é divisa, en senyal que pugreu dir que les IIII barres, fustes ho bastons de la Creu de Jhesucrist porten per senyal en lo lur cors, segons que deya Sant Pau de si mateix».

### Teoria de la senyera reial i els ceptres daurats
La teoria de la senyera reial i els ceptres daurats és una teoria interpretativa sobre el significat de la senyera reial elaborada el 1909 per l'historiador andalús Narciso Sentenach y Cabañas. Aquesta teoria es basava en l'estudi dels segells, monedes i pintures on apareixia la senyera reial i ha quedat desacreditada a mesura que s'ha anat ampliat el registre de segells, monedes i pintures en què inicialment es fonamentava la teoria.
La teoria interpretativa que plantejà Narciso Sentenach y Cabañas el 1909 es basava en la hipòtesi que la senyera reial no són pals rojos sobre un fons daurat, sinó al contrari, pals daurats sobre un fons roig. A partir d'aquesta hipòtesi, plantejà la teoria que cada pal daurat representava un bastó de comandament o ceptre sobre un territori. Segons Narciso Sentenach, els tres bastons daurats van començar a existir el 1112 sota el govern del comte de Barcelona Ramon Berenguer III el Gran, que es casà amb Dolça de Provença. Gràcies a aquest matrimoni, tindria sota el seu domini tres territoris, de manera que en la seva senyera hi hauria representat un ceptre daurat o bastó de comandament per cada territori: un pel comtat de Barcelona, un altre pel comtat de Besalú, i el darrer pel comtat de Provença.

### Edat mitjana
- segle XIII Aragó, Jaume I d'. Llibre dels fets; Edició en línia.
- segle XIV Desclot, Bernat. Crònica de Bernat Desclot; Edició en línia.
- segle XIV Muntaner, Ramon. Crònica de Ramon Muntaner; Edició en línia.
- segle XIV Aragó, Pere IV d'. Crònica de Pere el Cerimoniós; [ Edició en línia].
- segle XIV Aragó, Pere IV d'. Crònica de Sant Joan de la Penya; Edició en línia (llatí); Edició en línia (aragonès); Edició en línia (català). (llatí) (aragonès) i (català)
- 1380 Domènec, Jaume. Genealogia regum Navarrae et Aragoniae et comitum Barchinonae.

### Edat moderna
- 1499 Vagad, Gualberto Fabricio de. "Crónica de Aragón"; Edició en línia. (castellà)
- 1509 Marineo Sículo, Lucio. "De Aragoniae Regibus et eorum rebus gestis libri V"; Edició en línia. (llatí)
- 1524 Marineo Sículo, Lucio; Molina, Juan de. "Crónica d'Aragón"; Edició en línia. (castellà)
- 1551 Beuter, Pere Antoni. "Segunda parte de la crónica general de España". (castellà)
- 1564 Viciana, Rafael Martí de. "Crónica de la ínclita y coronada ciudad de Valencia y de su Reyno"; Edició en línia. (castellà)
- 1588 Blancas y Tomás, Jerónimo de. "Aragonensium rerum commentarii"; Edició en línia. (llatí)
- 1580 Zurita y Castro, Jerónimo. "Anales de la Corona de Aragón"; Edició en línia. (castellà)

### Edat contemporània
- 1812 / 1822 Sans i de Barutell, Joan de. Memoria sobre el incierto origen de las barras de Aragón, antiguo blasón del condado de Barcelona.. (castellà)
- 1909 Sentenach y Cabañas, Narciso «El Escudo de España». Revista de Archivos, Bibliotecas y Museos, XXI, ', pàg. 249-261 i 305-462. (castellà)
- 1916 Sagarra i de Siscar, Ferran de. "Sigil·lografia catalana: inventari, descripció i estudi dels segells de Catalunya".  Henrich i Cia.
- 1921 Ibarra., E. "Cuál de los tres escudos sea el que más exactamente corresponde a Aragón". (castellà)
- 1928 Kehr, Paul Fridolin «Wie und wann wurde das Reich Aragon ein Lehen der römischen Kirche? : Eine diplomatische Untersuchung». Sitzungsberichte der Preussische Akademie der Wissenschaften, Phil.-hist. Kl. 18-20, pp. 196-223 / Estudio de la Edad media en la Corona de Aragón; Cómo y cuando se hizo Aragón feudatario de la Santa Sede? (Saragossa, 1945) pp. 285-326.[Enllaç no actiu] (alemany)
- 1936 Domènech i Montaner, Lluís (obra pòstuma); Domènech i Roura, Fèlix (fill). "Ensenyes nacionals de Catalunya".  Tallers gràfics de Castells-Bonet / Facsímil: Editorial 92, 1995. ISBN 978-84-85704-34-7. (castellà)
- 1949 Udina i Martorell, Frederic «En torno a la leyenda de las "barras catalanas"». Hispania, vol. IX, pàgs. 531-565. (castellà)
- 1972 Menéndez Pidal de Navascués, Faustino «Las brisuras en las casas soberanas de la España medieval». Recueil de XIe. Congrès..., [Lieja], pàg. 373-378. (castellà)

#### Restauració democràtica i estatuts d'autonomia
- 1978 Fatás Cabeza, Guillermo; Redondo Veintemillas, Guillermo. "La bandera de Aragón".  Ed. Guara (Colección Básica Aragonesa, 3). (castellà)
- 1981 Riquer, Martí de «En torno al origen del escudo de armas de los palos, llamados barras». Gaceta numismática, nº. 61. (castellà)
- 1981 Fatás Cabeza, Guillermo; Redondo Veintemillas, Guillermo. "Palos de Aragón" (Gran Enciclopedia Aragonesa).  Gran Enciclopedia Aragonesa, vol. IX. Arxivat 2009-02-17 a Wayback Machine. (castellà)
- 1983 D'Arienzo, Luisa «Lo scudo dei "Quatro mori" e la Sardegna». Annali della Facoltà di Scienze Politiche dell'Università di Cagliari, IX, pàg. 253-292. (italià)
- 1983 Riquer, Martí de. "Heràldica catalana des de l'any 1150 al 1550". Vol. I i II.  Quaderns Crema. ISBN 978-84-85704-34-7.
- 1985 Roura, Gabriel «La sepultura de la comtessa Ermessenda». Revista de Girona, nº. 112. ISSN: 0211-2663. (castellà)
- 1988 Udina i Martorell, Frederic. «Problemàtica acerca del escudo de los palos de gules». A: Seminario sobre Heráldica y Genealogía.  Institución «Fernando el Católico», pags. 45-68. ISBN 84-00-06841-6. (castellà)
- 1989 Framond, Martin de «Aux origines du sceau de ville et de juridiction: les premiers sceaux de la ville de Millau». Bibliotheque de L'Ecole des Chartes, Volum 131, Part 2, pàg. 87-122. (francès)
- 1990 Fatás Cabeza, Guillermo «La bandera y el escudo de Aragón; pàg. 180-193». Turia: revista cultural, nº. 15. ISSN: 0213-4373. (castellà)
- 1991 Menéndez Pidal de Navascués, Faustino «Palos de oro y gules». Studia in Honorem Prof. M. de Riquer, IV, Jaume Vallcorba, Quaderns Crema, vol. IV, pàg. 669-704. (castellà)
- 1992 Sans i Travé, Josep Maria. "Dietari o llibre de jornades (1411-1484) de Jaume Safont".  Ed. Pagès Editors. ISBN 84-7935-111-X.
- 1995 Montaner Frutos, Alberto. "El señal del rey de Aragón: Historia y significado".  Institución «Fernando el Católico». ISBN 84-7820-283-8. (castellà)
- 1995 Fatás Cabeza, Guillermo; Redondo Veintemillas, Guillermo. "Blasón de Aragón: el escudo y la bandera".  Diputación General de Aragón, D.L.. ISBN 84-7753-543-4. (castellà)
- 1995 Fluvià i Escorsa, Armand. "Els Quatre Pals. L'escut dels Comtes de Barcelona".  Ed. Rafael Dalmau Editor (Episodis de la Història, 300). ISBN 84-232-0478-2.
- 1997 Serrano Daura, Josep «La donació de Ramir II d'Aragó a Ramon Berenguer IV de Barcelona de 1137 i la institució del "casamiento en casa"; pàg. 7-14». Estudis Històrics i Documents dels Arxius de Protocols, nº. 15. ISSN: 0211-5425. (castellà)
- 1998 Menéndez Pidal de Navascués, Faustino. «Los emblemas de España / Aragón». A: España: reflexiones sobre el ser de España.  Real Academia de la Historia, pags. 451. ISBN 84-89-51204-3. (castellà)
- 1999 Fatás Cabeza, Guillermo. "El escudo de Aragón".  Caja de Ahorros de la Inmaculada de Aragón. ISBN 84-88305-85-0. (castellà)
- 2000 Menéndez Pidal de Navascués, Faustino. "Los reyes de Aragón"; pàg. 95-138 (Símbolos de España).  Centro de Estudios Políticos y Constitucionales. ISBN 9788425911101. (castellà)
- 2000 P. Freixas, J.M. Nolla, L. Palahí, J. Sagrera, M. Sureda. "La catedral de Girona. Redescobrir la seu romànica. Els resultats de les recerques del projecte Progress".  Ajuntament de Girona. ISBN 84-86837-91-X.
- 2000 Riquer i Morera, Martí de. Llegendes històriques catalanes.  Quaderns crema. ISBN 84-7727-296-4.
- 2000 Fatás Cabeza, Guillermo. «El escudo de Aragón». A: "Aragón, reino y corona ".  Gobierno de Aragón. ISBN 84-8324-084-X. (castellà)
- 2001 Cortadellas i Vallès, Anna. Repertori de llegendes historiogràfiques de la Corona d'Aragó (segles XIII-XVI).  Curial-Abadia de Montserrat. ISBN 84-8415-267-7.
- 2002 Torres-Solanot y García de Buestelo, Ignacio de. "Barras de Aragón".  Torres-Solanot. ISBN 84-607-4148-6. (castellà)
- 2002 Jáuregui Adell, Juan «Sobre el origen de los colores de la bandera cuadribandada». Hidalguía: la revista de genealogía, nobleza y armas, nº295, pàgs. 769-792. ISSN: 0018-1285. (castellà)
- 2003 Alcoberro i Pericay, Agustí «Mites i llegendes». Barcelona quaderns d'història, 9, pàg. 135-148. ISSN: 1135-3058.
- 2004 Jáuregui Adell, Juan «Estudio sobre los colores del sarcófago de la Condesa Ermessinde». Annals de l'Institut d'Estudis Gironins, nº45, pàgs. 365-377. ISSN: 0213-6228. (castellà)
- 2004 Menéndez Pidal de Navascués, Faustino. «Los reyes de Aragón». A: "El escudo de España".  Real Academia Matritense de Heráldica y Genealogía. ISBN 84-8883302-4. (castellà)
- 2005 Conde y Delgado de Molina, Rafael «La bula de plomo de los reyes de Aragón y la cruz «de Alcoraz»». Emblemata, XI, pàg. 59-82. ISSN: 1137-1056. (castellà)
- 2005 Jáuregui Adell, Juan «Sellos de los Condes de Barcelona y Reyes de Aragón». Hidalguía: la revista de genealogía, nobleza y armas, nº305, pàgs. 209-256. ISSN: 0018-1285. (castellà)
- 2006 Galdeano Carretero, Rodolfo «Historiografia i iconografia: la sèrie icònica dels comtes de Barcelona del Palau de la Generalitat de Catalunya (1587-1588); pàg. 375-409». Arxiu de Textos Catalans Antics, nº. 25. ISSN: 0211-9811.
- 2006 Menéndez Pidal de Navascués, Faustino «Un sello de Pedro IV de Aragón». Hidalguía: la revista de genealogía, nobleza y armas, nº316-317, pàgs. 539-552. ISSN: 0018-1285. (castellà)
- 2007 Redondo Veintemillas, Guillermo; Montaner Frutos, Alberto; García López, María Cruz. "Aragón en sus escudos y banderas".  Caja de la Inmaculada, págs. 19-20 (Col·lección Mariano de Pano y Ruata, 26). ISBN 978-84-96869-06-6.. (castellà)
- 2007 Jáuregui Adell, Juan «Las banderas de los cuatro palos». Hidalguía: la revista de genealogía, nobleza y armas, nº325, pàgs. 849-874. ISSN: 0018-1285. (castellà)
- 2008 Jáuregui Adell, Juan «Las banderas de los cuatro palos». Hidalguía: la revista de genealogía, nobleza y armas, nº326, pags. 111-144. ISSN: 0018-1285. (castellà)
- 2010 Sánchez Badiola, Juan José. Simbolos de España y de sus Regiones Y Autonomias.  Editorial Visión Libros. ISBN 8498869633. (castellà)